# アルゼンチン

アルゼンチン共和国
República Argentina

国の標語：スペイン語: En Unión y Libertad
（統一と自由において）
国歌：Himno Nacional Argentino（スペイン語）
アルゼンチンの国歌

1. 
2. 

アルゼンチン政府は南極の1,000,000 km2およびマルビナス諸島の領有を主張している。

アルゼンチン共和国（アルゼンチンきょうわこく、スペイン語: República Argentina）、通称アルゼンチンは、南アメリカ南部に位置する連邦共和制国家。首都はブエノスアイレス。位置は南米大陸から見ると南西側に位置しており、西と南にチリ、北にボリビア・パラグアイ、北東にブラジル・ウルグアイと国境を接し、東と南は大西洋に面する。
チリとともに南アメリカ最南端に位置し、国土の全域がコーノ・スールの域内に収まる。国土南端のフエゴ島には世界最南端の都市ウシュアイアが存在する。アルゼンチンはイギリスが実効支配するマルビナス諸島（英語ではフォークランド諸島）の領有権を主張している。また、チリ・イギリスと同様に南極の一部に対して領有権を主張しており、アルゼンチン領南極として知られる。

## 概要
アルゼンチンは、23の州と、連邦首都であり国内最大の都市であるブエノスアイレスと1つの自治都市に細分化された地域で構成される連邦国家である。ラテンアメリカではブラジルに次いで2番目に領土が大きく、世界全体でも第8位の領土面積を擁する。
現代のアルゼンチンで記録された最初期の人間の存在は、旧石器時代に遡る。この国はインカ帝国に大きな関わりを持っており、インカ帝国はクリストファー・コロンブスらの大航海時代以前の時代に国の北西に拡大していた。そしてアルゼンチン地域は、16世紀にスペイン帝国がインカ帝国領の一部であったその地域を植民地化したことに起源を持つ。アルゼンチンは、1776年に発足されたスペイン帝国の海外副王領であるリオ・デ・ラ・プラタ副王領の後継国として台頭した。1816年7月9日の独立宣言と独立闘争(1810年-1825年)に続いて、1880年まで内戦が長引く事態を経験するが、その後の同国は比較的平和な状況へ至る形で安定しつつ、海外の文化の影響を受ける形で独自の文化や社会を形成して行った。主にイタリア人とスペイン人を中心としたヨーロッパからの移民による幾つかの波が同国文化と人口統計に影響を与えている。
嘗て同国に存在していた政党の一つである「国民自治党」は、1880年から1916年の選挙まで、保守共和国と呼ばれる時代に国政を支配していた。世界恐慌は、1930年にホセ・フェリックス・ウリブルが率いる最初のクーデターへ繋がり、いわゆる「忌まわしき10年間」(1930年-1943年)と呼ばれる時代が始まった。このクーデターの後、さらに1943年、1955年、1962年、1966年と4度に亘って政治不安が続いた。1974年にフアン・ペロン大統領が死去すると、彼の未亡人で副大統領であったイザベル・ペロンが大統領に就任したが、1976年の最後のクーデターで打倒された。その後の軍事政権は、アメリカ合衆国の支援を受け、1983年にラウル・アルフォンシンが大統領に選出されるまで続いた国家テロと市民不安の時代である「汚い戦争」で、何千人もの政治評論家、活動家、左翼を迫害し殺害といった混沌の時代を経験している。加えて9回のデフォルト経験がある。
アルゼンチンは地域大国であり、国際問題における中堅国としての歴史的な地位を維持している。アメリカ合衆国の主要な非NATO同盟国 である同国は、ラテンアメリカ圏においてはチリに次いで2番目に高いHDIを持つ発展途上国である。南米では第2位の経済規模を維持しており、G15とG20のメンバーとなっている。
アルゼンチンは、国際連合（UN）、世界銀行（WB）、世界貿易機関（WTO）、メルコスール、ラテンアメリカ・カリブ諸国共同体（CELAC）、イベロアメリカ諸国機構（OEI）の創設メンバーである。また、OEIの創設に絡んでイベロアメリカ首脳会議の参加国ともなっている。

## 国名

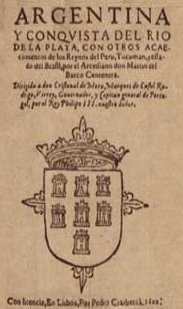
マルティン・デル・バルコ・センテネラの叙事詩『アルヘンティーナとラ・プラタ川の征服』

正式名称は、República Argentina（レプブリカ・アルヘンティーナ）。通称、Argentina（アルヘンティーナ）。英語表記は公式にはArgentine Republic（アージェンタイン・リパブリック）、通称Argentina（アージェンティーナ）。
日本語の表記はアルゼンチン共和国。通称アルゼンチン。ほかにアルゼンティンとも表記され、原語音に即したアルヘンティーナと表記されることもある。漢字表記では、亜尓然丁、亜爾然丁、阿根廷など。
独立当時はリオ・デ・ラ・プラタ連合州（Provincias Unidas del Río de la Plata）と呼ばれ、あるいは南アメリカ連合州（Provincias Unidas de Sudamérica）とも名乗っていた。リオ・デ・ラ・プラタはスペイン語で「銀の川」を意味し、1516年にフアン・ディアス・デ・ソリスの率いるスペイン人征服者の一行がこの地を踏んだ際、銀の飾りを身につけたインディヘナ（チャルーア人）に出会い、上流に「銀の山脈（Sierra de la Plata）」があると考えたことから名づけたとされる。これにちなみ、銀のラテン語表記「Argentum（アルゲントゥム）」に、地名を表す女性指小辞「-tina」を添えたものである。初出は、1602年に出版されたマルティン・デル・バルコ・センテネラの叙事詩『アルヘンティーナとラ・プラタ川の征服』とされる。その後、1825年に正式国名とした。
国名をラテン語由来へと置き換えたのは、スペインによる圧政を忘れるためであり、フランスのスペインへの侵略を契機として、フランス語読みの「アルジャンティーヌ（Argentine）」に倣ったものでもあるとされる。しかしながら、現在でもリオ・デ・ラ・プラタ連合州ほか「アルゼンチン連合（Confederación Argentina）」などの歴史的国号は、アルゼンチン共和国とともに正式国名として憲法に明記されている。

## 歴史

### 先コロンブス期

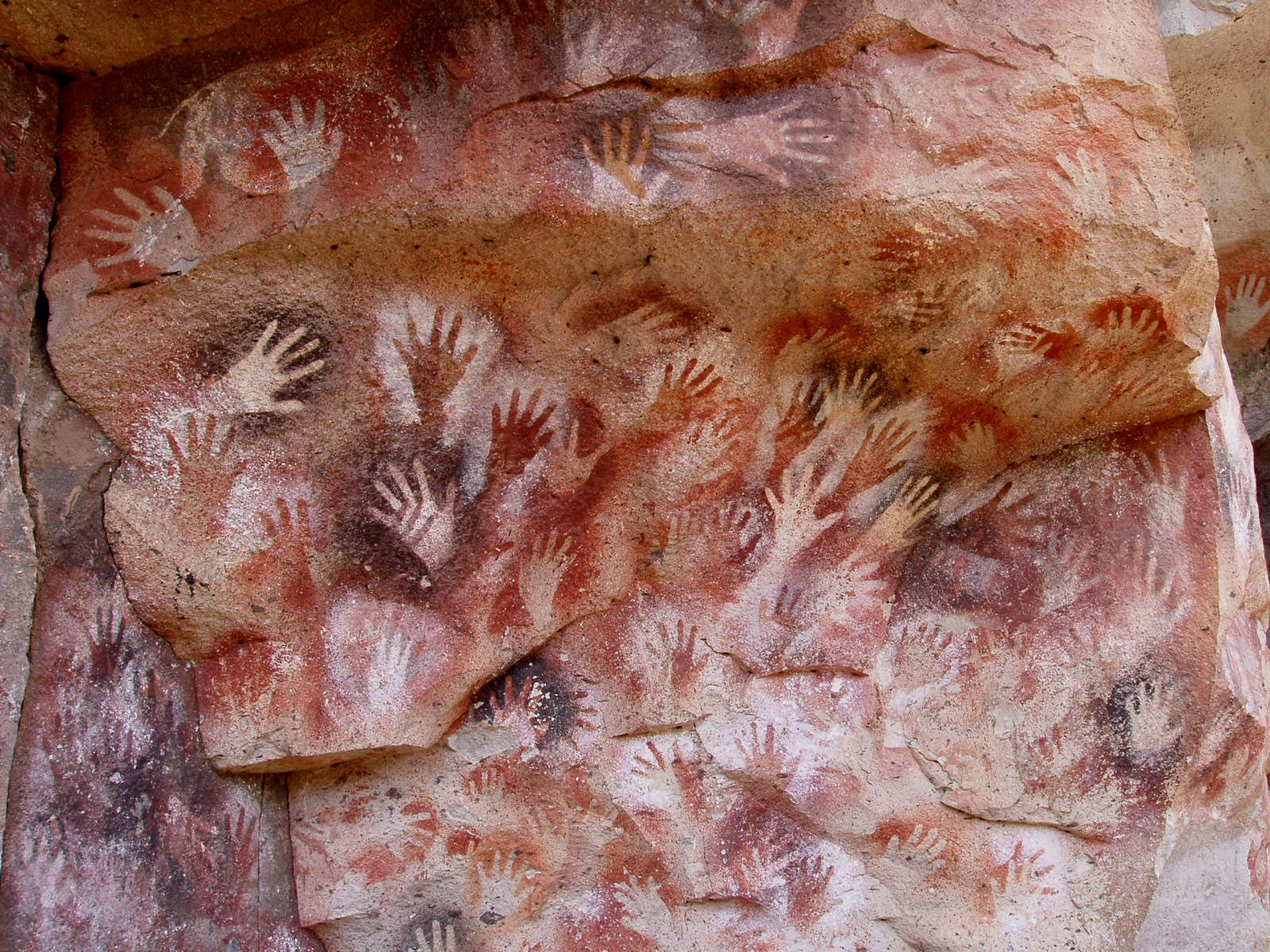
パタゴニアの手の洞窟

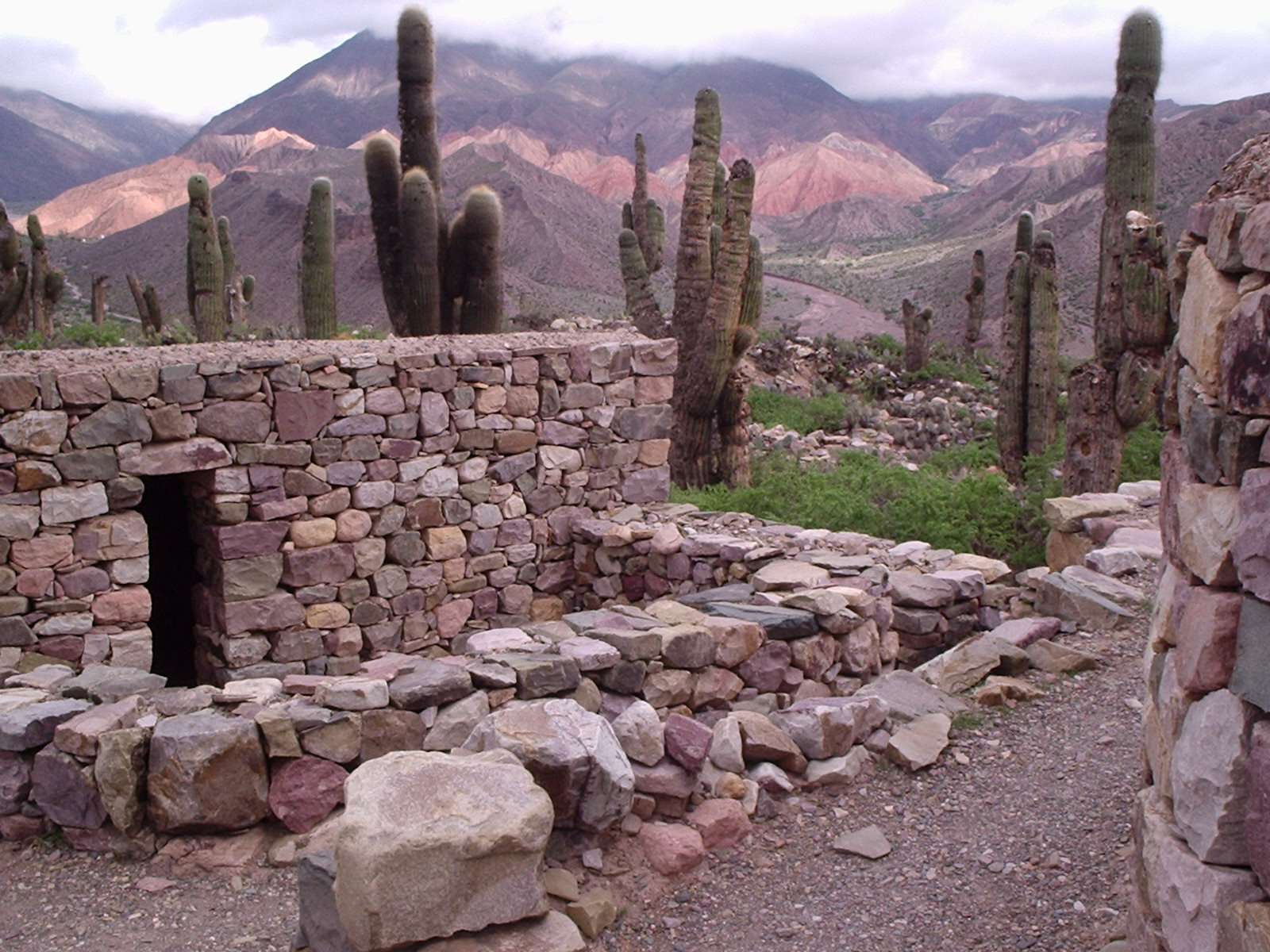
アイマラ人が15世紀に築いた、アルゼンチン北西部フフイ州ティルカラにあるティルカラのプカラ（石壁）

アルゼンチンの最初の住民は、紀元前11000年にベーリング海峡を渡ってアジアからやって来た人々だった。彼らは現在パタゴニアに残る「手の洞窟」を描いた人々であった。
その後、15世紀後半に現ペルーのクスコを中心に発展したケチュア人の国家クスコ王国（1197年 - 1438年）は、タワンティンスーユ（インカ帝国、1438年 - 1533年）の皇帝トゥパック・インカ・ユパンキとワイナ・カパックによって征服され、北西部のアンデス山脈地域はタワンティンスーユに編入された。征服された地域はタワンティンスーユ内の4州の内の1州、コジャ・スウユ（ケチュア語: Colla Suyo、「南州」）の辺境の地となり、30万人ほどのケチュア人やアイマラ人が住むようになった。アルゼンチンにおけるコジャ・スウユの領域は北は現在のフフイ州から南はメンドーサ州、東はサンティアゴ・デル・エステロ州の北部にまで広がっていた。その一方でインカ帝国の権威が及ばなかったチャコやパンパやパタゴニアには、チャルーア人のような狩猟インディヘナがおもに居住しており、パンパやチャコにもグアラニー人のような粗放な農耕を営むインディヘナがいたが、全般的にこの地域に住む人間の数は少なかった。

### スペイン植民地時代
16世紀に入ると、1516年にスペインの探検家、フアン・ディアス・デ・ソリスが最初のヨーロッパ人としてこの地を訪れたが、すぐに先住民といさかいを起こし、まもなく殺害された。その後もスペインによってこの地域の植民地化は進められた。1536年にラ・プラタ川の上流にあると思われた「銀の山」を攻めるために、バスク人貴族のペドロ・デ・メンドーサ率いる植民団によって、ラ・プラタ川の河口にヌエストラ・セニョーラ・サンタ・マリア・デル・ブエン・アイレ市が建設されたが、まもなくインディヘナの激しい攻撃に遭って放棄され、以後200年ほどラ・プラタ地域の中心は、1559年にアウディエンシアの設置されたパラグアイのアスンシオンとなった。
植民地政策の伸展に伴ってペルー副王領の一部に組み込まれたこの地は、ペルー方面からアンデス地域を軸に開拓が進み、1553年には現存するアルゼンチン最古の都市サンティアゴ・デル・エステロが建設された。アスンシオンからの内陸部開発も盛んになり、1580年には放棄されたブエノスアイレスが再建されたが、それでもこの地域はベネズエラなどと並んでイスパノアメリカではもっとも開発の遅れた地域だった。また、1541年に放された12頭の馬がパンパの牧草を食べて自然に大繁殖したこともあり、いつしかガウチョが現れるようになっていった。同じようにして繁殖した牛は、19世紀の始めにはラ・プラタ地域全体で2,000万頭ほどいたといわれている（ちなみにこのころの人口はアルゼンチン・ウルグアイ・パラグアイをあわせても100万人を超えないほどだった）。植民地政策の経過により、当初は大西洋岸よりも内陸部の発展が早かった。1613年には内陸のコルドバにコルドバ大学が建設され、以降19世紀までコルドバは南米南部の学問の中心となった。18世紀にはグアラニー戦争などに代表されるように、ポルトガル領ブラジル方面から攻撃を続けるポルトガルとの小競り合いが続き、スペイン当局がバンダ・オリエンタル（現在のウルグアイ）を防衛するためもあって、1776年にペルー副王領からリオ・デ・ラ・プラタ副王領が分離されると、ブエノスアイレスは副王領の首府となって正式に開港され、イギリスをはじめとするヨーロッパ諸国との密貿易により空前の繁栄を遂げた。しかし、この時点においてアルゼンチンの産業の中心は北西部のトゥクマンや中央部のコルドバであり、リトラル地域やブエノスアイレスには見るべき工業はなかった。このブエノスアイレス港の正式開港は、のちに植民地時代に繁栄していた内陸部諸州に恐ろしい打撃をもたらすことになった。

### 独立戦争と内戦

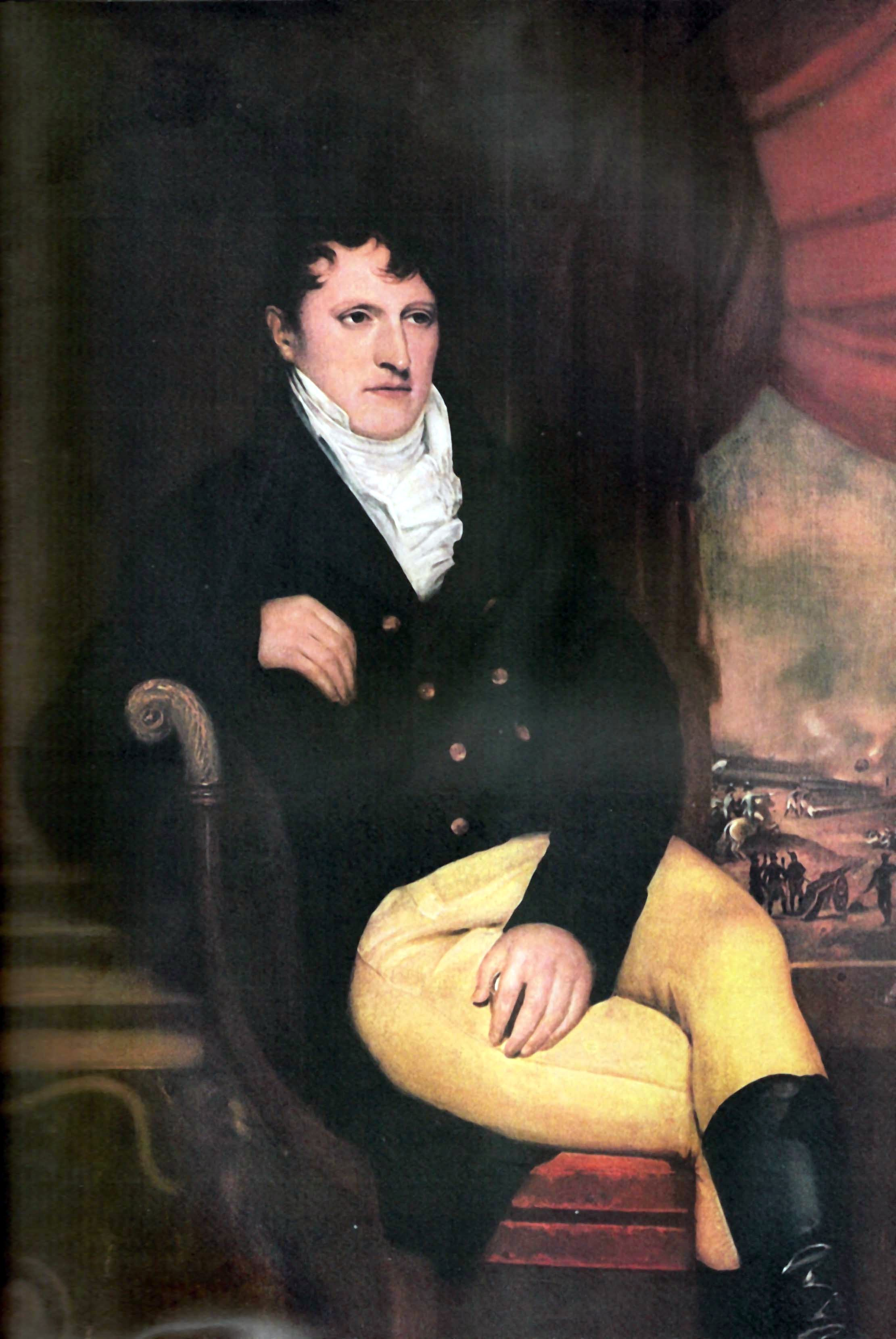
五月革命の実行者の一人となったブエノスアイレスの代表者 マヌエル・ベルグラーノ。アルゼンチンの国旗の制定者でもある

1806年、1807年の2度にわたるイギリス軍のラプラタ侵略を打ち破ったあと、スペインからの解放と自由貿易を求めたポルテーニョは1810年5月25日に五月革命を起こし、ブエノスアイレスは自治を宣言した。しかしラ・プラタ副王領のパラグアイ、バンダ・オリエンタル、アルト・ペルー、コルドバはブエノスアイレス主導の自治に賛成しなかった。ブエノスアイレス政府は各地に軍を送り、コルドバを併合することには成功したものの、1811年のマヌエル・ベルグラーノ将軍のパラグアイ攻略は失敗した。1813年のサンロレンソの戦いにも勝利するとスペイン王党派軍との戦いは本格化する。王党派の支配していたアルト・ペルー攻略（第一次アルト・ペルー攻略、第二次アルト・ペルー攻略）は失敗した。

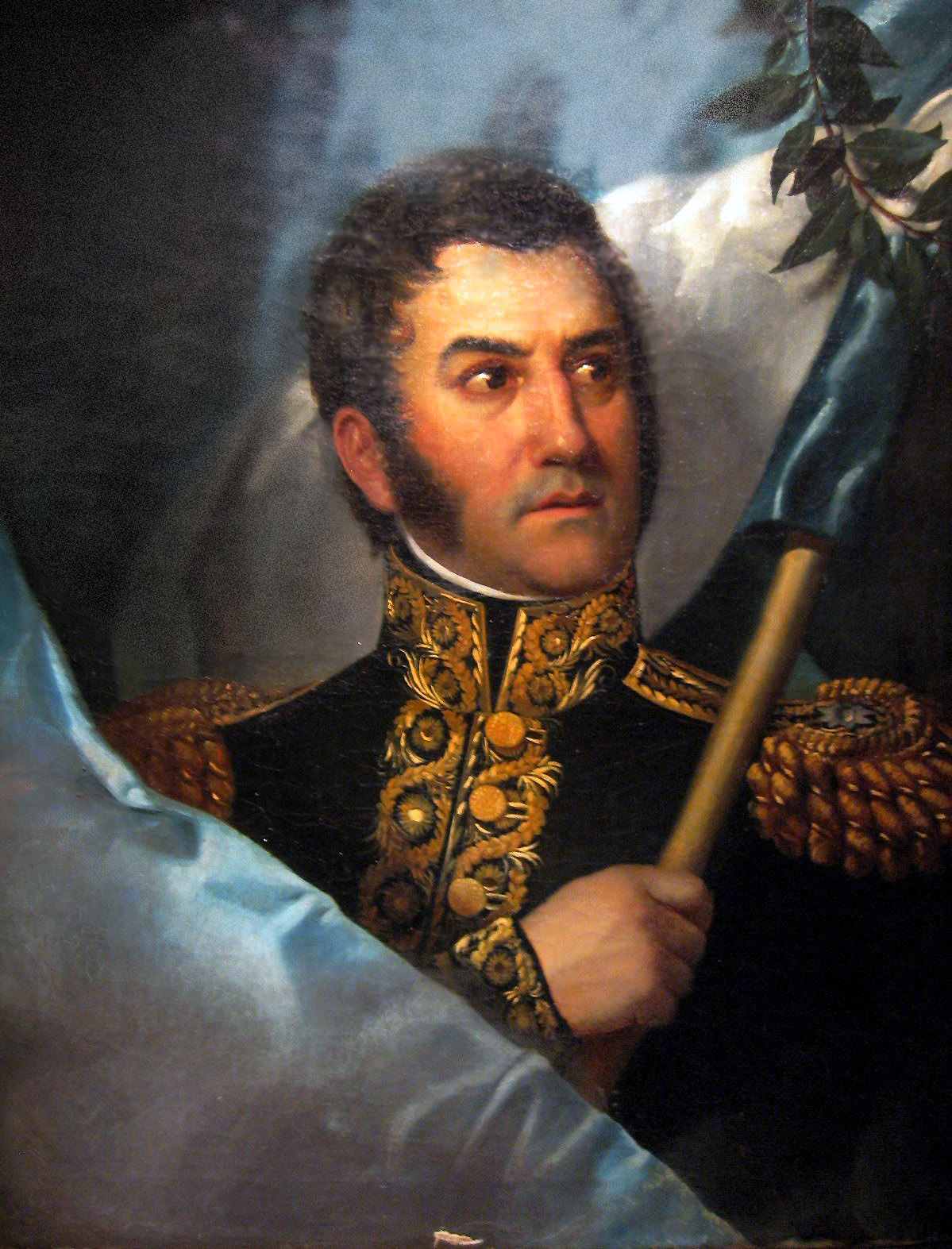
シモン・ボリーバルと並ぶラテンアメリカの解放者、ホセ・デ・サン・マルティン

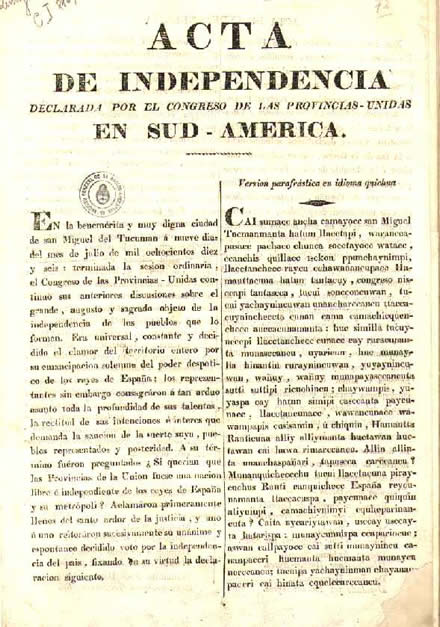
スペイン語とケチュア語で書かれた南アメリカ連合州の独立宣言

独立戦争が難航する中、1816年7月9日にはトゥクマンの議会で南アメリカ連合州として正式に独立を宣言したが、まだこの時点では独立の方向も定まっておらず、インカ皇帝を復活させて立憲君主制を導入しようとしていたベルグラーノ将軍のような人物から、ホセ・アルティーガスのようにアメリカ合衆国のような連邦共和制を求める勢力もあり、ブエノスアイレスは自由貿易、貿易独占を求めるなど、独立諸派の意見はまったく一致していなかった。ベルグラーノ将軍が第三次アルト・ペルー攻略に失敗し、北部軍司令官を辞任すると、後を継いだアンデス軍司令官のホセ・デ・サン・マルティン将軍がアンデス山脈越えを行い、王党派の牙城リマを攻略するために遠征を重ね、王党派軍を破ってチリ（チャカブコの戦い、マイプーの戦い）、解放者シモン・ボリーバルのコロンビア共和国解放軍から派遣されたアントニオ・ホセ・デ・スクレがペルー（アヤクーチョの戦い）を解放していったが、本国ではブエノスアイレスの貿易独占に反対する東方州やリトラル三州のアルティーガス派（連邦同盟）とブエノスアイレス（トゥクマン議会派）の対立が激しさを増し、内戦が続いた。内戦の末、1821年にプエイレドンが失脚すると中央政府は崩壊したが、中央政府が存在しないことは外交上不利であったため、各州の妥協により1825年にブエノスアイレス州が連合州の外交権を持つことを認められた。
その後、ブエノスイアレスと敵対していた東方州がポルトガル・ブラジル連合王国に併合されたことをブエノスアイレスが見過ごしたことへの批判が強まり、33人の東方人を率いて独立運動を開始したフアン・アントニオ・ラバジェハ将軍のバンダ・オリエンタル潜入から、かの地をめぐって1825年にブラジル帝国との間にブラジル戦争が始まった。この戦争に際して挙国一致が図られ、ベルナルディーノ・リバダビアを首班とした中央政府が一時的に成立し、このときに国名をリオ・デ・ラ・プラタからアルヘンティーナに改名したが、戦争の最中に制定された中央集権憲法と、ブエノスアイレスを正式に首都と定める首都令が国内のすべての層の反発を受けると、リバダビアは失脚し、再び中央政府は消滅した。戦局はアルゼンチン有利に進んだが、内政の混乱が災いし、最終的にはイギリスの介入によってバンダ・オリエンタルを独立国とするモンテビデオ条約が結ばれ、1828年にウルグアイ東方共和国が独立した。そしてこの地を以後再びアルゼンチンが奪回することはなかった。

### ロサス時代

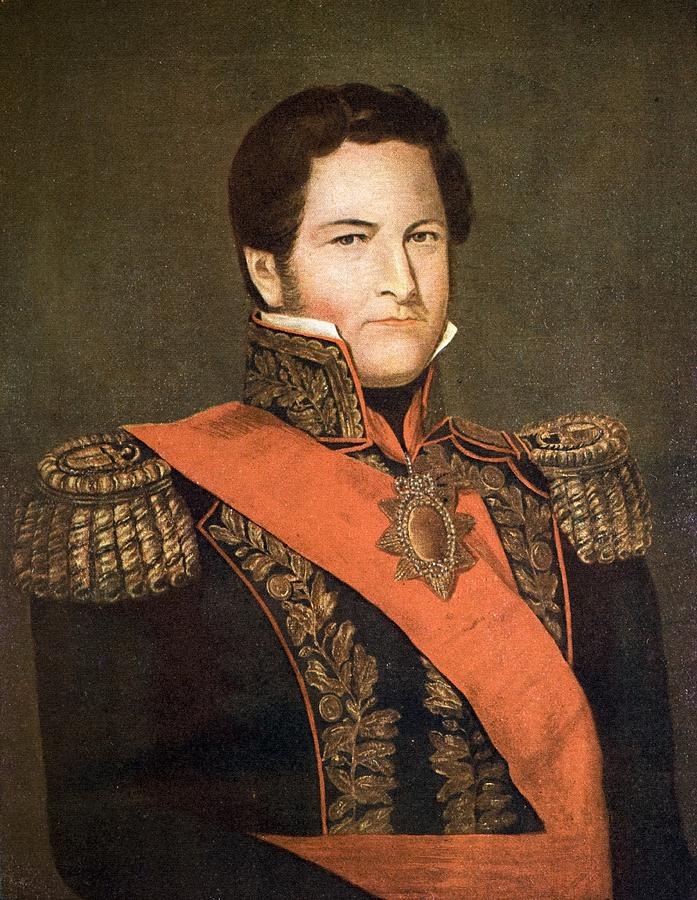
ブエノスアイレス州知事にして「独裁王」フアン・マヌエル・デ・ロサス。批判されることが多いが、パンパを代表とするアルゼンチンのもうひとつの精神を体現していた人物である。1835年から1852年まで鉄の統治を敷いた

ロサス時代の国旗

ブラジルに対しての実質的な敗戦の影響もあって連邦派と統一派の戦いは激化する。1829年に統一派のブエノスアイレス州知事フアン・ラバージェを打倒した連邦派のフアン・マヌエル・デ・ロサスが州知事になると、ロサスはリトラル3州のカウディージョと同盟を結んで1831年11月に中央集権同盟を破り、ほぼ全アルゼンチンの指導者となった。この時期には中央政府こそ作られなかったもののアルゼンチン連合が成立し、以降内戦はしばらくの小康状態に入った。ロサスは1832年に州知事を辞すると、「荒野の征服作戦」で敵対していたパンパのインディヘナを今日のブエノスアイレス州の領域から追い出して征服した土地を部下に分け与え、大土地所有制を強化した。
1835年にラ・リオハ州を中心とした内陸部の連邦派の指導者、フアン・ファクンド・キロガが暗殺されると再びアルゼンチン全土に内戦の危機が訪れた。この際のロサスの妻のドーニャ・エンカルナシオンのクーデターもあり、最終的にはブエノスアイレス州議会に請われてロサスは1835年に再びブエノスアイレス州知事に返り咲いた。以降のロサスの政治は恐怖政治を敷き、統一派だと見られた多くの自由主義者や知識人が弾圧・追放され、2万5,000人にも及ぶ市民が粛清された。その一方でロサスはパンパの伝統を守り、自由主義者によって弾圧されていた黒人やガウチョを保護するなどの面もあった。独裁制はこうした政策により、ブエノスアイレス州の農民や都市下層民をはじめとする上流階級以外の各層から支持を得た。外交面では国粋主義と大アルゼンチン主義を貫き、移民を禁止するなどの政策をとった。1833年に マルビナス諸島を売るように要求したイギリス商人の申し出を断ったため、島はイギリスに占領されてしまった。しかしながらロサスは、ラ・プラタ地域に野心を持っていたイギリス、フランスとのウルグアイをめぐっての大戦争や、それに続くラ・プラタ川の封鎖、さらにはパタゴニアを植民地化するとのフランスから恫喝、1845年から1846年の戦争となって顕在化したカウディージョの支配するパラグアイとの対立、これらの相次ぐ国難すべてからアルゼンチン連合を守り抜いた。しかし戦争によって貿易が封鎖され、疲弊したリトラル諸州の怒りは激しく、まもなくブラジル帝国と同盟した腹心のフスト・ホセ・デ・ウルキーサがエントレ・リオス州から反乱を起こすと、1852年にカセーロスの戦いでロサスは敗れ、失脚した。

### 国家統一と西欧化

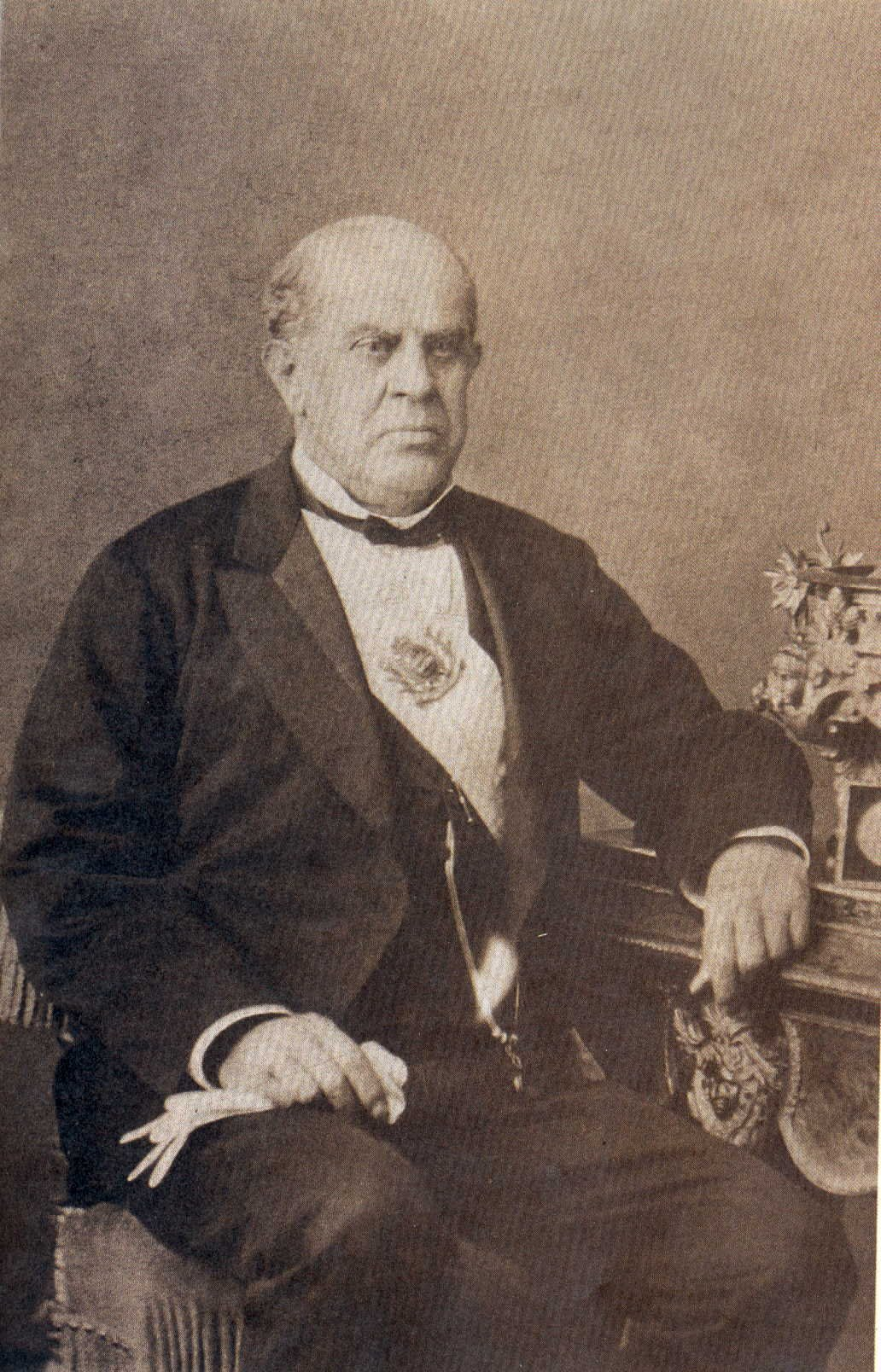
もっとも代表的な自由主義（欧化主義）者、ドミンゴ・ファウスティーノ・サルミエント。1868年から1874年まで大統領を務めた

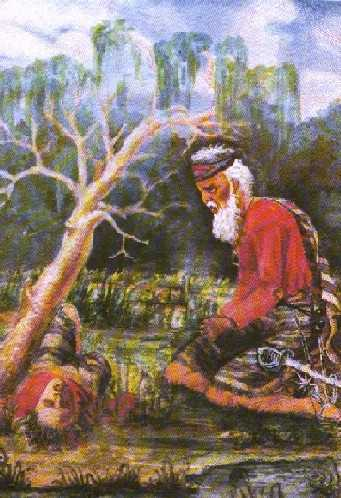
『我が子の遺体を前にするパラグアイ兵』（ホセ・イグナシオ・ガルメンディア画）

カセーロスの戦い以後のアルゼンチン連合は、当時の自由主義知識人の意向により西欧化が進み、土着のスペイン的な伝統や、ガウチョや黒人やインディヘナは近代化の障害として大弾圧された。ウルキーサが設立したアルゼンチン連合の1853年憲法は、事実上の起草者だったアルベルディの意向を反映し、きわめて自由主義的な憲法であった。ウルキーサがこの自由主義貿易によって自由貿易を導入すると、安い外国製品との競争に耐えられなかった国内産業はほとんど壊滅してしまった。
その後もブエノスアイレス国と周辺諸州との間で内戦が続いたが、1861年にブエノスアイレス国がウルキーサを破り、アルゼンチン連合を併合して国家統一が達成された。このため、勝利した元ブエノスアイレス国知事ミトレら自由主義者が完全な主導権を握ることになり、国家の西欧化のためにヨーロッパから移民が大量に導入されることが決定した。ミトレは周辺国への干渉と中央集権政策を進め、アルゼンチン・ブラジル2大国によるウルグアイへの内政干渉をきっかけにして1864年から始まったパラグアイとの三国同盟戦争を境に、土着勢力の抵抗も整備された連邦軍の軍事力の前に徐々に終わりを迎えて1880年には完全に鎮圧され、国家の近代化、中央集権化が進んだ。この時期に極端な集権化に抵抗した勢力には三国同盟戦争への反対を訴え、ラテンアメリカの連合を求めたフェリペ・バレーラなどが存在する。1868年に大統領に就任した自由主義者のサルミエント政権は、より自由主義的な経済政策や教育政策を成功に導き、ヨーロッパに倣った経済や社会の近代化が進んだが、反面土着文化の攻撃は激しさを増し、この時期に多くの黒人が出国してモンテビデオに向かうことになる。一方、パンパではいまだに敵対的インディヘナとの対立が続いていたが、1878年にロカ将軍の指揮した砂漠の征服作戦によってパンパからインディヘナが追いやられると、征服された土地は軍人や寡頭支配層の間で再分配され、より一層の大土地所有制拡大が進んだ。

### 西欧による搾取から民主化へ

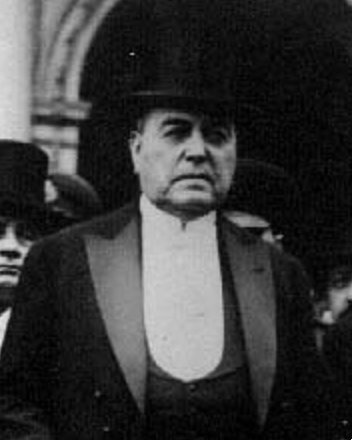
民主化に努めた急進党のイポリト・イリゴージェン（1916年 - 1922年、1928年 - 1930年に大統領を務めた）

1880年に正式にブエノスアイレスが国家の首都と定められ、首都問題が最終的に解決すると、このことが内政の安定につながり、外国資本と移民の流入が一気に加速した。これにより、イギリスの「非公式帝国」の一部として経済の従属化は進んだが、一方で農牧業を中心としたモノカルチャーによる奇跡と呼ばれるほどの経済発展も進んだ。こうしてヨーロッパからの大量の移民が「洪水」のようにブエノスアイレスになだれ込むと、それまではスペイン的で「偉大な田舎」に過ぎなかったブエノスアイレス市は、一挙にコスモポリタンな大都市の「南米のパリ」に転身し、1914年には実に国民の約30%が外国出身者となるほどであった。同時にこのころから、移民の流入や都市化以前のアルゼンチンを懐かしむ風潮が生まれ、1874年にはアルゼンチンの国民文学であるガウチョの叙事詩『マルティン・フィエロ』が完成した。
また、この時期に生まれた中間層を基盤に、寡頭支配層の大地主の不正政治を改めて政治の民主化を求める声も強くなり、1890年の反政府反乱をきっかけに1891年には急進的人民同盟が組織され、これはのちの急進市民同盟（急進党）へと発展していった。また、1890年の反乱は政府証券を保有していたベアリングス銀行に損失を被らせ、結局1893年恐慌に発展させた。急進党は1905年の武装蜂起に失敗したが、この反乱を恐れた保守派のロケ・サエンス・ペーニャ大統領は以降行政による選挙干渉をやめることを提案し、司法が行政に優越する新選挙法を成立させた。この選挙法が適用された1916年の選挙では急進党からイポリト・イリゴージェン大統領が選出され、寡頭支配が切り崩された。国民主義的な政策をもって政治に臨んだイリゴージェンは、第一次世界大戦を中立国として過ごした。

### 戦間期
民主化の進展によって戦間期には政治も経済も安定に入り、イリゴージェンは1928年に再選され、アルゼンチンは1929年には世界第5位の富裕国となった。しかし、1929年の世界恐慌はアルゼンチンのモノカルチャー経済を襲い、政治は急速に不安定化した。
世界恐慌に対する対策を持たなかったイリゴージェンは、翌1930年に軍事クーデターで追放された。クーデターによって1930年に大統領に就任したウリブルはアルゼンチンにファシズム体制を築こうとしたが、この試みは失敗した。

### 忌まわしき10年間
ファシズム体制の失敗もあって1932年にフストが大統領に就任すると、伝統的な寡頭支配層の政治が復活した。1930年代には19世紀の不正選挙の伝統も復活し、1930年代は「忌まわしき10年間」と形容された。
国際協調を旨としたフスト政権は1933年にイギリスとのロカ＝ランシマン協定で、アルゼンチンをイギリスのスターリング・ブロック（Sterling bloc）に組み込んでもらうことに成功したが、見返りに多くの譲歩を強いられてアメリカ市場も失ってしまい、アルゼンチンはまるでイギリスの属国のような様相を呈するようになった。

### ペロニスタと軍部の戦い

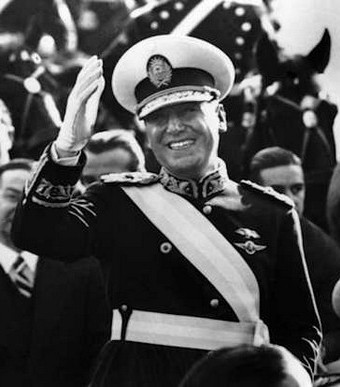
フアン・ペロン。生涯に3回大統領を務めた（1946年 - 1952年、1952年 - 1955年、1973年 - 1974年）

このような潮流から次第に国民主義的な意識が国民の間に高まり、第二次世界大戦の最中にイギリスと戦う枢軸国への好意的な中立を標榜した統一将校団（GOU）のフアン・ペロン大佐は徐々に人気を集め、ペロンは戦後1946年の選挙で大統領に就任した。なお第二次世界大戦はスペインやポルトガルなどと同じく中立国として生き永らえ、牛肉などの輸出で豊富な外貨を稼いだ。
大統領に就任したフアン・ペロンは、第二次世界大戦で得た莫大な外貨を梃子に工業化、鉄道などの国有化、労働者保護などの経済的積極国家政策を推し進めた。こうしたポプリスモ的な政策は当初成功したが、すぐに外資を使い果たしてしまい、さらにデスカミサードスから聖母のように崇められていた妻エバ・ペロン（エビータ）が死去すると政策は傾きだしていった。
それまでもラ・プラタ市をエバ・ペロン市に改名するなどの個人崇拝を強要するような行為は批判を浴びていたが、1954年に離婚法を制定したことからカトリック教会との関係も破綻し、支持基盤の労働者からの失望が広まったこともあり、1955年の軍部保守派によるクーデター（リベルタドーラ革命）でペロンは亡命した。フアン・ペロンの失脚後、重工業化とモノカルチャー経済の産業構造転換に失敗したアルゼンチンの経済は下降期に入り、政治的にもペロニスタ（ペロン主義者）と軍部の対立が国家の混乱に拍車をかけた。1962年には急進党のフロンディシ大統領が軍部のクーデターで失脚させられ、軍部が実権を握ったが、このときの軍事政権は長続きしなかった。
しかし、民政移管した急進党のイリア大統領を追放した1966年のクーデター（アルゼンチン革命）は様子が異なり、フアン・カルロス・オンガニーア将軍はブラジル型の官僚主義的権威主義体制をアルゼンチンにも導入した。軍事政権は外資導入を基盤に衰退する経済を成長させようとしたが、軍事政権の厳しい統制に反対するペロニスタと軍部の戦いは激しさを増し、ペロニスタから生まれたモントネーロスやペロニスタ武装軍団をはじめとする都市ゲリラと軍部との抗争で多くの犠牲者が出るなど、さながら内戦の様相を呈していった。しかし、1969年にコルドバで起きたコルドバ暴動（コルドバソ）を受けると軍事政権は穏健政策に転じ、テロの応酬を収めるためにペロニスタを議会に戻すことを決断した軍部は自由選挙を行った。
1973年のこの選挙では正義党（ペロン党）が勝利し、亡命先からフアン・ペロンが帰国して三たび大統領に就任した。しかし、ペロンは翌1974年に病死し、1974年に副大統領から世界初の女性大統領に昇格した妻のイサベル・ペロンは困難な政局を乗り切れないまま拙劣な政策を積み重ね、治安、経済ともに悪化の一途を辿った。

### 汚い戦争
1976年3月にホルヘ・ラファエル・ビデラ将軍がクーデター（アルゼンチン・クーデター）を起こしイサベル・ペロンをスペインに追い払い、再び官僚主義的権威主義体制（国家再編成プロセス）がアルゼンチンに生まれた。
ビデラ政権は1966年の軍事政権よりもさらに強い抑圧・弾圧を進め、周辺の軍事政権と協調した「汚い戦争」、コンドル作戦によりペロニスタや左翼を大弾圧したことで治安回復には成功したものの、ブラジル風に外資を導入して経済全体を拡大しようとした経済政策には大失敗し、天文学的なインフレーションを招いた。
軍事政権は行き詰まり、1982年に就任したガルティエリ大統領は、イギリスが1833年以来実効支配を続けているマルビナス諸島（英：フォークランド諸島）を奪還しようと軍を派遣して占領したが、当初うまくいくと思われたこの行動はサッチャー首相の決断によりフォークランド紛争（マルビナス戦争）に発展し、イギリスの反撃に遭って失敗した。建国以来初めての敗戦によって高まった国民の不満を受けたガルティエリ大統領は失脚し、軍事政権は崩壊した。しかし、この戦争はアルゼンチンとほかのラテンアメリカ諸国との絆を強め、ラテンアメリカの一員としてのアルゼンチンのアイデンティティのあり方に影響も与えた。

### 民政移管
1983年に、大統領選挙と議会選挙が行われ、急進党が久々に政権に返り咲いた。大統領に就任したラウル・アルフォンシンは、軍政期からのインフレや対外債務問題、マルビナス戦争による国際的孤立などの厳しい政局の中、アウストラル計画に失敗し、経済面では成功を収めることができなかったものの、長年敵対関係が続いていたチリやブラジルとの関係を大幅に改善し、この融和路線はのちのメルコスール形成につながった。
また、アルフォンシンは軍政時代に人権侵害（投獄、拷問など）を行った軍人を裁き、軍の予算や人員、政治力を削減した。こうした政策に対して3度にわたる軍部の反乱もあったものの、アルフォンシンは結果として軍部を文民の統制下に置くことに成功した。アルフォンシンは任期を5か月残して1989年に辞任した。
1989年に就任した正義党（ペロン党）のカルロス・メネムは、1990年の湾岸戦争に南アメリカで唯一軍を派遣し、1991年には非同盟諸国首脳会議から脱退するなど、先進国との国際協調路線を標榜し、孤立していたアルゼンチンを国際社会に復帰させた。軍事面でもメネム時代には「汚い戦争」に携わった軍人の恩赦が認められた一方で、核軍縮や徴兵制の廃止など、軍部の権力の制限がさらに進んだ。

### 2001年の債務不履行

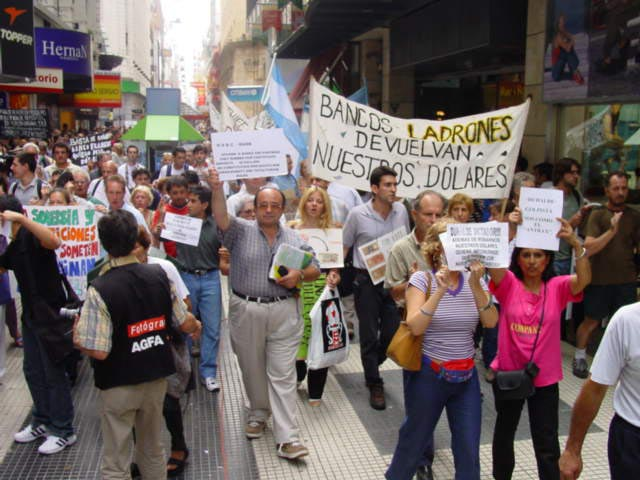
デモに参加する人々（2001年）

一方で経済面では、当初公約で掲げていたペロニスモ路線（社会民主主義）とは180度異なる新自由主義政策をとった。社会インフラや年金をも民営化した新自由主義政策は成功したかに見え、メネム特有のネオ・ポプリスモ政策と対ドルペッグ固定相場政策で長年の懸念だったインフレーションを抑制し、アルゼンチン経済を持ち直したかに見えたが、1997年ごろにはこの政策の無理が徐々に明らかになっていった。1999年の大統領選挙では急進党のフェルナンド・デ・ラ・ルアが勝利したが、すでに経済は危険な水準に達しており、IMFからの援助や公務員給与の削減なども効果はなく、最終的にはドルペッグ制の破綻をきっかけに、2001年にデ・ラ・ルアは債務不履行を決行した。なお、アルゼンチンはそれまでに6回の債務不履行（1827年、1890年、1951年、1956年、1982年、1989年）を経験しており、2001年の債務不履行は通算7回目となる。
アルゼンチン経済の崩壊後、アルゼンチンの世界的な評価は地に落ちた。政治面では大統領が次々と入れ替わる大混乱に陥り、社会的にもデモや暴動が多発する異常事態に陥った。しかし2003年に正義党左派から就任したネストル・キルチネルの下で、政治は安定を取り戻し、それまでの新自由主義、市場原理主義と決別した。富裕層優遇をやめ、国民の大多数を占めている貧困層を減らし、中間層へと移行させるなどより、公正な社会を目指す政策を実行した。経済的な再建も進んだ。

### 2014年の債務不履行
2007年10月、正義党からキルチネルの妻のクリスティーナ・フェルナンデス・デ・キルチネルが、同国史上初の「選挙による」女性大統領に就任した。就任演説で「雇用と工業・輸出・農業を基礎とする新しい多様化した経済基盤」を構築すると述べた。2007年の経済成長率は8%を記録し、近年のアルゼンチンはリーマンショック以降の世界的不況とは裏腹に好調を維持していた。しかしアメリカ合衆国のヘッジファンドが、2001年におけるデフォルト時に債務削減に同意しなかった債権者から返還凍結中の債務を買い取り、全額支払いを求め2014年にアメリカ合衆国において訴訟を提起した。連邦最高裁判所はヘッジファンド側の訴えを認めた。アルゼンチン政府はヘッジファンド側との交渉を続けたが和解に漕ぎ着けず、防衛的措置として「計画的債務不履行」を決行した。

### 新自由主義への回帰と経済の破綻
2015年11月の大統領選挙では、親米・新自由主義政策による経済復興を主張した中道右派のマウリシオ・マクリが勝利した。ルネル時代以前にとられていた格差縮小や富の再分配の重視といった社会主義的な政策よりも、国際金融資本・グローバル資本の利益を重視して経済成長を目指す新自由主義を中心とした政策へと回帰しつつあるとされた。しかしながら、緊縮財政により経済は崩壊しデフォルト危機になった。IMFの主導による社会保障削減策で国民への負担が重くのしかかる一方、マクリ大統領のパナマ文書での租税回避行為が暴露されたことで反政府デモが勃発した。

### 反米左派政権の復活へ
2019年の大統領選挙では左派のアルベルト・フェルナンデスがマクリ大統領を破って当選し、4年ぶりに左派政権が復活することになった。

### 2020年の債務不履行
新型コロナウイルスの感染拡大を理由に債務返済を停止。2020年5月22日、同日が期限だった約5億ドル相当の国債利払いが行われなかったことをもって、通算9回目のデフォルト（債務不履行）に陥った。

### BRICSへの加盟
2023年8月25日には、アルゼンチンがサウジアラビアやイランなどと共に、2024年1月1日からBRICSに正式加盟することが決定した。しかし、アルゼンチンのBRICS加盟に否定的なハビエル・ミレイが、2023年12月10日に大統領に就任し方針を転換。同年中に加盟しない方針を文書で通知した。

## 政治

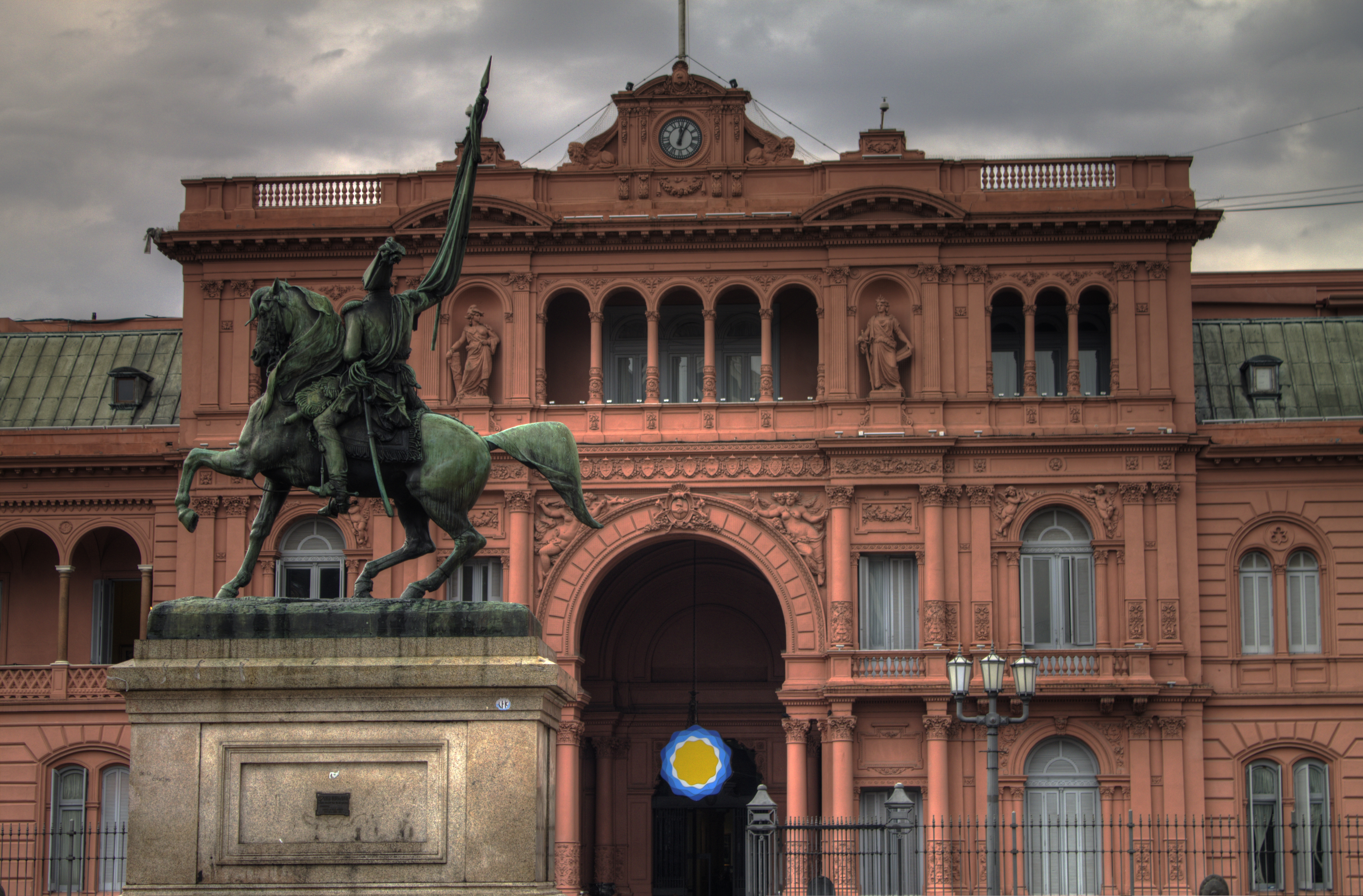
アルゼンチン大統領府、カサ・ロサダ

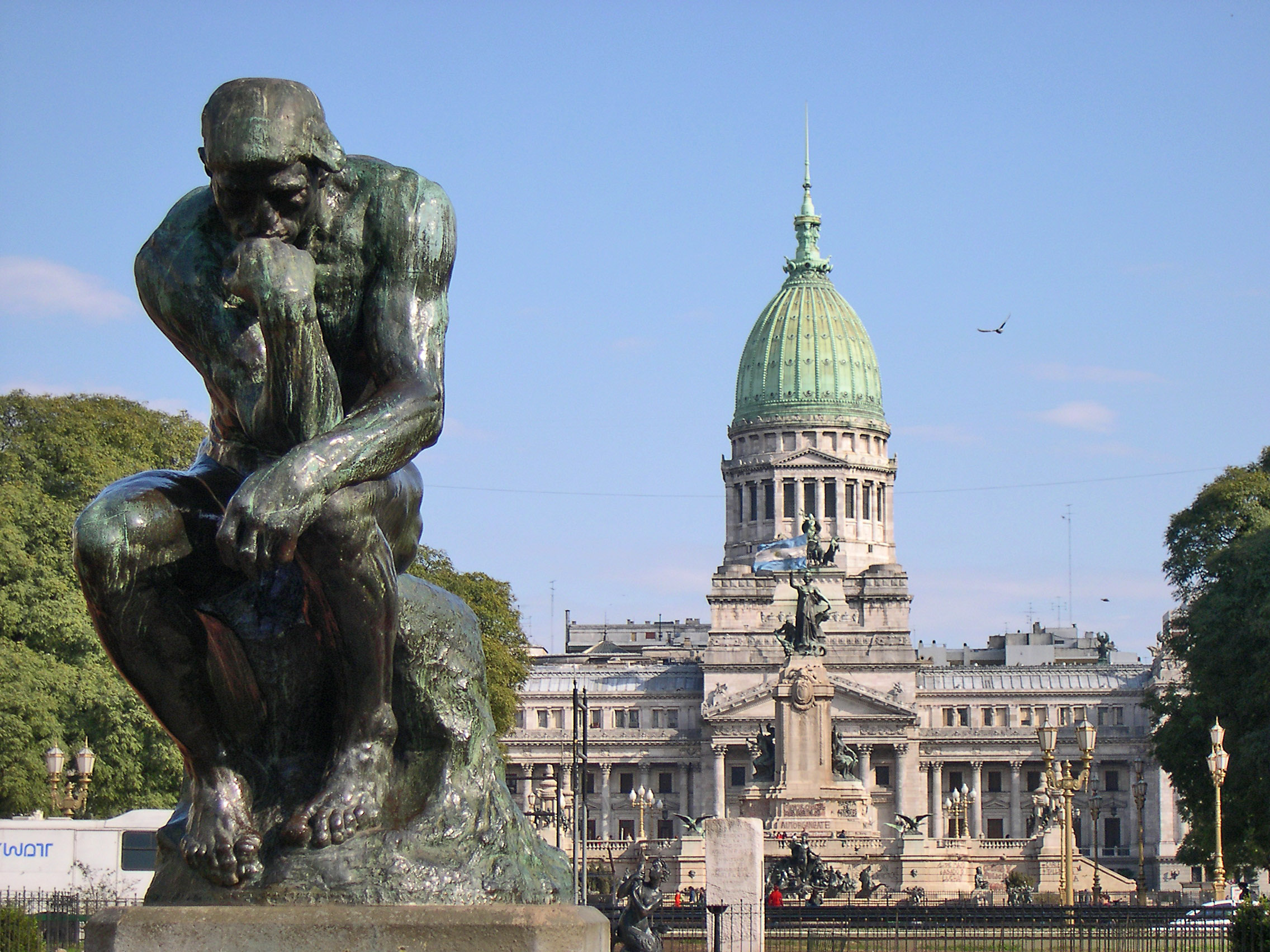
国会議事堂

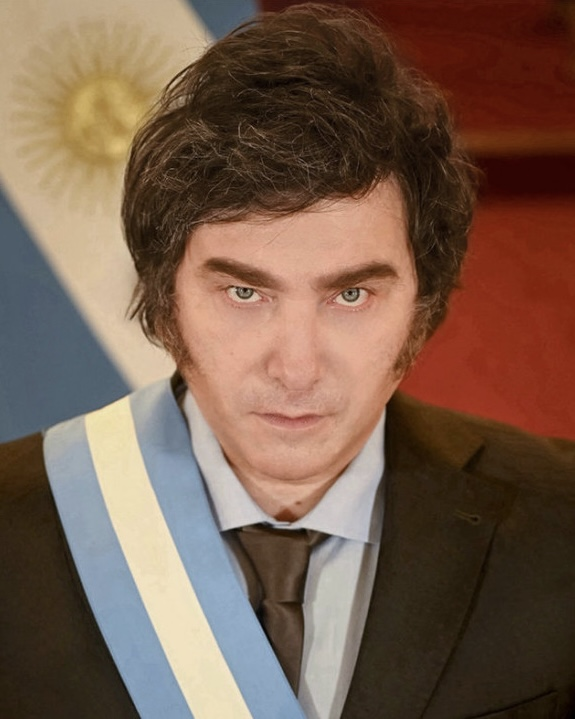
ハビエル・ミレイ大統領

大統領を元首とする連邦共和制国家であり、内閣、上下両院制の複数政党制議会を備える。大統領・副大統領ともに直接選挙で選ばれ、その任期は4年（かつては6年）。現職大統領の大統領選挙への再出馬（当選した場合は再選）は1回のみ認められている。
大統領と内閣は行政権を行使し、内閣首席大臣（Jefe de Gabinete de Ministros）を含む内閣の大臣は大統領によって任命される。大統領による職務執行が一時的（療養など）または永続的（弾劾・辞任・死去に伴う欠位が発生した場合）に困難となったときは副大統領がそれを代行、もしくは大統領に昇格する。
内閣首席大臣（官房長官と和訳される場合も）は、閣内の意見集約に加え、行政（中央政府）の代表者として立法（議会）および地方政府（連邦構成州・各種自治体）との渉外・調整も担当する。韓国における国務総理（首相）職に類似しているが、アルゼンチンでは副大統領が正職欠位時の代行者であると憲法で既定されているため、その権限はより限られたものとなっている。
他の大臣職同様、議会に対しては責任を負わないため、仮に議会内で与党が少数派に転落しても野党側から首相を選ぶ義務はなく、所属勢力の異なる大統領と首相が併存する、いわゆる「ねじれ現象」は発生しないが、逆転の度合いによっては大統領の求心力が低下し、政情流動化の原因となる可能性はある。
立法権は代議院（下院）と元老院（上院）に属し、国民議会は定数257人（任期4年）、元老院は定数72人（任期6年）である。下院では2年ごとに約半数の議席が、上院も同じく2年ごとに3分の1の議席がそれぞれ改選される。
下院の議席がドント方式によって比例配分（各州および首都圏を1選挙区とみなし、定数は選挙区ごとに異なる）されているのに対し、上院では、各州および首都圏にそれぞれ一律で3つの議席が割り当てられており、最大の得票を獲得した政党に3分の2（2議席）が、次点の政党に3分の1（1議席）がそれぞれ付与される仕組みになっている。
下院の議員総数（各選挙区の定数）は、10年ごとに行われる国勢調査の結果に応じて見直される。
2年周期で勢力図が更新されるたびに両院の正副議長ポストの顔ぶれも変わる。下院の議長は政権党会派から選出され、3名の副議長は政権党を除く上位3会派に割り当てられる。上院では、現職の副大統領が議長職を兼任し、上院仮議長及び3名の副議長は下院同様、政権党以外の上位3会派からの選出となる。
司法権は国家最高司法裁判所に属し、行政、立法から独立している。
相次ぐ国軍の反乱などや度重なるデフォルトなどに見られるように、歴史上「中進国」とされてきた国々の中ではもっとも政情の安定していない国のひとつであり、この政情不安定さは1983年の民政移管後の失政や、2001年11月の経済破綻など、一連の経済不安や現在の極度に拡大した貧富格差の元凶とされている。この不安定さを国民統合が成功していない（国民全体に受け入れられる国民文化が成立していない）ことに求める言説は多い。

## 国際関係

アルゼンチンが外交使節を派遣している諸国の一覧図（2019年）

2001年の債務不履行以来、アルゼンチンは諸外国に大きく不信感を持たれ、1982年のマルビナス戦争以来の国際的な孤立に陥ったが、現在は債務の返済などを軸に国際社会への復帰が進められている。アルゼンチンは南極条約締結国であるが、南極の領有権を主張している（アルゼンチン領南極）。またアルゼンチンは、フォークランド紛争に敗北したのちもなおイギリスが実効支配するマルビナス諸島の領有権も主張している。2007年12月、クリスティーナ・フェルナンデス・デ・キルチネル大統領は、多国間主義とテロ根絶を強調した。
戦前はイギリスに周辺国化され半ば属国のような様相を呈していながらも、輸出で蓄えた経済力を背景に、スペイン語圏を代表する国家として旧宗主国スペインをしのぐ勢いで権勢を誇っていた。北米において似たような立場にあったアメリカ合衆国をライバル視し、同国がモンロー主義のもとで中南米を勢力圏に入れようとしていたのに対し、ヨーロッパ諸国を重視する独自外交のもとでアメリカ合衆国とは距離を置き、常にほかのラテンアメリカ諸国とは一線を画していた。
ビーグル水道で領土問題を抱えていたチリとは伝統的に関係が悪く、第二次大戦後は何度か戦争直前にまで陥ったこともあった。1984年にローマ教皇ヨハネ・パウロ2世（フアン・パブロ2世）の仲介により、アルゼンチンが係争地のピクトン島・レノックス島・ヌエバ島のチリ帰属を認め、領土問題において妥協することにより友好関係が確立された。しかしその後、2004年に事前に連絡なくチリへの天然ガスの輸送を停止してしまったことが大きな外交問題となった。
アルゼンチンの最大のライバルは隣の大国ブラジルであり、オリンピックやサッカーの大会があるたび互いに強烈な対抗意識を持って争っていたが、ラウル・アルフォンシンの融和政策が功を奏して両者ともメルコスールに加盟するなどの経済統合が進んでいる。以上のような事情により、現在のアルゼンチンはブラジルを軸としたラテンアメリカ統合を受容し、その主要国として影響力を保っている。また対外政策では一線を画しながらも、石油や天然ガスなどの資源を背景にベネズエラの歴代政権との友好関係が続いている。
ヨーロッパとの関係も重要であり、もっとも関係のよい国家はスペインである。言語が共通するために多くのラテンアメリカ人がスペインに出稼ぎ、移民として居住しているが、アルゼンチンもその例外ではなく多くのアルゼンチン人が移住している。

## 軍事

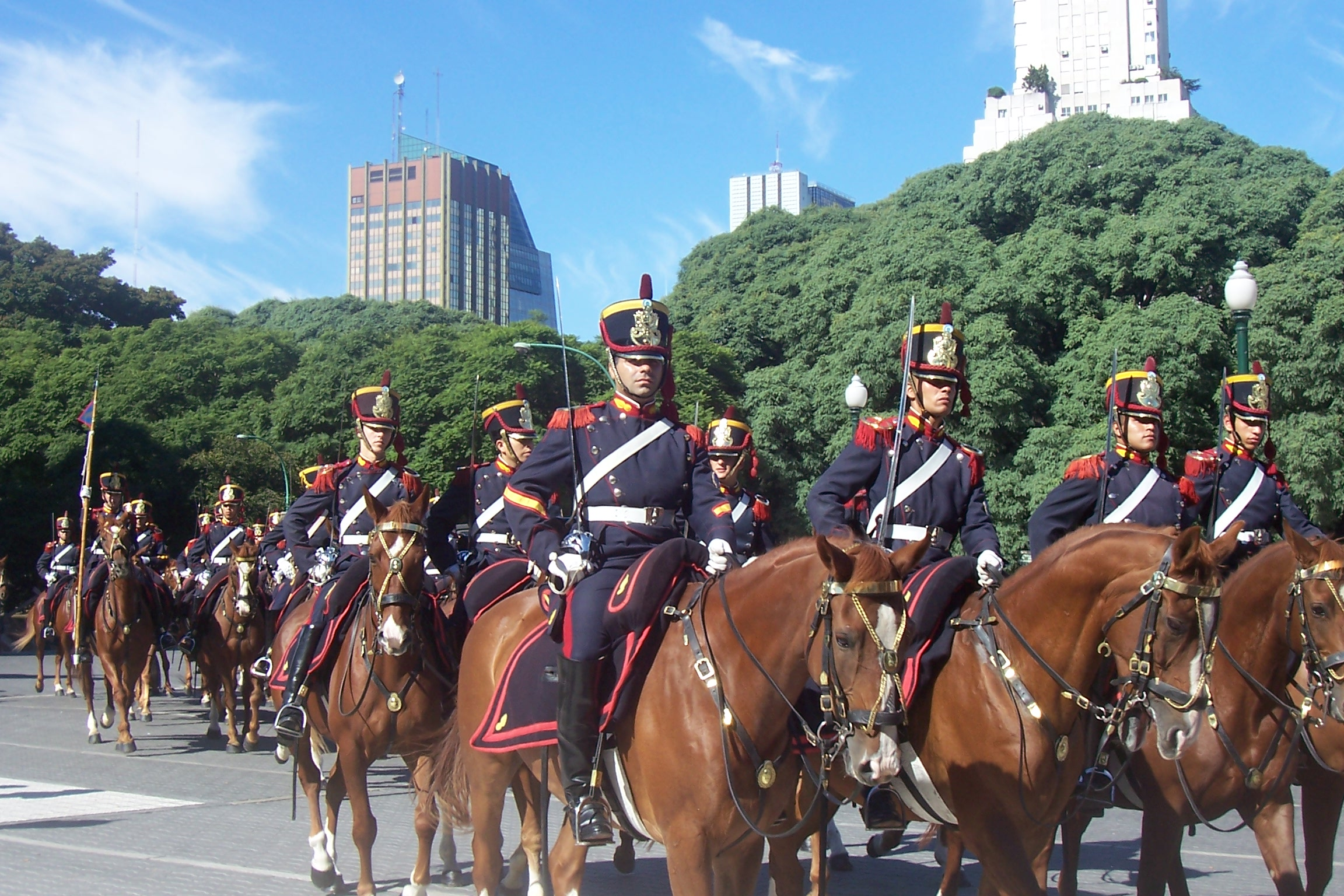
ブエノスアイレスのサン・マルティン公園を閲兵する、独立戦争時にサン＝マルティン将軍が創設した擲弾騎兵連隊

アルゼンチン軍は国防大臣によって指揮され、大統領が最高指揮官を兼ねる。兵制は志願兵制を採用している。軍隊は陸海空の三軍のほかに国家憲兵隊から構成される。歴史的にアルゼンチン軍はチリやブラジルとの軍拡競争の結果もあり、ラテンアメリカでもっともよく整備された軍隊だった。
アルゼンチンはブラジルと同じように建国以来軍部の力が強く、クーデターが日常的に起きる不安定な国だった。1970年代のクーデター以降、アルゼンチン軍は都市ゲリラ排除のために国内で『汚い戦争』に従事し、8,000人とも3万人ともいわれる市民の犠牲者を出しており、これは現在でも五月広場の母の会などの訴えにより問題となっている。しかし、建国以来初の敗戦となったマルビナス戦争により軍の威信は落ち、民政移管後の1983年に長らく第一の仮想敵国だったチリとも国境線が確定され、核計画やアメリカ合衆国の肝煎りで進められていたミサイル計画が放棄されると軍は大幅に削減され、その後のいくつかの反乱計画も未然に終わるなど現在は政治力を減らしている。敗戦の結果から徴兵制を敷いていない国でもあるが、一部で復活を求める意見もある。
- 国防予算 : 38億ドル（2000年）
- 兵員 : 7万1,100人（2000年）

### 陸軍
アルゼンチン陸軍 （Ejército Argentino）は兵員4万1,400人からなる。3個軍団。1個空挺旅団、1個機械化旅団などを擁し、装備品はTAM200両、軽戦車150両。地対空ミサイルはRBS 70など。
アルゼンチン陸軍は現在PKOのため、ハイチとキプロスに派遣されている。

### 海軍
アルゼンチン海軍 （Armada de la República Argentina （ARA）） は兵員1万7,200人からなる。8基地。潜水艦3隻、駆逐艦6隻、フリゲート7隻、航空隊作戦機21機、武装ヘリ14機、フランス製シュペルエタンダール11機、エグゾセ空対艦ミサイルなど。艦艇についてはアルゼンチン海軍艦艇一覧を参照のこと。20世紀初頭に起きた日露戦争の際には、編入される予定だったイタリア製装甲巡洋艦2隻（日進 (装甲巡洋艦)、春日 (装甲巡洋艦)）を日本海軍に売却譲渡し、日露戦争の勝利に貢献したという歴史的関わりを持つ。

### 空軍
アルゼンチン空軍 （Fuerza Aérea Argentina）は兵員1万2,500人からなる。8個航空旅団など。作戦機133機、武装ヘリコプター27機、戦闘機はA-4スカイホークなど。

### 情報機関
国家情報事務局（SIDE）が主体となっている。他には国家情報局（SIN）、国家犯罪情報局（DNIC）、国家軍事戦略情報局（DNIEM）などの機関が同国の防諜機能を構成している。

## 地理

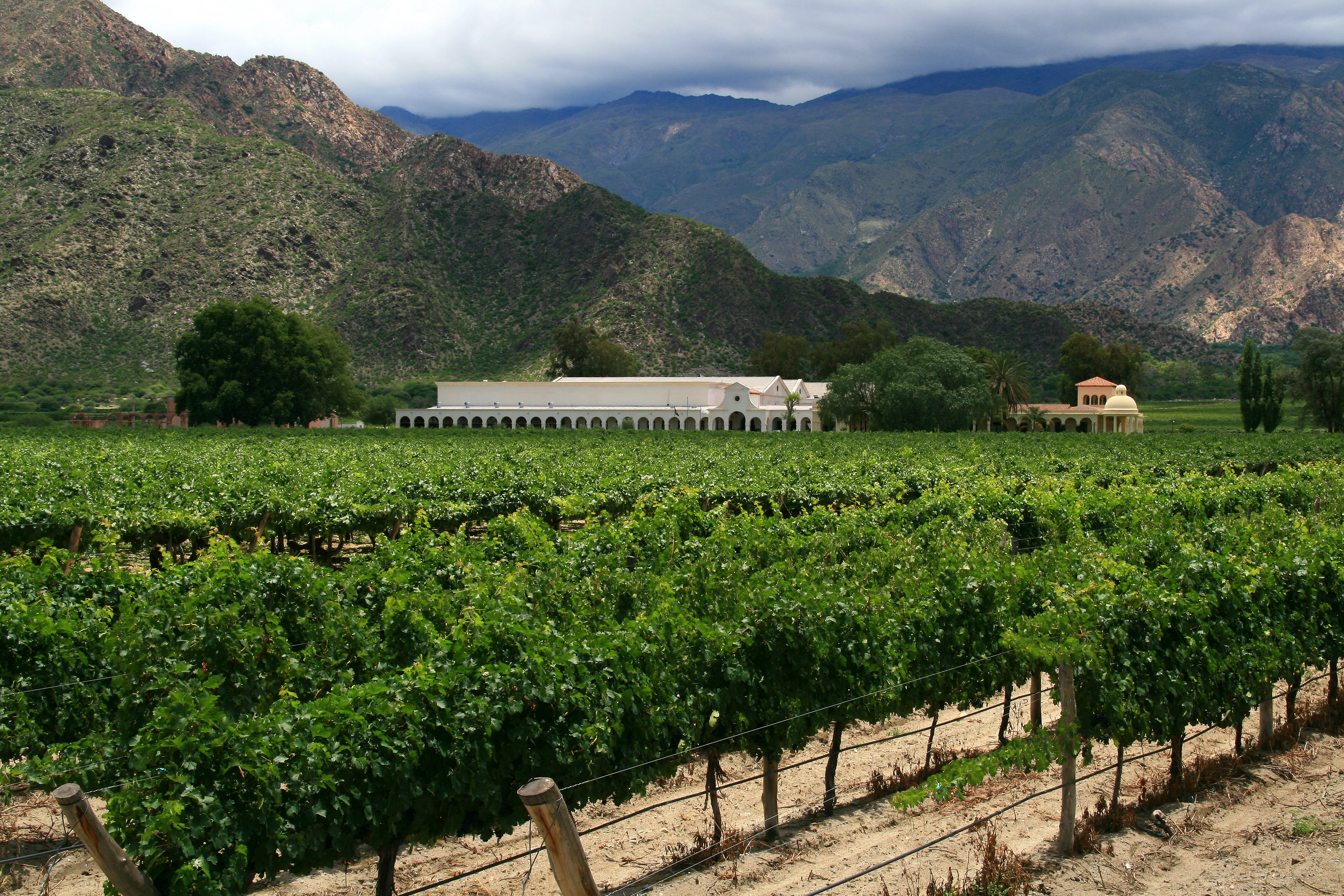
サルタ州

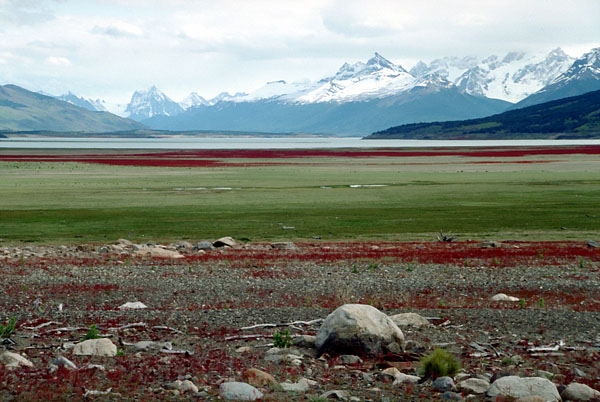
パタゴニア

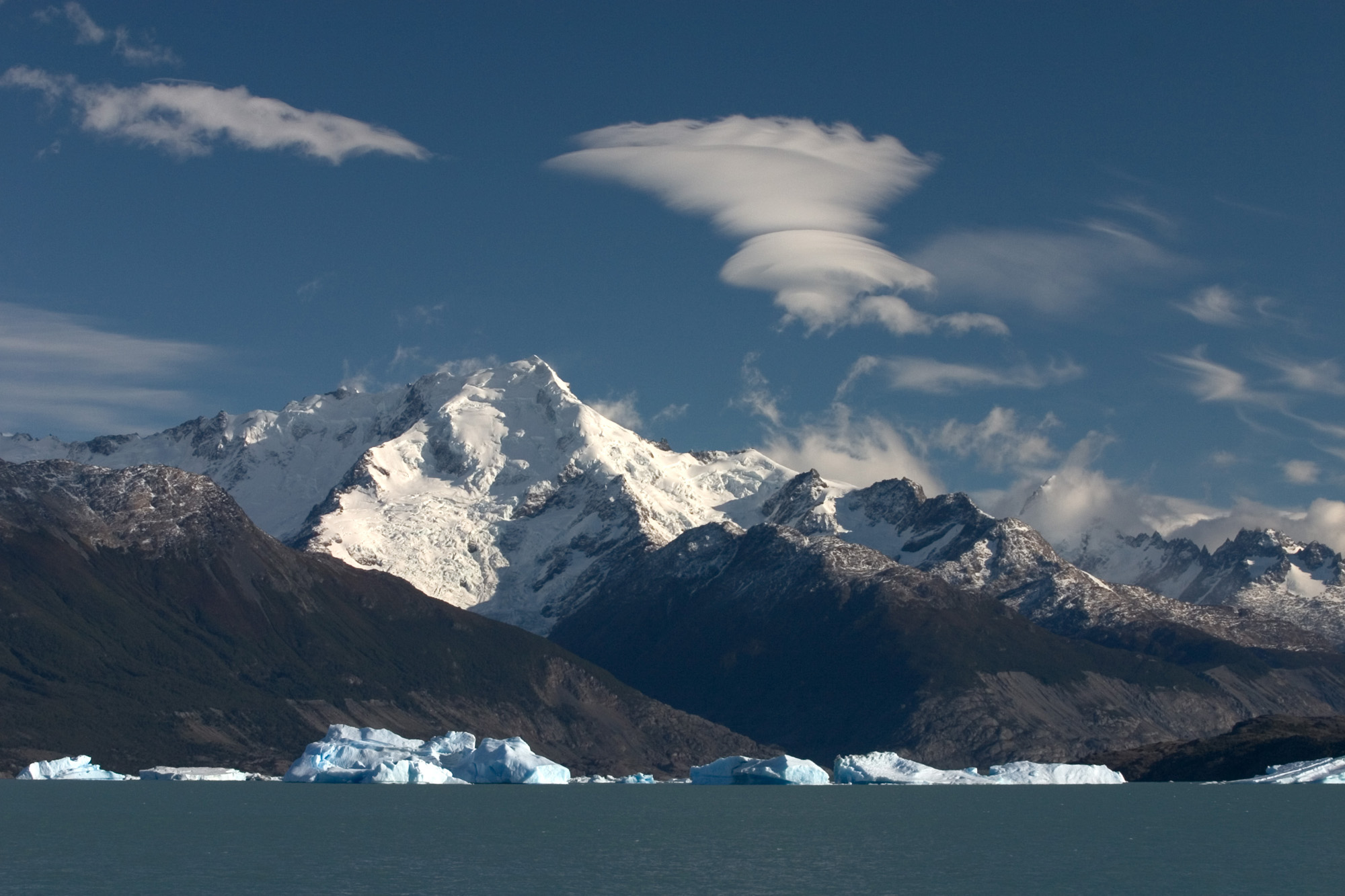
パタゴニアの氷湖

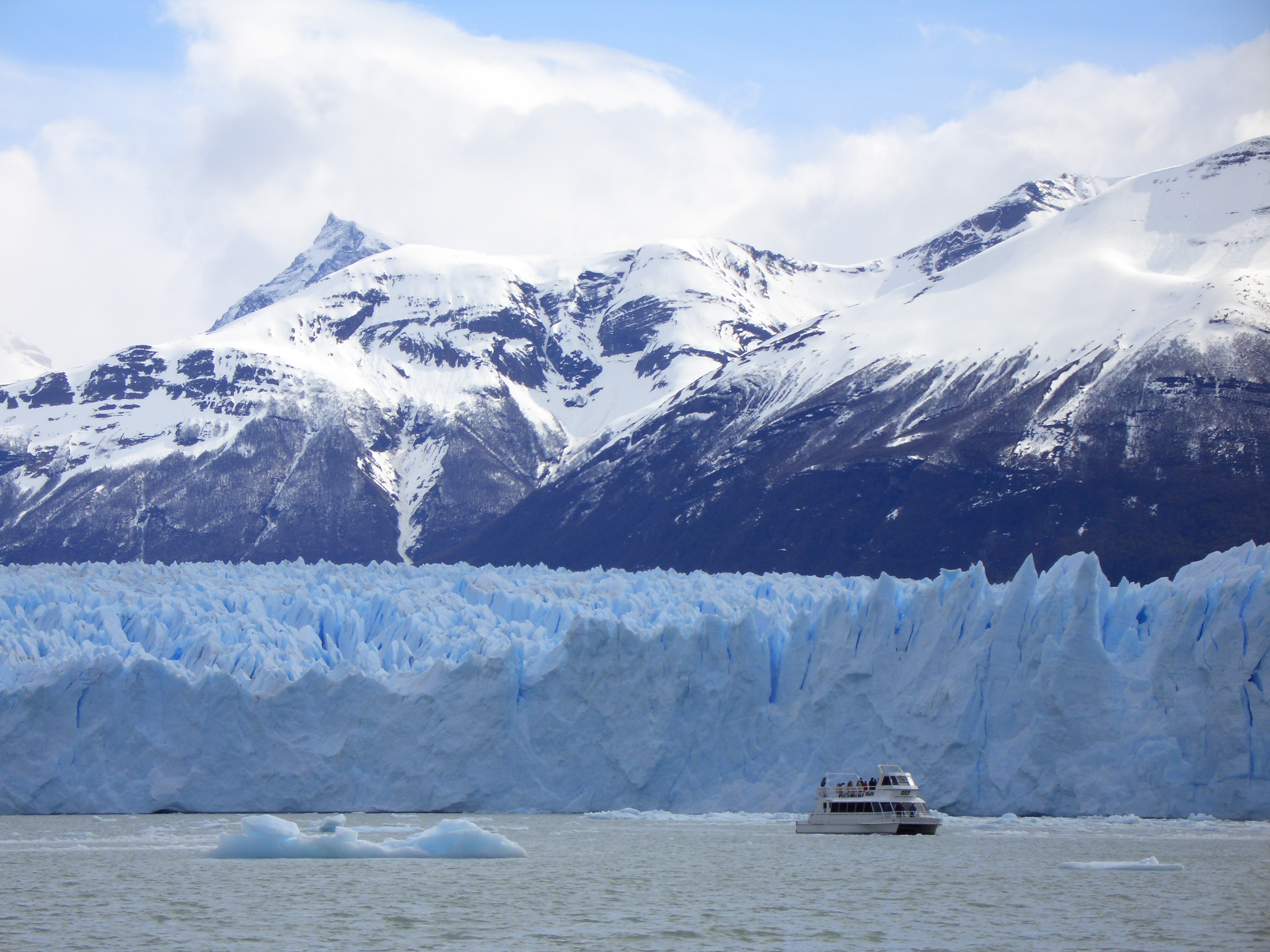
ペリート・モレノ氷河

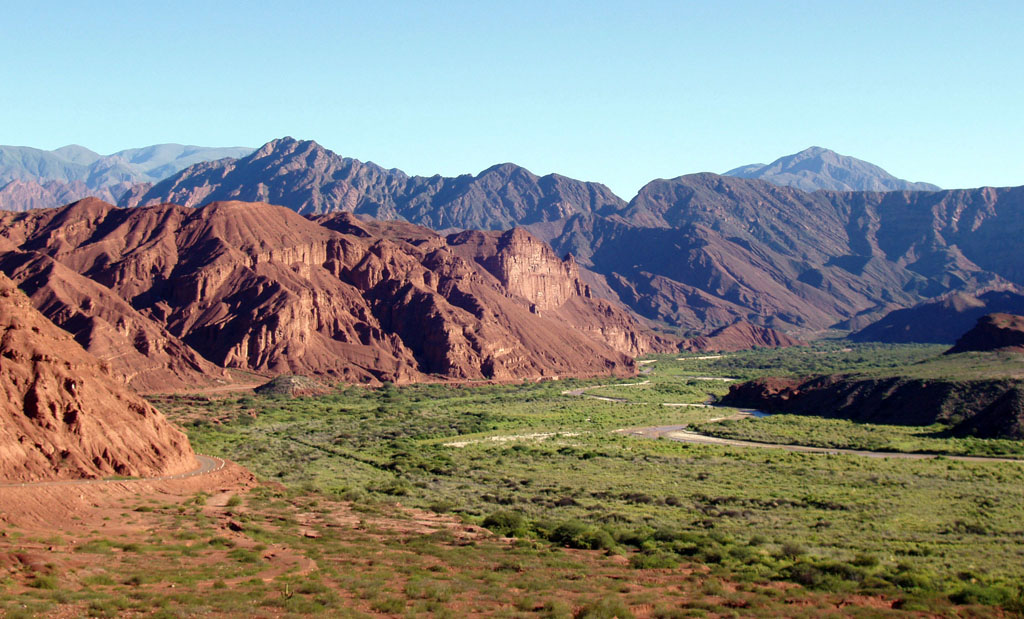
サルタ州のカルチャキ渓谷

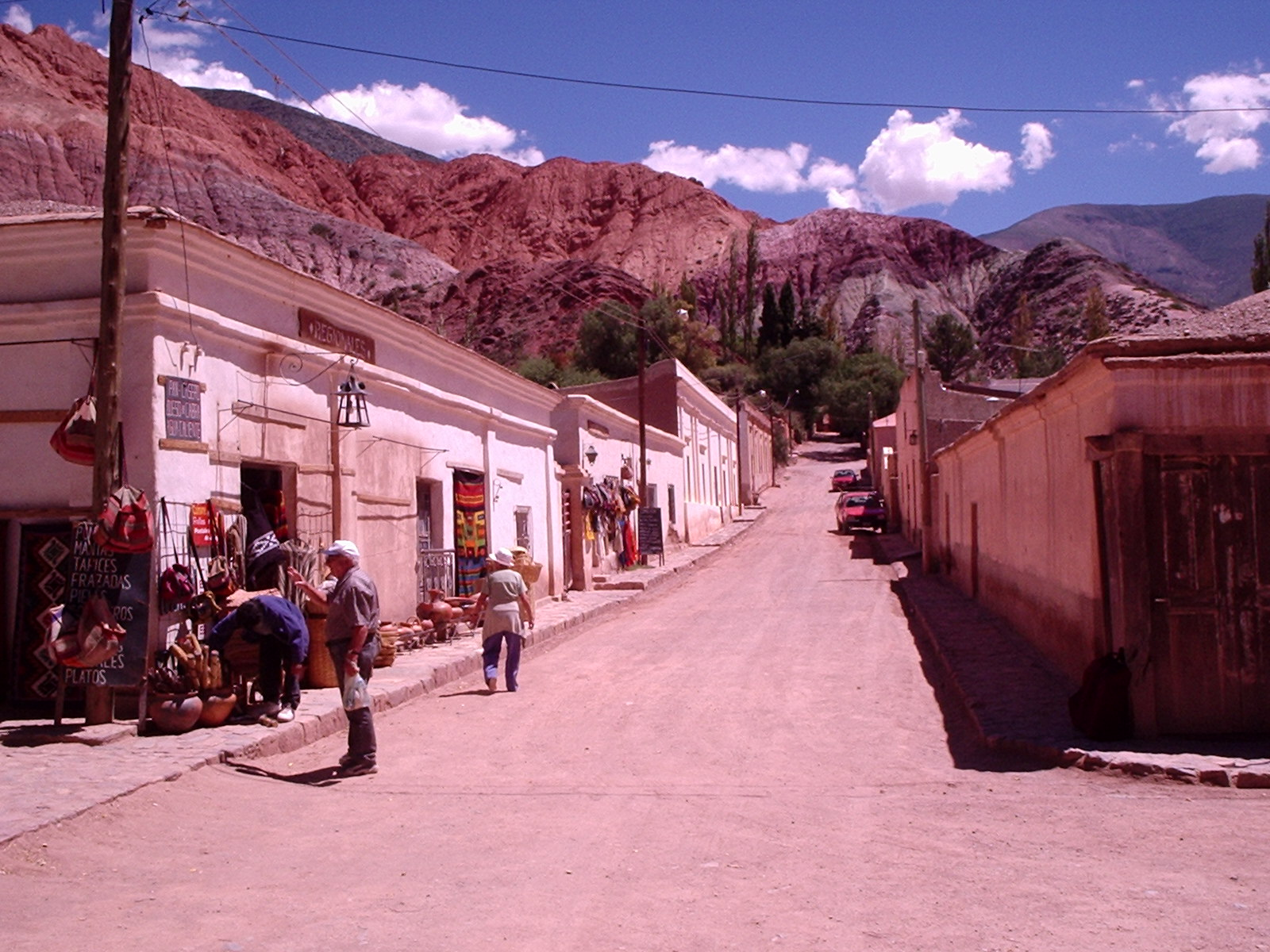
プルママルカの七色の丘

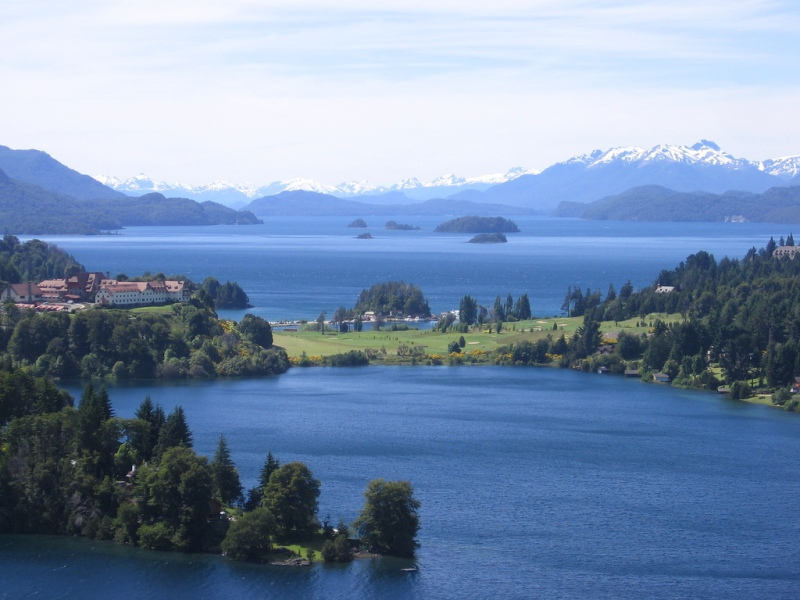
バリローチェから見たナウエル・ウアピ湖の光景

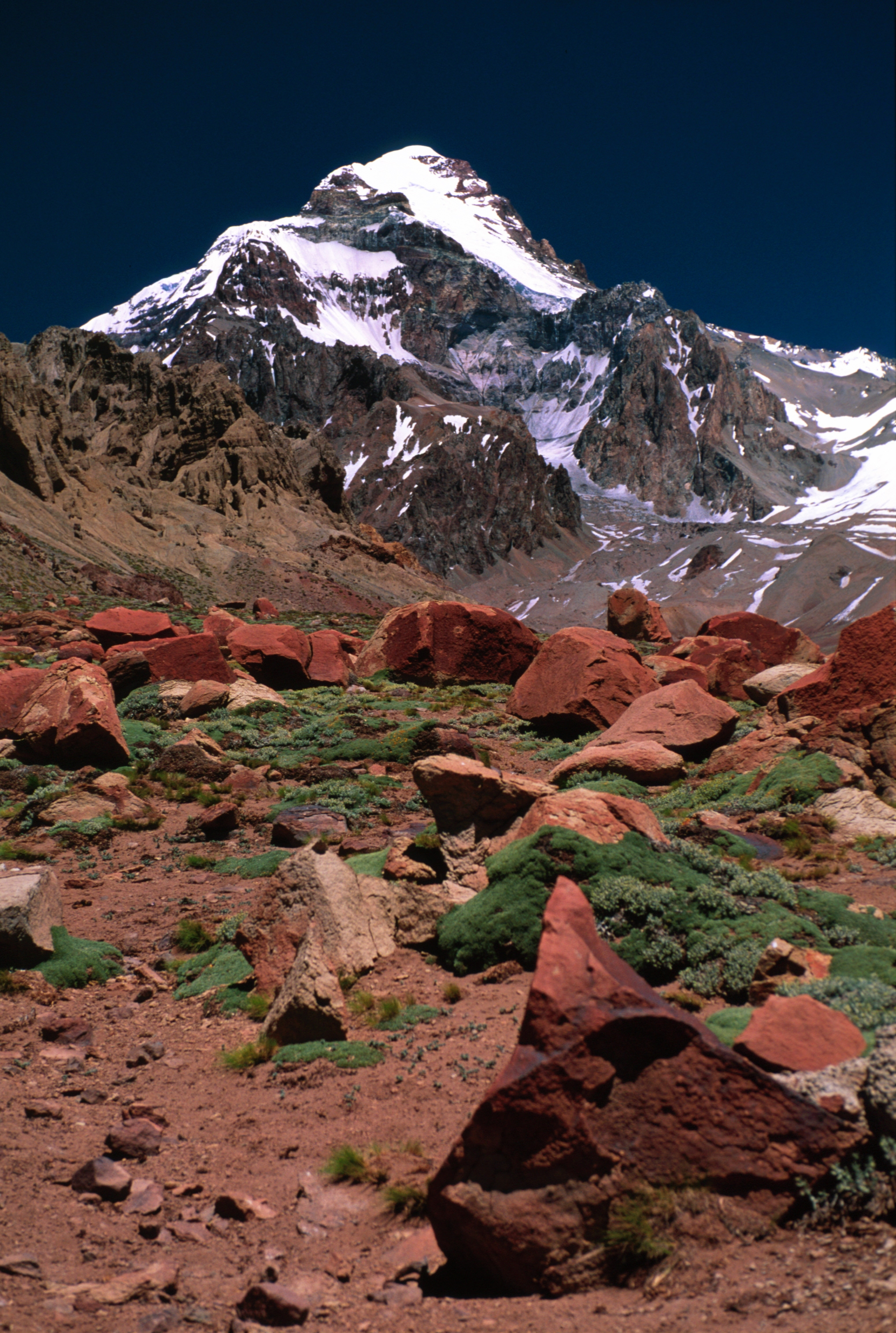
アルゼンチン最高峰アコンカグア （6,962メートル）。南北アメリカ、および西半球最高峰でもある

アルゼンチンの国土は、南北に3,500キロ以上の長さに及ぶ、ブラジルについで南米で2番目に大きい国で、面積は全体で276万6,890km²になり、陸地のみでは273万6,690km²に、水域のみでは3万200km²に及ぶ。
アルゼンチンでもっとも標高が高いのはメンドーサ州のアコンカグア山（6,962メートル）であり、これは米州と西半球全体でもっとも高い山でもある。反対にもっとも標高が低いのはサンタ・クルス州のカルボン湖であり、海抜マイナス105メートルは南アメリカ大陸全体でももっとも低い。国土の中心はラ・パンパ州の南西である。
アルゼンチンは、中華人民共和国と、北部の一部は中華民国（台湾）、南部の一部はモンゴル国やロシア（シベリア）の対蹠地である。
アルゼンチンは1904年から南極大陸の領有権を主張している。イギリスが実効支配しているマルビナス諸島の領有権も主張している。

### 地理的な国土
アルゼンチンは伝統的にいくつかの地理的な区分に分けられる。北は亜熱帯に属し、熱帯雨林が形成されている。西にアンデス山脈、東にはパンパと呼ばれる大草原が広がる。パンパは国土の約25%を占める。ウルグアイ川とパラナ川に挟まれた地方は、メソポタミア地方でパンパと同じく草原地帯である。南緯40度付近に位置するコロラド川以南をパタゴニア地方と呼び、荒涼たる砂漠が広がっている。

#### パンパ
パンパは国土の約25%を占め、アルゼンチンの富の多くを生み出している。ブエノスアイレスの西と南に広がる草原は湿潤パンパと呼ばれ、ブエノスアイレス州とコルドバ州のほぼすべてと、サンタフェ州とラ・パンパ州の大部分を占める。ラ・パンパ州の西部は半乾燥パンパになっている。
湿潤パンパは年間降水量が750ミリ以上で、アルファルファ（マメ科・栄養があり、土地を豊かにする牧草）・トウモロコシなどを栽培し、牧牛をしている。半乾燥パンパは年間降水量が550ミリ以下で乾燥に強い牧羊をしている。移行地帯では小麦（年間降水量が550 - 750ミリが適当）の栽培をしている。
コルドバ州西部のコルドバ山脈はサン・ルイス州まで延び、パンパの中ではもっとも重要な地域となっている。パンパとパタゴニアの境界線は、かつてはコロラド川だったが、現在はネグロ川となっている。

#### グラン・チャコ
グラン・チャコ地方はアルゼンチン北部に位置し、雨季と乾季がはっきりと分かれ、おもに綿花の栽培や家畜の飼育が盛んである。こうした地域はチャコ州とフォルモサ州の大部分を占める。植生としては亜熱帯雨林や低木林地や湿地帯が点在し、多くの動植物が生息する。サンティアゴ・デル・エステロ州はグラン・チャコの中でもっとも乾燥した地域である。

#### メソポタミア
パラナ川とウルグアイ川に囲まれた地域はメソポタミア地方と呼ばれ、ミシオネス州、コリエンテス州とエントレ・リオス州が属する。かつてはグアラニー人が多く住んでいた土地で、文化的にはパラグアイやウルグアイに近く、牧草地や植物の育ちやすい平坦な土地が特徴であり、コリエンテス州中部にイベラ湿地が存在する。ミシオネス州はより熱帯に近く地理的にはブラジル高原に属し、イグアスの滝と亜熱帯雨林が特徴である。

#### パタゴニア
ネウケン州、リオ・ネグロ州、チュブ州、サンタ・クルス州にまたがるパタゴニアのステップは先住民の地域である。多くの地域では雨が少なく、北は寒くて南は不毛の地であるが、西部の周辺には森林があり、後述するようにいくつかの大きい湖も点在する。ティエラ・デル・フエゴ州は寒く湿っており、大西洋からの海流の影響で多少は過ごしやすい。パタゴニア北部（ネグロ川以南のリオ・ネグロ州とネウケン州）はコマウエ地域と呼ばれることがある。

#### クージョ
アルゼンチン中西部はそびえるアンデス山脈に支配されている。同地域の東部は乾燥したクージョ地域として知られており、クージョ（Cuyo）という名前もマプーチェ語で「砂地」という意味の言葉からきているとされている。高山から溶けてきた水は低地のオアシスの灌漑用水となり、メンドーサ州とサン・フアン州を豊かな果実とワインの生産の中心としている。さらに北の地域、ラ・リオハ州などは地理的な理由でより暑く、乾燥した地域になる。

#### 北西部
北西部地域はアルゼンチンでもっとも海抜の高い地域であり、6,000メートルを超えるいくつかの平行なアンデス山脈が領域を貫いている。これらの山脈は北方に向かって延びており、それらは肥沃な流域によって分断され、その中でももっとも重要な渓谷はカタマルカ州、トゥクマン州、サルタ州に広がるカルチャキ渓谷である。フフイ州北部のボリビア国境付近からは、中央アンデスのアルティプラーノ高原が広がる。

### 山
国土西部を南北にアンデス山脈が貫き、アルゼンチンの山地や国内最高峰のアコンカグアをはじめとする高山の多くはこの地域に集中する。コルドバ州の西部にもコルドバ山脈が存在するが、標高はあまり高くない。

### 河川と湖
アルゼンチンの主要な河川はピルコマジョ川、パラグアイ川、ベルメホ川、 コロラド川、ネグロ川、サラド川、ウルグアイ川などであり、国内最長の河川はブラジルから流れるパラナ川である。ウルグアイ川とパラナ川は大西洋に流れ出る前に合流し、ラ・プラタ川の河口を形成する。各地域ごとに重要な河川としてはアトゥエル川、メンドーサ州と同名のメンドーサ川、パタゴニアのチュブ川、フフイ州のリオ・グランデ川、サルタ州のサン・フランシスコ川などがある。
パタゴニアを中心にいくつかの大きな湖が存在する。アルヘンティーノ湖とビエドマ湖がサンタ・クルス州に、ナウエル・ウアピ湖がリオ・ネグロ州に、ファグナーノ湖がティエラ・デル・フエゴ州に、コルウエ・ウアピ湖とムステル湖がチュブ州に、ブエノスアイレス湖とサン・マルティン湖はチリとの国境を形成している。国内でもっとも大きい塩湖はマール・チキータである。アルゼンチンの多数の貯水池がダムによって作られている。エントレ・リオス州にはテルマス・デ・リオ・オンドなど、水温は30℃から65℃の温泉があり、川を挟んで対岸のウルグアイ北部にも温泉がある。

### 沿岸部と海
アルゼンチンは4,665キロの海岸線を有している。大陸の上陸可能地点は非常に広く、アルゼンチンではこの広大な大西洋の浅瀬はアルゼンチン海と呼ばれる。海中には多くの魚が住み、炭化水素エネルギー資源を保有していると予想されている。アルゼンチンの沿岸は砂丘と崖に挟まれている。沿岸に影響を及ぼしている2つの海流のうち、暖流はブラジル海流であり、寒流はフォークランド海流（スペイン語では大西洋海流、もしくはマルビナス海流）である。沿岸の大地では不規則な形状のため、2つの海流は気候に対して相互に影響し、高緯度地方においても気温を下げさせない。ティエラ・デル・フエゴの南端はドレーク海峡の北岸を構成している。

### 飛地
アルゼンチンにはマルティン・ガルシア島という飛地がある。パラナ川とウルグアイ川の合流点付近に存在し、約1キロほどウルグアイの水域に入っており、3.5キロほど離れたウルグアイの沿岸にはマルティン・チコ（ヌエバ・パルミラとコロニア・デル・サクラメントの中間）が存在する。
一世紀にわたる両国紛糾の末に、アルゼンチンとウルグアイは1973年に島の管理権について合意に達した。協定に従って、マルティン・ガルシアは排他的自然保護区として用いられることとなった。面積は約2km2であり、住民は約200人である。

### 気候
地域によって大きく異なるが、亜熱帯、温帯、乾燥帯、寒帯の4つに大別される。北部は非常に蒸し暑い夏と、穏やかで乾いた冬があり、周期的に旱魃に見舞われる。アルゼンチン中部では雷を伴う大嵐（西部では世界でもっとも多くの雹が降る）のある暑い夏と、涼しい冬がある。南部は暖かい夏と、特に山岳地帯では豪雪に見舞われる寒い冬がある。すべての緯度の地域において、標高の高い地点では冷たい気候となる。
南米における観測史上での最高気温と最低気温はともにアルゼンチンで観測された。最高気温の49.1℃は1920年1月20日にコルドバ州のビジャ・デ・マリアで記録された。最低気温の-39℃は1972年7月17日にサン・フアン州のビジャ・デ・ロス・パトース・スペリオールで記録された。

## 地方行政区分

アルゼンチンの州の一覧（数字はABC順）。黒点は州都

アルゼンチンの政治的な地域区分。この区分では5つの地方に分けられる。後述の地理的な区分とは違うことに注意
（Ⅰ）Norte Grande Argentino
（Ⅱ）Nuevo Cuyo
（Ⅲ）Centro
（Ⅳ）Patagonia
（Ⅴ）ブエノスアイレス州

アルゼンチンは23の州（provincia）と1つの自治市（Ciudad Autónoma）*からなる。
1. ブエノスアイレス自治市* （Buenos Aires City）
2. ブエノスアイレス州 （Buenos Aires）
3. カタマルカ州 （Catamarca）
4. チャコ州 （Chaco）
5. チュブ州 （Chubut）
6. コルドバ州 （Córdoba）
7. コリエンテス州 （Corrientes）
8. エントレ・リオス州 （Entre Ríos）
9. フォルモサ州 （Formosa）
10. フフイ州 （Jujuy）
11. ラ・パンパ州 （La Pampa）
12. ラ・リオハ州 （La Rioja）
13. メンドーサ州 （Mendoza）
14. ミシオネス州 （Misiones）
15. ネウケン州 （Neuquén）
16. リオネグロ州 （Río Negro）
17. サルタ州 （Salta）
18. サンフアン州 （San Juan）
19. サンルイス州 （San Luis）
20. サンタクルス州 （Santa Cruz）
21. サンタフェ州 （Santa Fe）
22. サンティアゴ・デル・エステロ州 （Santiago del Estero）
23. ティエラ・デル・フエゴ、アンタルティダ・エ・イスラス・デル・アトランティコ・スール州（フエゴ島、南極および南大西洋諸島、Tierra del Fuego, Antártida e Islas del Atlántico Sur）
24. トゥクマン州 （Tucumán）

ほかにイギリス領のマルビナス諸島の領有権を主張している。国土統一直後の1853年に首都令があったものの、ブエノスアイレスは1880年までは正式な首都ではなかった。
各州は州内でさらに小さな行政単位に分割され、県（departomentos）は合計376県にもなる。ブエノスアイレス州は県に類似した134ものpartidosに分割される。departomentos・partidosともに市町村や地域の中から分割された区分である。

### 主要都市
アルゼンチンは北西部のアンデス山脈周辺から開発が進められたが、独立後は歴史的に外港がブエノスアイレスしか存在しなかったことを反映して、19世紀、20世紀を通して内陸部の開発は進まず、現在も極端なブエノスアイレス一極集中である。1980年代のアルフォンシン時代に、パタゴニアのリオ・ネグロ州州都ビエドマへの遷都計画もあったが、結局実行されないまま計画は凍結された。
- ブエノスアイレス Buenos Aires （1,180.2万人、1995年）
- コルドバ Córdoba （約130万）
- ロサリオ Rosario （約116万）
- ラプラタ La Plata （約54万）
- サン・ミゲル・デ・トゥクマン San Miguel de Tucumán （都心人口約47万）
- メンドーサ Mendoza （都心人口約12万）

### 都市と都市圏
2005年におけるアルゼンチンの14の大都市圏
| 順位 | 都市                         | 州                                   | 人口       | 地域           |
| ---- | ---------------------------- | ------------------------------------ | ---------- | -------------- |
| 1    | ブエノスアイレス             | 市域 + ブエノスアイレス州 の24の管区 | 11,453,725 | パンパ         |
| 2    | コルドバ                     | コルドバ州                           | 1,513,200  | パンパ         |
| 3    | ロサリオ                     | サンタフェ州                         | 1,295,100  | パンパ         |
| 4    | ラ・プラタ                   | ブエノスアイレス州                   | 857,800    | パンパ         |
| 5    | サン・ミゲル・デ・トゥクマン | トゥクマン州                         | 833,100    | 北西部         |
| 6    | マル・デル・プラタ           | ブエノスアイレス州                   | 699,600    | パンパ         |
| 7    | サルタ                       | サルタ州                             | 531,400    | 北西部         |
| 8    | サンタフェ                   | サンタフェ州                         | 524,300    | パンパ         |
| 9    | サン・フアン                 | サン・フアン州                       | 456,400    | クージョ       |
| 10   | レシステンシア               | チャコ州                             | 399,800    | グラン・チャコ |
| 11   | ネウケン                     | ネウケン州                           | 391,600    | パタゴニア     |
| 12   | サンティアゴ・デル・エステロ | サンティアゴ・デル・エステロ州       | 389,200    | グラン・チャコ |
| 13   | コリエンテス                 | コリエンテス州                       | 332,400    | メソポタミア   |
| 14   | バイア・ブランカ             | ブエノスアイレス州                   | 310,200    | パンパ         |

## 経済

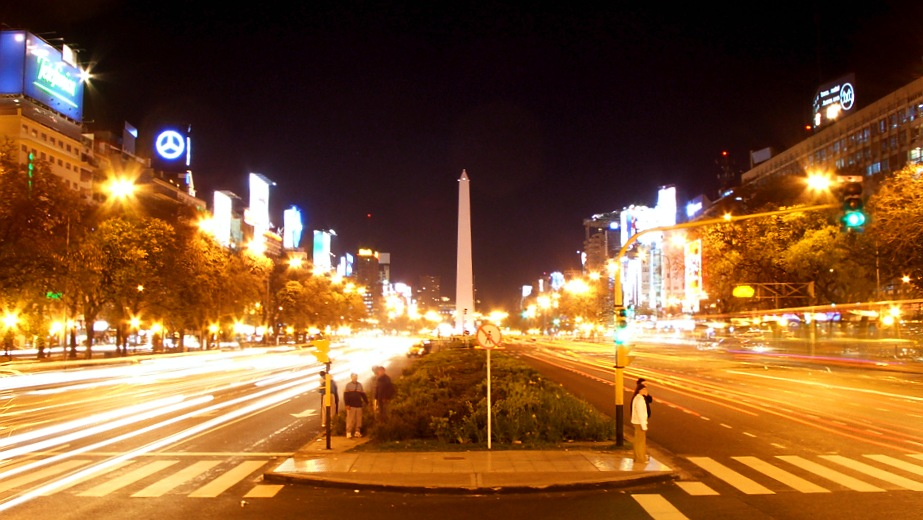
ブエノスアイレスの中心にある、世界でもっとも幅が広い道路である7月9日大通り。中央に見えるのはオベリスコ

IMFの統計によると、2018年のアルゼンチンのGDPは約5,194億ドルと世界21位であり、南米ではブラジルに次ぐ2位である。一人当たりのGDPは1万1658ドルで、こちらはウルグアイ、チリに次いで南米3位である。アルゼンチンはメルコスール、南米共同体の加盟国である。
アルゼンチンでは幅広い産業が行われている。農産物は、主要輸出品目は小麦、トウモロコシ、牛肉、ワインなどに加え、2000年代以降は大豆の生産も盛んになっている。2019/2020年度時点で大豆の生産量がブラジル、アメリカに次いで3位の約13％を占めており、大豆輸出量世界第4位である。トウモロコシの生産量はアメリカ、中国、ブラジルに次いで4位。その他にも小麦、ヒマワリ油、グレーンソルガムなどがある。アルゼンチンは牛肉の生産量が2020年度世界4位で、国内消費も肉類の中では最多である。ただし、同年、豚肉や鶏肉の消費量も増加傾向にある。2020年の1人当たり年間豚肉消費量は10年前と比較して77％増であった。アルゼンチンは世界第8位の国土面積を持つ。その広大な土地を活かし、チリ近郊では鉱業が盛んである。鉱業生産は、パタゴニアの石油と、近年は天然ガスも有望視されている。また、2010年代以降、カタマルカ州やフフイ州の塩湖がリチウムの生産源として注目されている。しかし、水質汚染、先住民の人権侵害、開発に関する事前協議がないことなどの環境保護活動が活発なため、開発が不十分である。アルゼンチン国内にフォード、GM、トヨタなど完成車メーカー10社が自動車を生産している。主に国内農業で使用されるピックアップトラックや多目的車が製造されている。2020年に新型コロナウイルスの影響でバス・トラックを除く自動車生産台数は2004年以降初めての30万台を下回った。
2度の世界大戦にいずれも直接関与せず、各国への農畜産品の輸出により大きな利益を得た20世紀半ばまでは、世界有数の富裕国であった。第二次世界大戦後、国民主義志向をとったフアン・ペロン大統領は、保護主義的な工業化偏重政策をとるが、産業構造の転換に成功せず、次第に経済は低迷した。ペロン以降顕著になった、福祉のための放漫財政や、彼の残した労働組合（CGT）の強さにより、投資のしづらい国となり、1960年代以降に頻発した政変に加え、1982年のフォークランド紛争とその敗北、民政移管後も長年の放漫財政のツケや敗戦のショックの影響で混迷する経済状況に、安易なポプリスモで対処したため、累積債務は雪だるま式に増えていった。特に1988年から1989年の間には5,000%というハイパーインフレーションを記録、物品の価値は1年間で50倍に跳ね上がり、ペソは紙屑同然と化し、経済は崩壊状態となった。結局、アルゼンチンは1989年に対外債務のデフォルトを宣言した。この間の混迷による富裕層の没落、中産階級の海外流出が続くなど、経済は混迷の度を深めた。
その後、1988年から親米・親IMF路線を掲げたカルロス・メネム大統領の新自由主義路線により、1990年代には年率9%にも達する経済成長を遂げるなど、一時的に回復した。しかし、1999年に起きたブラジルのレアル切り下げでペソが相対的に高くなり、輸出競争力を喪失、国際収支は悪化した。結果的に通貨危機（ペソの対米ドルペッグ制崩壊）により完全に暗転、2001年11月14日には国債をはじめとした債務のデフォルトを宣言する事態に陥り、経済が再び破綻。国際的な信用や評価は地に落ちた。
2度目のデフォルトにより国内の貧困も拡大し、1980年代に国民の約60%を占めていた中間層は、2005年には国民の約20%となり、他方貧困率は2002年には53%に達し、イタリアやスペインに職を求め、大量の国民が流出、その中には医者・弁護士などの知識層も少なくなかった。かつてラテンアメリカで比類なき中流層の国であり、「南米の指導者」としての影響力も備えていたアルゼンチンの国力は没落し、政経両面でチリやブラジルに抜かれる形となった。
このようにペロン以来、一貫した経済政策がとられなかったツケが回り、21世紀に入って早々に経済が破綻してしまったものの、2002年に変動相場制を導入し、通貨安のために輸出が拡大してからは持ち直し始め、2003年に就任したネストル・キルチネル大統領は、IMFの干渉を排除するため、100億ドル近い債務を完済し、2000年末の経済破綻直後の失業率24%を、2006年5月には11.4%にまで改善した。さらに、2003年から2007年まで平均約8%の高成長を続け、2006年7月9日の独立190年記念式典でキルチネルは「われわれはIMFにチャオ（さよなら）を告げた」と演説するなど、経済危機から立ち直りつつあった。しかし、再び対外債務率が上昇、2010年には債務額を大幅にカットする形で債務交換を強行して9割以上の債務を再編、アメリカ合衆国との国際問題に発展した。
現在はメルコスール加盟国であることにより、南米諸国との経済交流の活発化による諸外国からの投資の増大に、経済の復活を賭けている。特にブラジル、ベネズエラとは政治面でも関係を深め、ベネズエラからの南米大陸縦断天然ガス輸送管の設立も計画している。アルゼンチンは一向に回復しない内需、および内需不振の主要な一因である人口の3〜4割に達する貧困層の存在など課題が山積している中で、これらを解消しつつ、どのようにして競争力のある新しい産業を育てるか、あるいは国内の法制度、政治文化などの歪みからくる投資リスクをいかに下げるかなどにかかっている。
2020年12月3日、アルゼンチン・カトリック大学の社会負債調査研究所が調査結果を公表し、貧困層が人口全体の44.2％（前年同期は40.8%で3.4ポイント増）に達していること、失業率は14.2%（前年同期は10.6%で3.6ポイント増）に悪化していることが示され、景気低迷に加えて新型コロナウイルス感染症の流行の影響が指摘されている。2022年10月には、世界的な物価高騰の影響を受け、物価上昇率は前年同月比+88.0%になっており、年末には100％に達するとの予測が出されている。貧困率は、2022年上半期には36.5%に達した。

### 近年の経済指標
アルゼンチンの2021年の名目GDP（国内総生産）は4,867億ドル、実質GDP（国内総生産）は5,681億ドルである。これは、2021年世界の名目GDPランキングの29位である。2021年のGDP成長率は、前年比10.4%と2017年以来4年ぶりのプラス成長となった。

### 貿易
2021年の貿易収支は黒字で、輸出額は前年比42.0%増の779億3,400万ドル、輸入額は49.2%増の631億8,400万ドルである。
アルゼンチンの主要な輸出相手地域・国は、ブラジル (15.1%)、EU27 (12.7%)、中国 (8.1%) である。一方、アルゼンチンの主要な輸入相手国は、中国 (21.4%) 、ブラジル (19.6%) 、米国 (9.3%) であり、自動車及び同部品、燃料（ガス、軽油など）を主に輸入している。

#### 日本
2021年度全期の日本からアルゼンチンへの輸出額は、前年度比54.6%増の988億円で、自動車及び部品を主に輸出している。日本のアルゼンチンからの輸入額は、前年度全期額の約2.3倍の1,157億円で、トウモロコシ、大豆などの穀物、大豆油かすなどの食品加工品を輸入している。（前年度は新型コロナウイルスの感染拡大で経済が停滞した。）
日本は、アルゼンチンの輸出相手国として28位、輸入相手国としては11位である。

## 交通

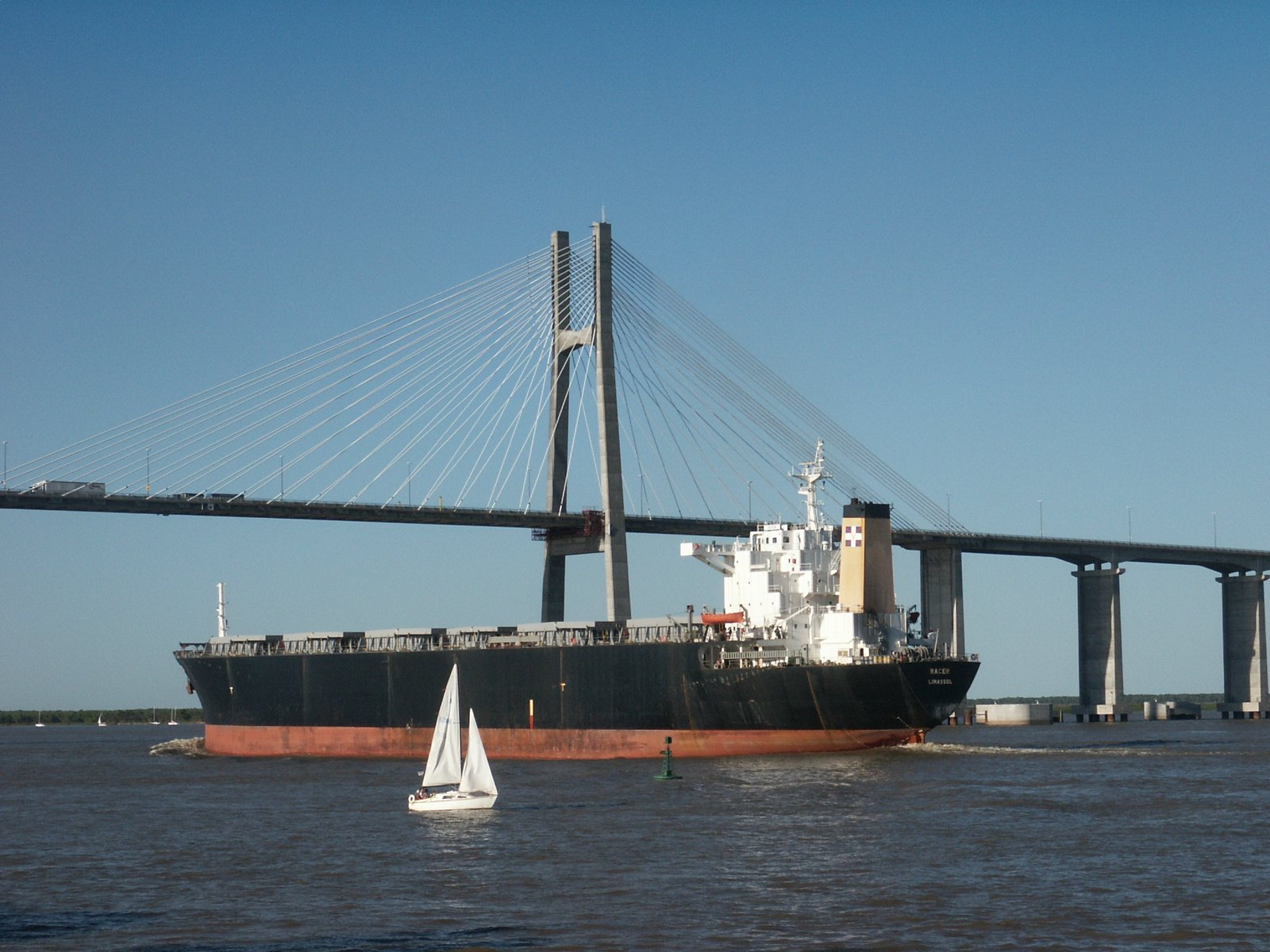
ロサリオのビクトリア橋を通る貨物船

アルゼンチンのインフラは他のラテンアメリカ諸国に比べると良好である。約21万5,471キロの道路網と734キロの高速道路があり、その多くが民営化された。多車線の幹線道路は現在いくつかの主要都市を結び、さらに現在工事中である。
アルゼンチンの鉄道網は総延長3万1,000キロ以上である。ブエノスアイレスの地下鉄（Subte、スブテ）はスペイン語圏、ラテンアメリカ、南半球全域の中でもっとも早く建設された。
アルゼンチンには約3,000キロに及ぶ水路があり、多くはラ・プラタ川、パラナ川、ウルグアイ川、ネグロ川、パラグアイ川を通行する。

## 科学技術

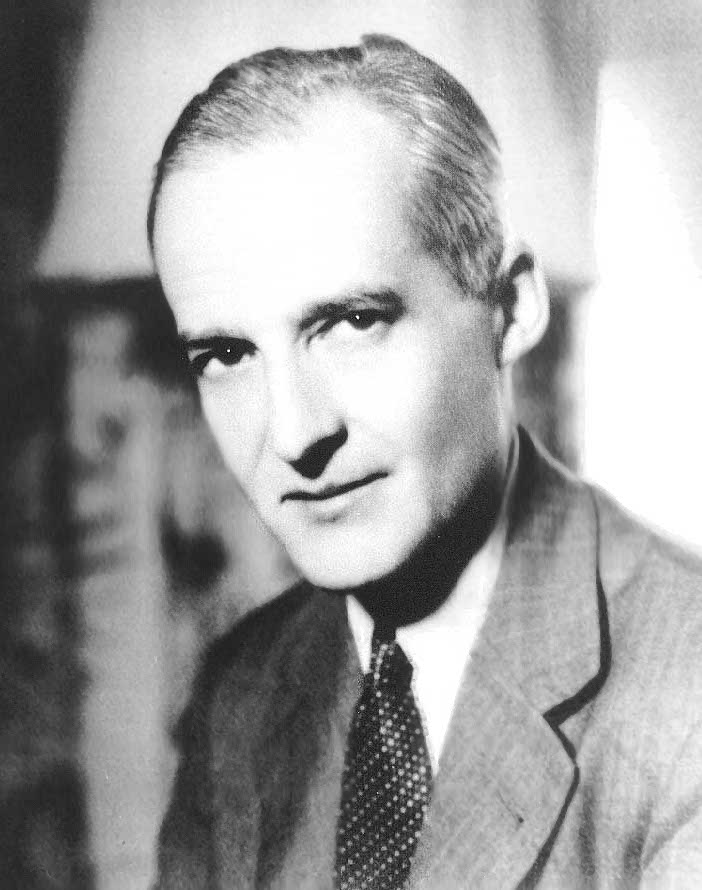
ルイス・フェデリコ・レロイル

化学部門で3人のノーベル賞受賞者を出している。ルイス・フェデリコ・レロイル（ルイ・ルロワール）はノーベル化学賞受賞者であり、この化学賞はラテンアメリカ全体でも初めてのものだった。
ベルナルド・ウサイのような優れた研究者の残した業績の伝統もあって、現在でも医療の研究や、その他には原子力の研究なども進んでいる。ほかにも、素粒子物理学の指導的存在であるフアン・マルダセナがいる。
現在の問題は、大学の整備の遅れによる研究環境の不備や、海外への高学歴者の流出による基礎研究、応用研究の進展が遅れていることなどである。

## 国民
アルゼンチンの国民はヨーロッパ系が85%、メスティーソおよびインディヘナなどが15%である。もっともヨーロッパ系アルゼンチン人の占める比率は89.7%から97%と資料によって大きな差があり、近年の研究では実はアルゼンチン国民の56%に先住民の血が流れていることが明らかになっており、自らを白人だと認識しているアルゼンチン人の過半数に、実は先住民の血が流れていることになる。
ヨーロッパ系アルゼンチン人にはイタリア系、スペイン系、ドイツ系の住民が多く、中でもイタリア系が一番多い。このイタリア系統の荒い言葉遣いが現在のアルゼンチン人全体の性格に受け継がれているため、アルゼンチンのスペイン語にはイタリア語のナポリ方言の影響が強く見られる。イタリア移民が多いので第二のイタリアと認識されることもあった。イタリア移民の中には帰国を前提としている者が多かったので、帰国したものも多かった。
アルゼンチン人はしばしば「燃えたぎるような愛国者」と形容され、自国への批判に異常に敏感であるが、その一方で概して国を批判する傾向がある。強烈な個人主義者としても知られ、「ビベサ・クリオージャ」と呼ばれるクリオージョ的な人を出し抜く抜け目のなさと、アミーゴと家族以外の非人間的な政府や社会といった組織は信用できないという心性からくる、人を出し抜くような行為によって不快な思いをさせられ、アルゼンチン人はアミーゴ以外には不親切であるという人間も出るのである。これはアルゼンチン人が国家に代表される抽象的なものよりも、友情といった具体的な対象への強く忠誠を抱くことの裏返しでもある。
ペルーの文学者、マリオ・バルガス・リョサは「アルゼンチンの誇り高さは病癖であり、ほかのラテンアメリカ諸国から批判されても仕方がない」と述べた。アルゼンチン人は自国を選良であると思ってきたが、こうした優越感と劣等感はその選良意識の裏返しであり、強い愛国心の称揚の一方で行われる自国への強烈な批判は、国家が自分に十分な誇りをもたせてくれるには足りない存在であることの裏返しである。こうしたことの起きる原因としては、19世紀半ば以来の自由主義化、ヨーロッパ化がアルゼンチン国民全体に受け入れられるような国民文化を育てることができなかったためだといわれている。ただしガウチョのような例外もあり、アルゼンチン人はガウチョであることを誇る。

### 人口

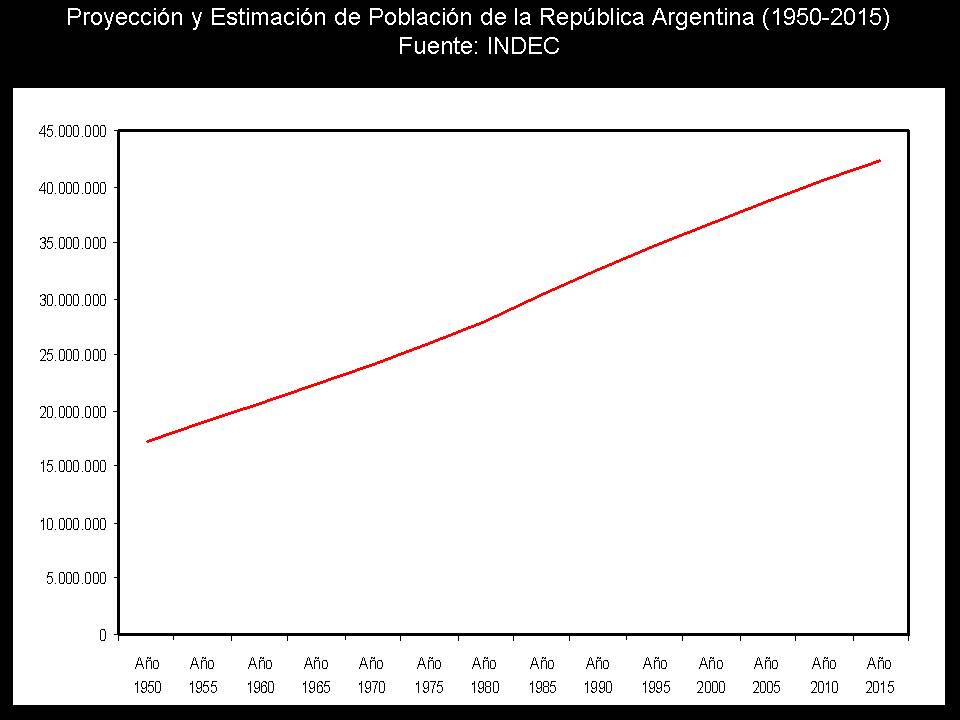
INDECによる1950年から2015年までのアルゼンチンの人口の推移グラフ

五月革命が起きた1810年に70万人だった人口は、ウルキーサがロサスを打倒した直後の1853年には90万人となり、その時点では純粋な白人は6万人ほどで残りはメスティーソや黒人やインディヘナだった。
カセーロス以降自由主義者の政権はヨーロッパから移民を大量導入すると、アルゼンチンの人口は増加し、1869年の初の公的な人口調査では約175万7,000人だった。その後、1900年には454万3,000人、1930年には1,200万5,000人、1940年には1,416万9,000人、1950年には約1,709万人、1960年センサスでは2,006万5,691人、1975年には約2,538万人、1983年年央推計では約2,963万人となった。2005年の見積もりによると、人口は3,874万7,000人と推測され、これは南米大陸の国家で3番目に多い。
2005年度の人口密度は1km²あたり14人になるが、人口は均衡を持って配分されているわけではなく、特にブエノスアイレス市周辺に集中しており、ブエノスアイレス市では人口密度が1万4,000人/km²になるのに対して、パタゴニアの最南部のサンタ・クルス州では1人/km²以下となる。アルゼンチンは南米で唯一純粋な移民の増加率が0.4%を超える国である。
2021年現在では4527.7万人になっている。

### 都市化

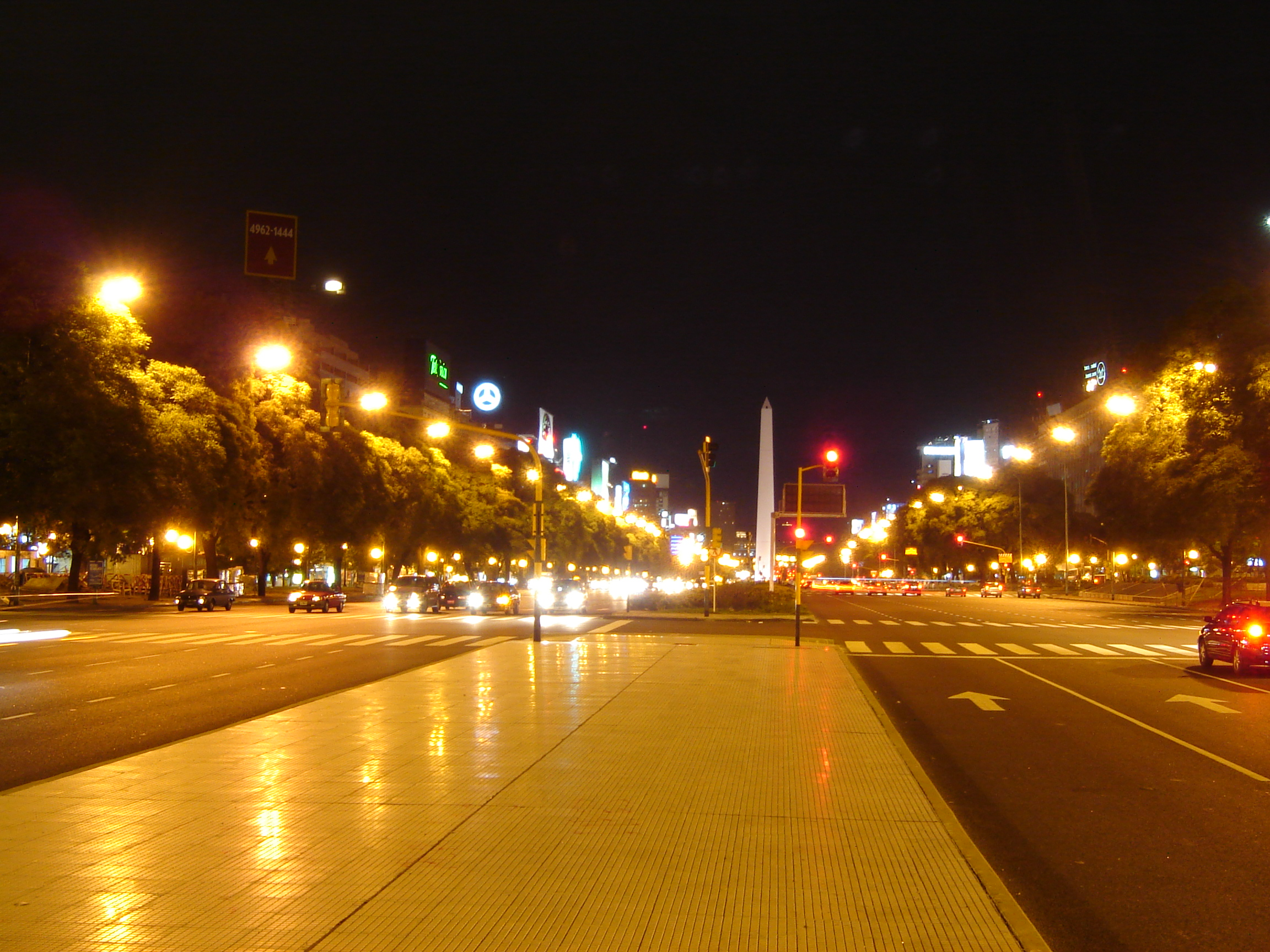
1,200万人が住む大ブエノスアイレス都市圏
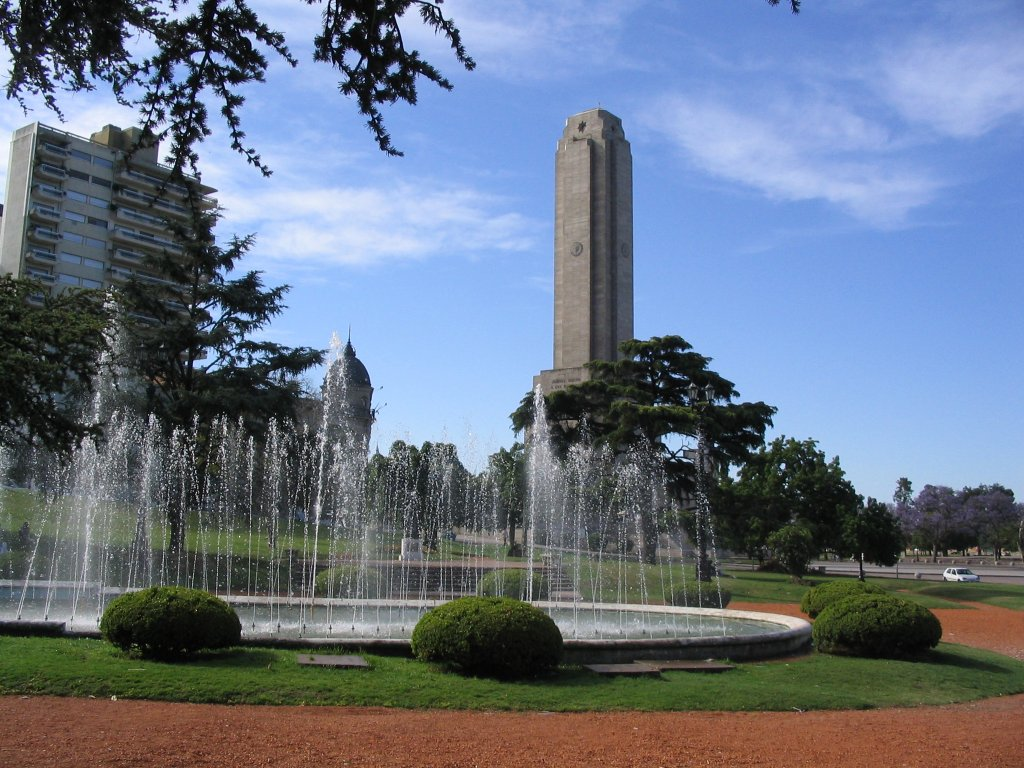
110万人が住む大ロサリオ都市圏
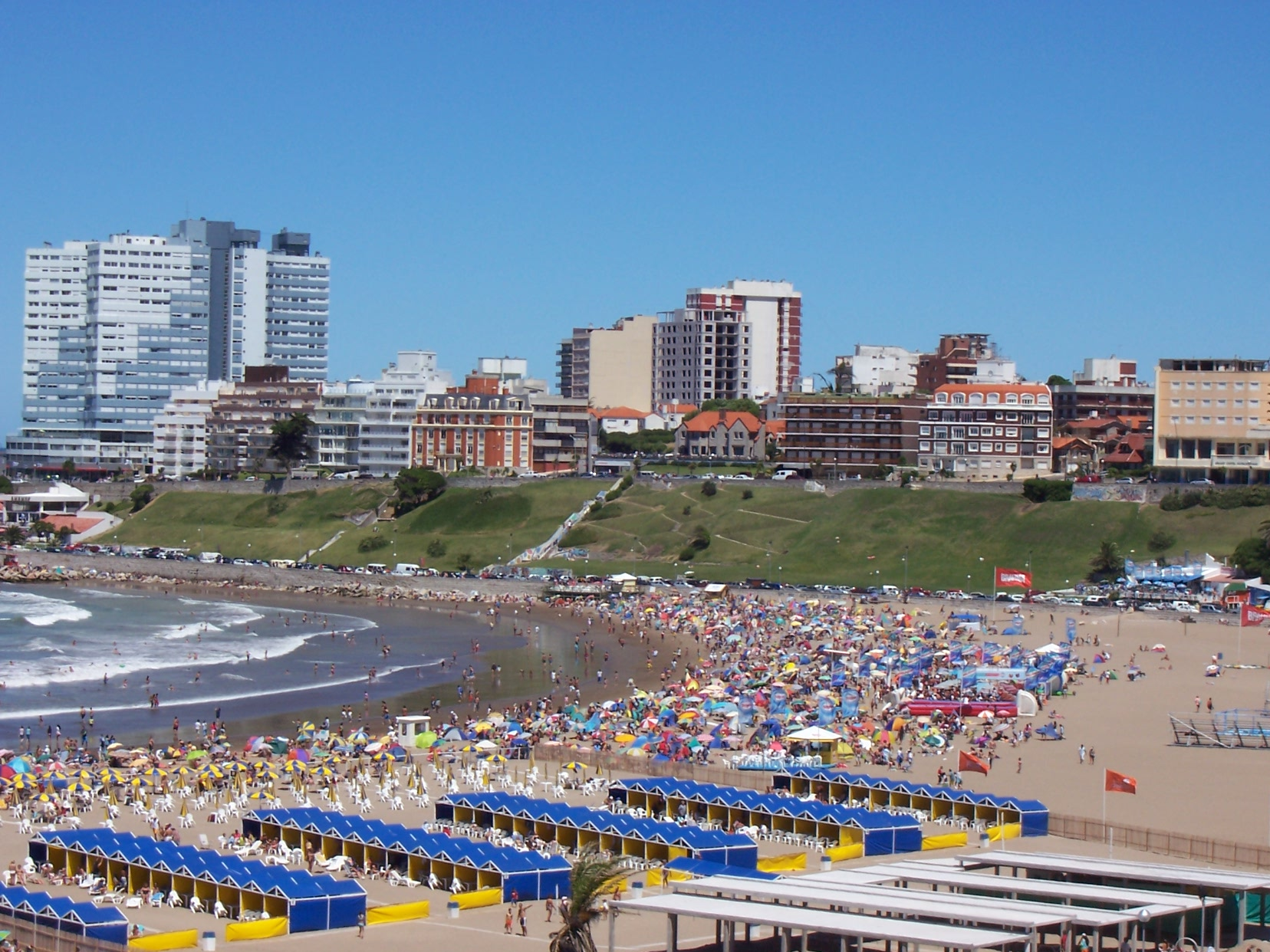
大西洋のビーチ、マル・デル・プラタ
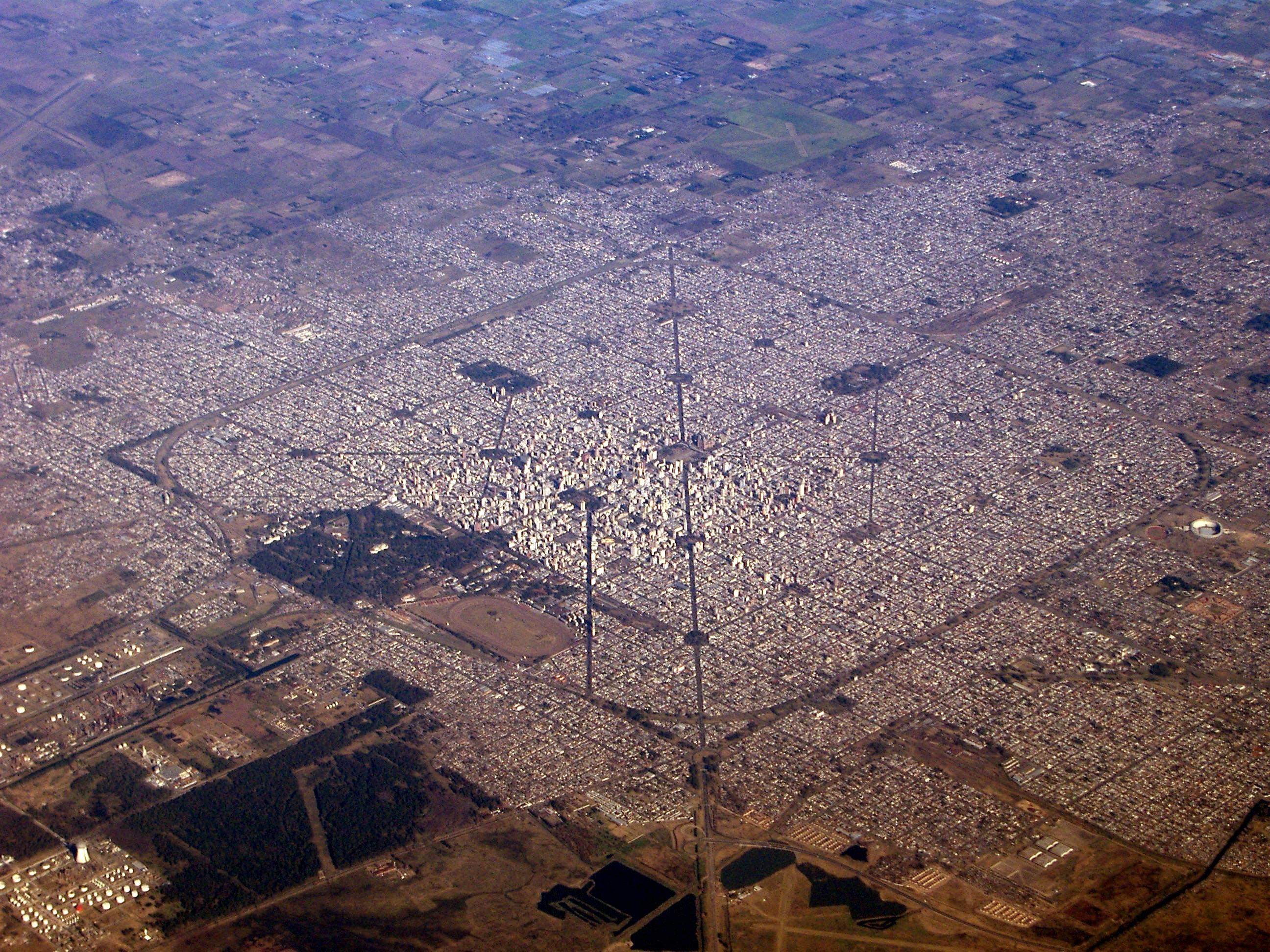
ラプラタ市。典型的な計画都市である

アルゼンチンの都市人口率は昔から非常に高く、それは現在まで変わっていない。353万人がブエノスアイレス市に、1,240万人が大ブエノスアイレス都市圏に住んでいる。第2、第3の都市圏はコルドバとロサリオであり、それぞれ130万人と110万人の都市圏を構成している。
19世紀以降に移民したほとんどのヨーロッパ移民は、大土地所有制が崩れずに入植地の所有権が手に入らなかったため、最終的に都市に落ち着き、仕事や教育などさまざまな機会を得て中間層となっていった。多くは鉄道網に沿って成長していた小都市に住み着いたが、1930年代に入ると小都市から大都市への国内移民が行われた。
1990年代に入り国営鉄道民営化が行われた結果、旅客列車の運行が中止された路線が増え、小規模工業が外国製の安い製品との競争に敗れて消えていくと、田舎町にはゴースト・タウンになるものも現れた。また、"Villa Miseria"と呼ばれる不法占拠の建物密集地（いわゆるスラム）が大都市の空き地に見られるようになり、鉄道民営化以降増加した。国営企業民営化および民間企業破綻で失業した下層労働者と北西部の小さな町からの移住者が最初にそこに家を建て、次にさらに大きな数の近隣諸国からの移民（移民の人々が住民の半数以上を占めるといわれる）がそこに新たに家を建てるか、増築するなどをしながら住んでいる。これらの家の中には電気がひかれ、エア・コンディショナーや冷蔵庫も存在し、営業店舗にもなっている建物もある。ただし、沼地のような場所の上に存在する建物は衛生上に問題があり、密集した環境が犯罪組織の温床になりかねないとして、政府はアパートを建設し、そこに不法占拠の住民を移住させる政策を行っているが、資金不足によりなかなか進んでいない。
アルゼンチンの都市はヨーロッパ移民の影響が反映されているため、非常にヨーロッパ的である。多くの都市はスペイン風に広場を中心に建設され、カテドラルと重要な役所（カビルド）は広場に面して建てられる（ただし、ブエノスアイレスは1850年代以降フランスのパリを忠実にモデルにして改造された）。一般的に都市の配置はダメロと呼ばれる碁盤目上であるが、19世紀末にワシントンD.C.をモデルに建設されたラ・プラタ市など近代的な計画都市はこの様式からかけ離れていることもある。
2022年度の都市人口率は92.23%である。

### 言語

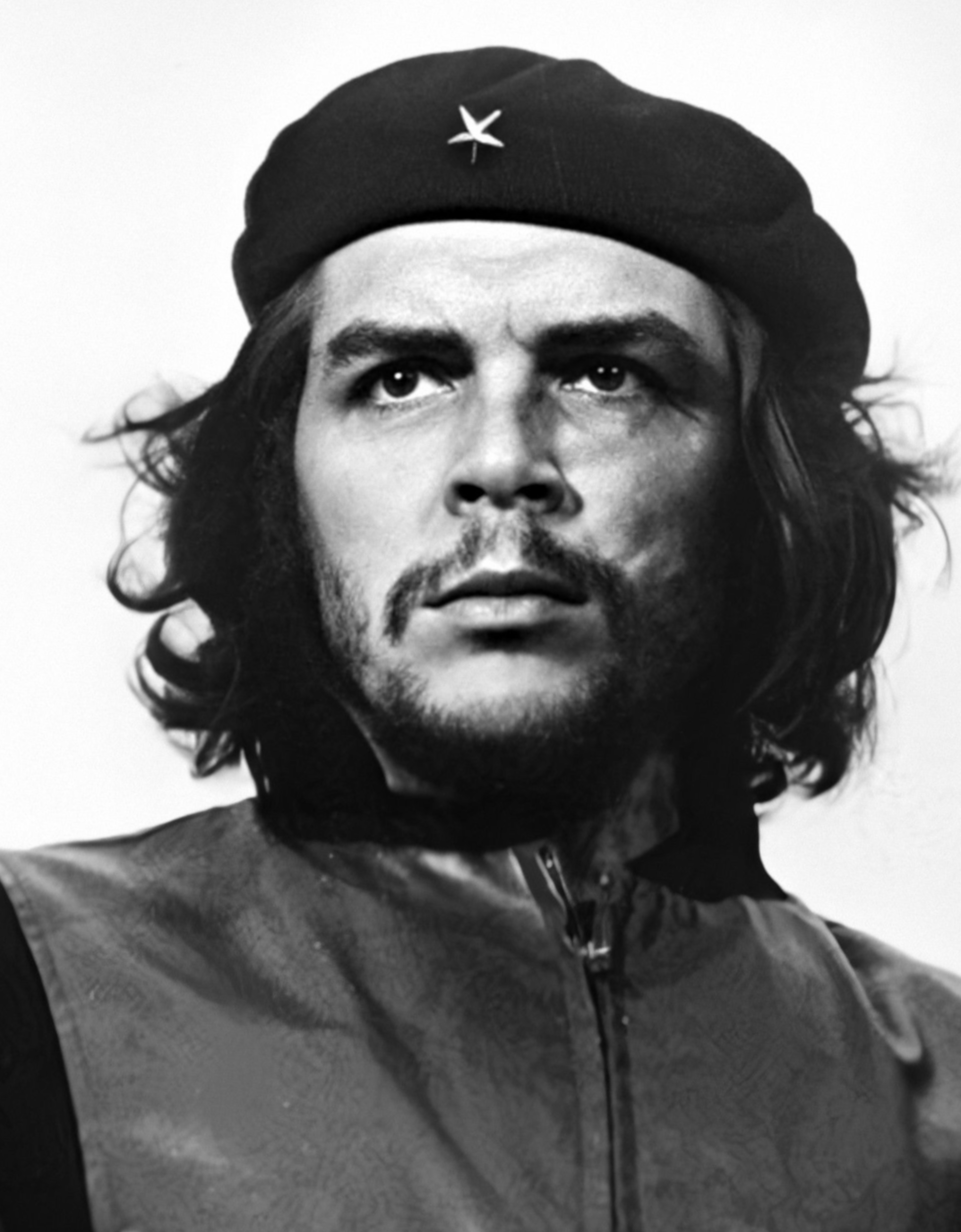
エルネスト・ゲバラはチェ・ゲバラと呼ばれることが多いが、このチェとはアルゼンチンのスペイン語特有の表現のひとつである

言語はスペイン語（リオプラテンセ・スペイン語）が公用語であり、アルゼンチンではエスパニョールではなくカステジャーノと呼ばれる。ポルテーニョ（ブエノスアイレス市民）のアクセントはイタリア語のナポリ方言の影響が強く、ヨーロッパ移民、特にイタリア移民の影響により、ラ・プラタ地域で話されるルンファルドと呼ばれる独特の俗語が形成されてきた。アルゼンチンはスペイン語圏でも二人称単数においてボセオ（Voseo）のみが全土で使用されている数少ない国であり、ボセオはアルゼンチンのアイデンティティとなっている。
スペイン語のほかには英語、イタリア語、ドイツ語、フランス語、および多少の先住民言語なども使用されている。
標準ドイツ語は140万人から150万人のドイツ系アルゼンチン人によって話されているが、180万人以上が話しているともいわれている。ドイツ語は今日のアルゼンチンで第3か第4に多くの人々に話されている言葉である。そのほかにも、調査によると、150万人がイタリア語を話し、100万人がシリア・レバノンのアラビア語を話している。ガリシア語、イディッシュ語、日本語なども話されているが、これらの言語は現在では話されることは少なくなってきている。パタゴニアのトレレウやガイマンといった町にはウェールズ語を話すコミュニティがある。近年のアジア系移民は中国語と韓国語をブエノスアイレスに持ち込んだ。
先住民言語はコリエンテス州、ミシオネス州でグアラニー語が話され、コリエンテス州では公用語となっている。ケチュア語は北西部のサンティアゴ・デル・エステロ州で話され、アイマラ語はボリビアからの移民のコミュニティなどで話されている。パタゴニアではマプーチェ語などが話されている。
英語、ブラジル・ポルトガル語、フランス語はあまり大きな存在感を持たない。英語は学校教育で教えられ、ポルトガル語とフランス語が後に続く。

### 婚姻
婚姻の際には夫婦別姓であるが、女性は、自己の姓の後に「de+夫の姓」を追加することができる。
2010年から、同性同士の結婚（同性結婚）が認められるようになった。

### 宗教

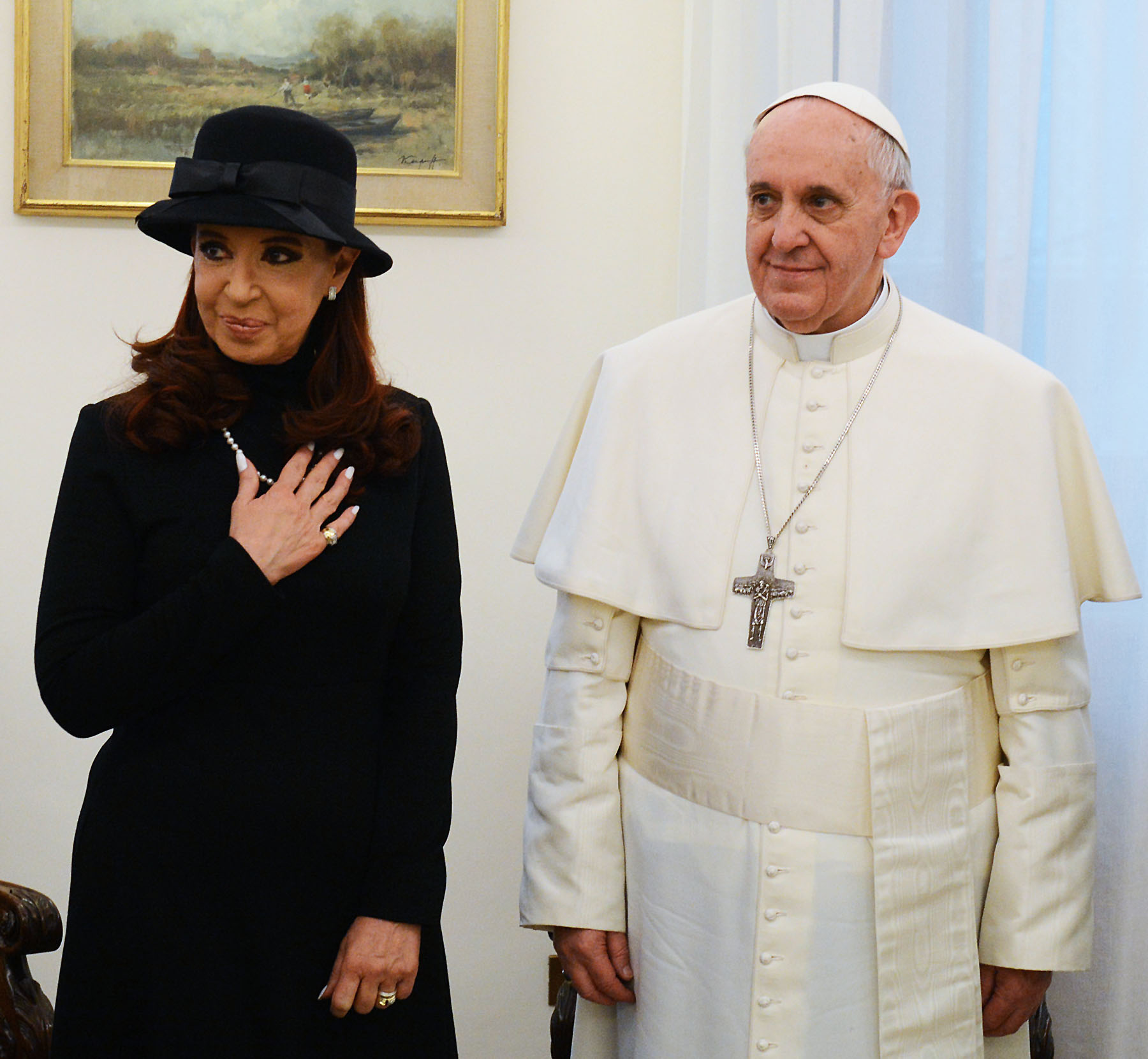
266代ローマ教皇フランシスコ（右）とキルチネル大統領（左）。アルゼンチンは新大陸でローマ教皇を出した最初の国となった

国民の多数の93%がカトリック教徒だと申告しているが、教会はより正確には70%ぐらいだと見積もっている。現行憲法第二条によると、アルゼンチン共和国はカトリックを保護すべきであるとなっているが、これはアルゼンチンの国教がカトリックであるということではなく、圧倒的に信徒数が多いカトリックに国家の優先権があることを認めるのみとなっている。2013年に行われたコンクラーベでは、アルゼンチン人のブエノスアイレス大司教ホルヘ・マリオ・ベルゴリオ枢機卿がローマ教皇に選出されて第266代教皇フランシスコとなり、アルゼンチンが初のアメリカ大陸出身のローマ教皇を出した国となった。アルゼンチンでは、日曜日に、必ずミサに出向くことが習慣となっており、結婚式なども教会で行うしきたりになっている。
公務員は必ずしもカトリックを信仰しなければならないわけではないが、大統領はキリスト教徒しかなれない法律がある。この法律により、アラブ系だったカルロス・メネムはイスラーム教を棄教しなければならなかった。
1980年代からプロテスタントの福音派が足場を築き、現在総人口の約10%の330万人が信者である。
33万人以上がキリスト教系新宗教の末日聖徒イエス・キリスト教会（モルモン教）に所属しており、アルゼンチンは世界で7番目に末日聖徒イエス・キリスト教会の信者が多い国となっている。
ラテンアメリカでもっとも多いユダヤ人人口を抱え、人口の約2%がユダヤ人である。
イスラーム教徒は総人口の1.5%を占め、50万人から80万人がいると推測されている（93%はスンナ派）。現在アルゼンチンはラテンアメリカでもっともモスクの多い国のひとつとなっている。
おおよそ12%が無宗教、もしくは世俗派とみなされている。

### 教育

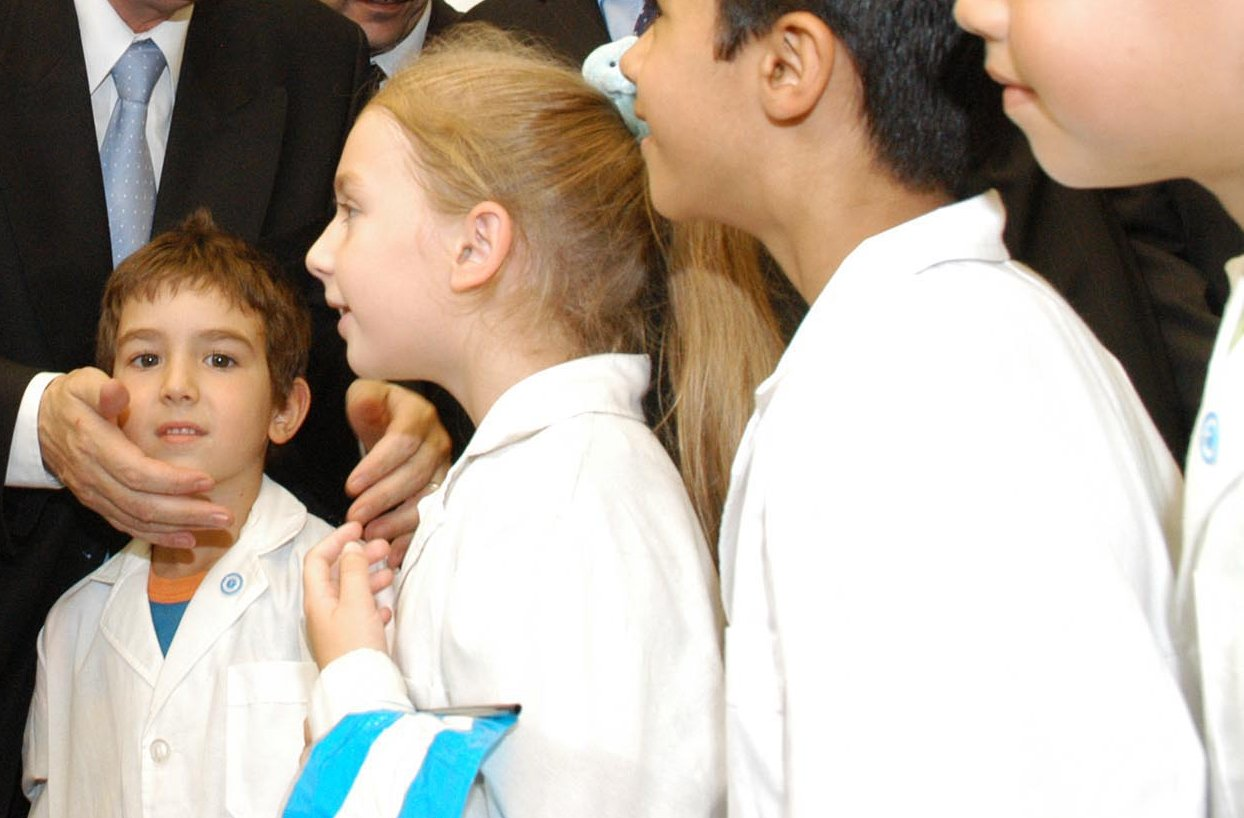
街のいたるところで見られる子どもたちの白い制服は、アルゼンチンの学校教育の象徴である

独立後、自由主義者が勝利した1860年代以降のアルゼンチンはドミンゴ・ファウスティーノ・サルミエント政権のもとで、ほかのラテンアメリカ諸国とは対照的に公教育の整備に力を注いだ。2001年のセンサスでは、15歳以上の国民の識字率は97.2%に達している。これはウルグアイやキューバ、チリとともにラテンアメリカでもっとも高い水準である。ただし、近年は機能的非識字の増加が問題となっている。
幼稚園から初等教育が始まり、5歳から14歳までの10年間の無償の初等教育・前期中等教育が義務教育期間となり、その後3年間の後期中等教育を経て高等教育への道が開ける。初等、中等教育の問題としては落第率の高さや、待遇の劣悪さから起きる教員のストライキと予算不足からくる十分な授業日数確保の不備、学級崩壊などが挙げられる。
2005年現在で、アルゼンチンには41校の国公立の大学と48校の私立大学があり、代表的な高等教育機関としてはブエノスアイレス大学（1821年）、コルドバ大学（1613年）、ラ・プラタ大学（1905年）、国立工科大学（1959年）、ロサリオ大学（1968年）、教皇庁立アルゼンチンカトリック大学（1958年）、トルクァト・ディ・テラ大学（1991年）などが挙げられる。国公立の大学はアルフォンシン政権時に入試を廃止したため、学生数の増加による過密や、非効率な制度による学校運営の混乱が大きな問題となっている。大学進学率はチリと並び南米としてはきわめて高率である。

### 保健
アルゼンチンには5,012の病院が存在しており、その内の70%が私立病院で占められており、残りの30%は公立病院となっている。

## 社会

### 移民
19世紀半ばの国家の西欧化＝白人化を望んだ自由主義者が勝利し、1853年憲法の第25条や、1876年の移民法の制定によってヨーロッパ移民が大量導入されると、次第に都市からは黒人が、パンパからはインディヘナやガウチョが姿を消し、以降アルゼンチンは白人国家であることを誇り、アイデンティティにするようになった。
20世紀に入ってからマイノリティが特にブエノスアイレスで目立たない存在になると、自らをヨーロッパになぞらえて、（ヨーロッパから見れば）「文化のない」アメリカ合衆国や、人種的優越感やラテンアメリカ一の経済大国であったことによる自信により、ラテンアメリカ諸国を見下す傾向と、ラテンアメリカとの連帯よりもヨーロッパとのつながりを重視する傾向があり、折からのアルゼンチンの経済的な発展への羨望とあいまって、同国がラテンアメリカ諸国から嫌われる大きな原因となった。
純粋な南欧系と比較すると小柄で、風貌も若干異なる人が少なくないことから、先住民系の血も少なからず受け継がれていることがわかるが、それでも現在のところアルゼンチン人の主要意識は白人国家、南米のヨーロッパであることに変わりはない。ただし、マルビナス戦争でヨーロッパ（EC）と敵対し、反対にラテンアメリカ諸国の支援を受けたことから、状況は多少変わってきている。
1837年の世代や1880年の世代に代表される19世紀の自由主義者はアングロ・サクソン移民を多く招いてアルゼンチンを非ラテン化したかったようだが、現実的に1871年から1913年までに定着した317万人のヨーロッパ移民としてはイタリア人（イタリア系アルゼンチン人）、スペイン人が特に多かった。その他にはフランス人、ロシア人、ドイツ人、オーストリア人、イングランド人、ウェールズ人、クロアチア人、ポーランド人、ポルトガル人、スイス人、ベルギー人、アイルランド人などが続き、ロシア系はほとんどがアシュケナジムだった。そのほかにはレバノン、シリアから移民したアラブ人（アラブ系アルゼンチン人）やブラジルなどから再移住した日本人（日系アルゼンチン人）、スペイン内戦の共和派の亡命者や、第二次大戦前にナチスに追われて逃げてきたドイツからのユダヤ人、そして戦後ナチスの残党として亡命してきたドイツ人などがいる。

### アルゼンチン人移民
20世紀半ばまでは移民受け入れ国だったアルゼンチンも、20世紀中盤以降の社会、経済、政治の混乱により、多くのアルゼンチン人が祖国を離れて海外に移住した。特に国連ラテンアメリカ委員会の報告によると、アルゼンチンからの海外移住者の1,000人のうち191人が大学卒業者であるなど、留学生がそのまま海外移民になってしまうことや、大学卒業者に見合った職業の不足などを原因とした、高学歴者の移民による社会の空洞化が懸念されている。アルゼンチンからの移民先はおもにスペイン、アメリカ合衆国、カナダ、ブラジル、ポルトガル、オーストラリアなどである。

### マイノリティ

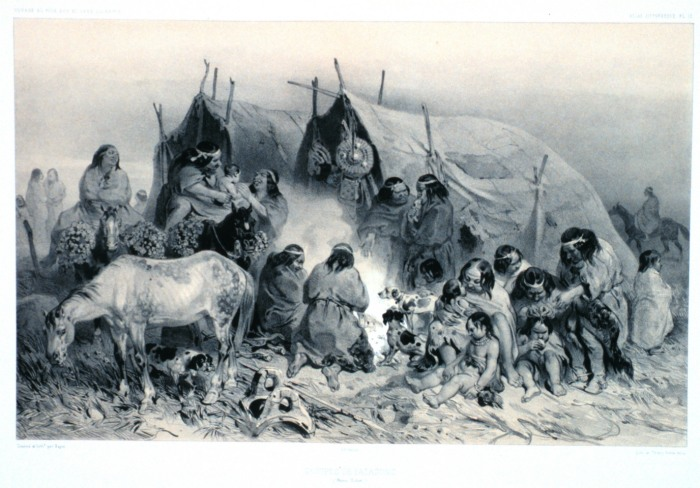
テウエルチェ人の一群 （1832年）

おもなマイノリティとしてパラグアイ、ボリビア、ペルーなどから出稼ぎにきた移民がいるほか、メスティーソ、ユダヤ人、アフリカ系アルゼンチン人、アジア系アルゼンチン人がおり、先住民としてアンデスにケチュア人とアイマラ人、パタゴニアにマプーチェ人やテウエルチェ人などがいる。19世紀後半までネグロ川北部に20万人ほどいたパンパの狩猟遊牧インディヘナは、1878年に開始されたフリオ・アルヘンティーノ・ロカ将軍の砂漠の征服作戦により2万人にまで減少し、以後パンパからはほとんどいなくなった。現在のインディヘナの総人口は42万人になっている。
アラブ系のコミュニティもあり、コミュニティからはカルロス・メネム大統領を出している。大部分のアラブ系アルゼンチン人はカトリック教会か正教、東方典礼カトリック教会などを信仰している。アジア系アルゼンチン人は日系、中国系、韓国系、ベトナム系などを合わせて13万人を超える。
ユダヤ人はヨーロッパからのアシュケナジムがほとんどだが、シリアからのセファルディムも15 - 20%ほどいる（詳細はユダヤ系アルゼンチン人を参照）。経済的にユダヤ系の力が強いため、アルゼンチン社会、特に軍部の反ユダヤ主義は根強く、軍事政権下では「汚い戦争」の中で、ユダヤ人がイスラエルの兵器で弾圧されるという矛盾も起きた。アルゼンチンへのユダヤ人移民は、モーリス・ヒルシュ男爵の基金がスポンサーであった。

### 不法移民
アルゼンチンの不法移民は大多数が国境を接するボリビア、パラグアイから来ており、少数はペルー、エクアドル、ルーマニアなどからもやってきている。アルゼンチン政府はこうした不法移民の数を75万人と見積もっている。

## 治安
嘗ては他の中南米諸国に比べて教育・生活水準が高く、比較的治安の良い国との評価を受けて来ていたが、近年は国内の経済・財政状況の悪化により、貧困層が増加の一途を辿る傾向を強めていて、首都ブエノスアイレスを中心に強盗、窃盗等の犯罪が発生している。同市は夜間に外出すると危険な区域が存在しており、スリやひったくりなどの街頭犯罪をはじめ観光客を狙った犯罪が多発している問題点が目立つ。
また、傍らで銃器類が大量に出回っており、銃器を使用した凶悪犯罪も発生している点から十分な注意が必要とされている。
特にブエノスアイレス及び周辺都市には、「ビジャ」と呼ばれるスラム街が点在しており、「ビジャ」内部や周辺では、銃器を用いた殺人や強盗などの凶悪犯罪事件が多発していることから、日本外務省は「絶対に近付かないでください」と注意している。
更に麻薬組織による抗争が後を絶たず、サンタフェ州ロサリオ市では、麻薬組織間抗争が激化していることから、銃撃による死傷者が多発しており、麻薬組織関係者のみならず一般市民についても、抗争に巻き込まれて流れ弾により死傷する事件が発生している現状が続く。

### 法執行機関

#### 警察
アルゼンチン連邦警察が国土全域を管轄している。

## マスコミ

### 出版

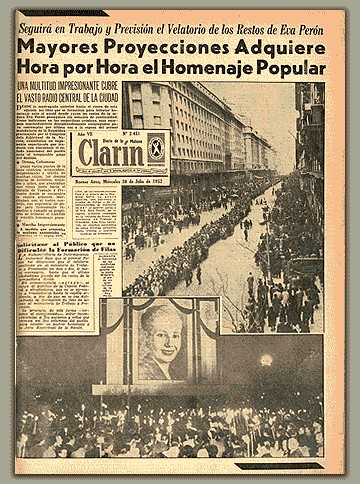
クラリン紙に報じられたエバ・ペロン大統領夫人の葬儀の様子。今日クラリンはスペイン語圏でもっとも多く流通している新聞となっている

アルゼンチンの印刷メディアは高度に発達し、独立している。200以上の新聞が存在し、地元の町や地域に影響を与えている。最主要紙はブエノスアイレスの中道紙「クラリン」であり、スペイン語圏でもっとも流通している新聞のうちのひとつとなっている。そのほかの新聞としては1870年創設の「ラ・ナシオン」（中道右派）、Página/12 （左派）、アンビト・フィナンシエロ （保守ビジネス紙）, ドイツ語新聞のArgentinisches Tageblatt 、スペイン語とフランス語で発行されるLe Monde Diplomatique、クロニカ （ポピュリズム）。地方紙として重要なのは「ラ・カピタル」（ロサリオ）、「ロス・アンデス」（メンドーサ）、「内陸部の声」（コルドバ）、「エル・トリブノ」（サルタ）など。ブエノス・アイレス・ヘラルドは主要日刊英字新聞である。
アルゼンチンの出版業はスペイン・メキシコといったスペイン語圏の主要国の出版業とともにある。アルゼンチンには、エル・アテネオやジェニーといった、独立し、豊富な在庫を抱えたラテンアメリカ最大級の書店のチェーンがある。英語やその他の言語による書籍も多く流通している。雑多な趣味の領域をカバーした100を超える雑誌が出版され、書店や街頭のキオスクで販売されている。

### ラジオとテレビ

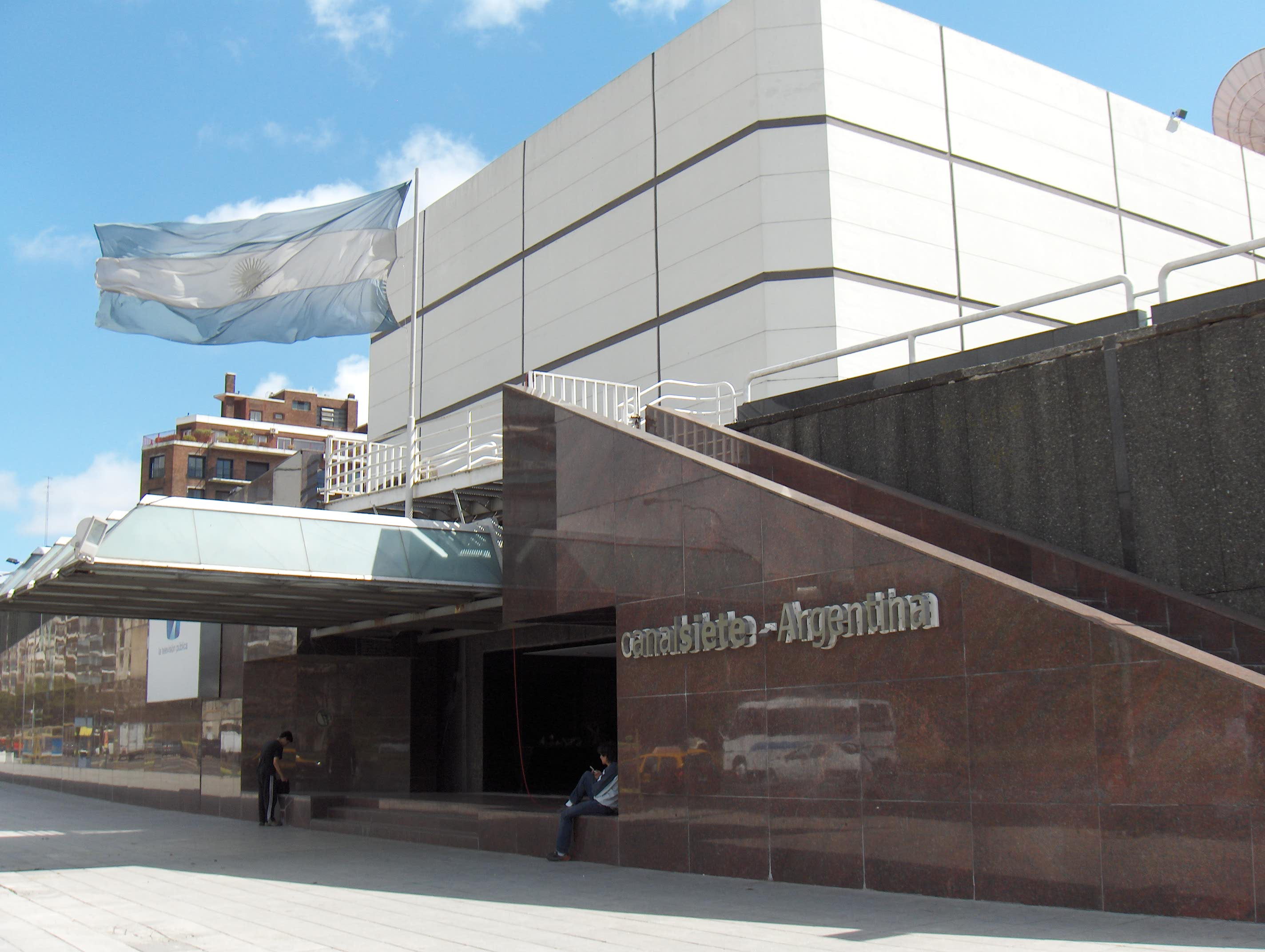
ブエノスアイレスの公共放送局カナル7。アルゼンチンのテレビ放映開始は1951年で、ラテンアメリカ初だった

アルゼンチンはラジオ放送を始めた国家のパイオニアだった。1920年8月27日、Sociedad Radio Argentinaは「われわれは今、ブエノスアイレスの下町のコリセオ劇場からのリヒャルト・ワーグナーのパルジファルオペラの実演をあなたの家に送っています」と発表した。もっとも市内の20家庭しかラジオ受信機を所持していなかった。世界初の放送局はそのときからRadio Culturaが放送されるようになる1922年まで、アルゼンチン唯一のラジオ局だった。その後、1925年までに12局がブエノスアイレスに、10局がそのほかの都市に開設された。1930年代はバラエティ、ニュース、ソープオペラ、スポーツなどアルゼンチンのラジオにとって「黄金時代」だった。
現在アルゼンチンでは1,500以上のラジオ局が認可されている。260局がAM局であり、1150局がFM局である。 ラジオはアルゼンチンでは重要なメディアとなっている。音楽と若者文化番組がFM放送を支配しており、ニュース・討論・スポーツはAM放送の内容として第一に来る。ラジオはいまだに情報、エンターテインメント、さらに最遠隔地のコミュニティーにおける人命救助にさえ重要なサービスとして役立っている。
アルゼンチンのテレビ業界は大きく多様であり、ラテンアメリカで広く見られていると同時に世界中で見ることができる。多くのローカル番組が他国で放送され、そのほかは外国人のプロデューサーが市場で権利を買っている。アルゼンチンには5つの主要ネットワークがある。すべての地方主要都市と大都市には、少なくとも1つの地方局がある。アルゼンチンでは北アメリカとほぼ同じぐらいのパーセンテージでケーブルテレビと衛星放送が浸透している。ケーブルネットワークはアルゼンチンとほかのスペイン語圏からもたらされ、ウルティマ・サテリタル、TyCスポーツ、スペイン語Foxスポーツ（合衆国、メキシコも同様）、MTVアルヘンティーナ、コスモポリタンTV、およびニュースネットワークのトド・ノティシアスなどがある。

## 文化

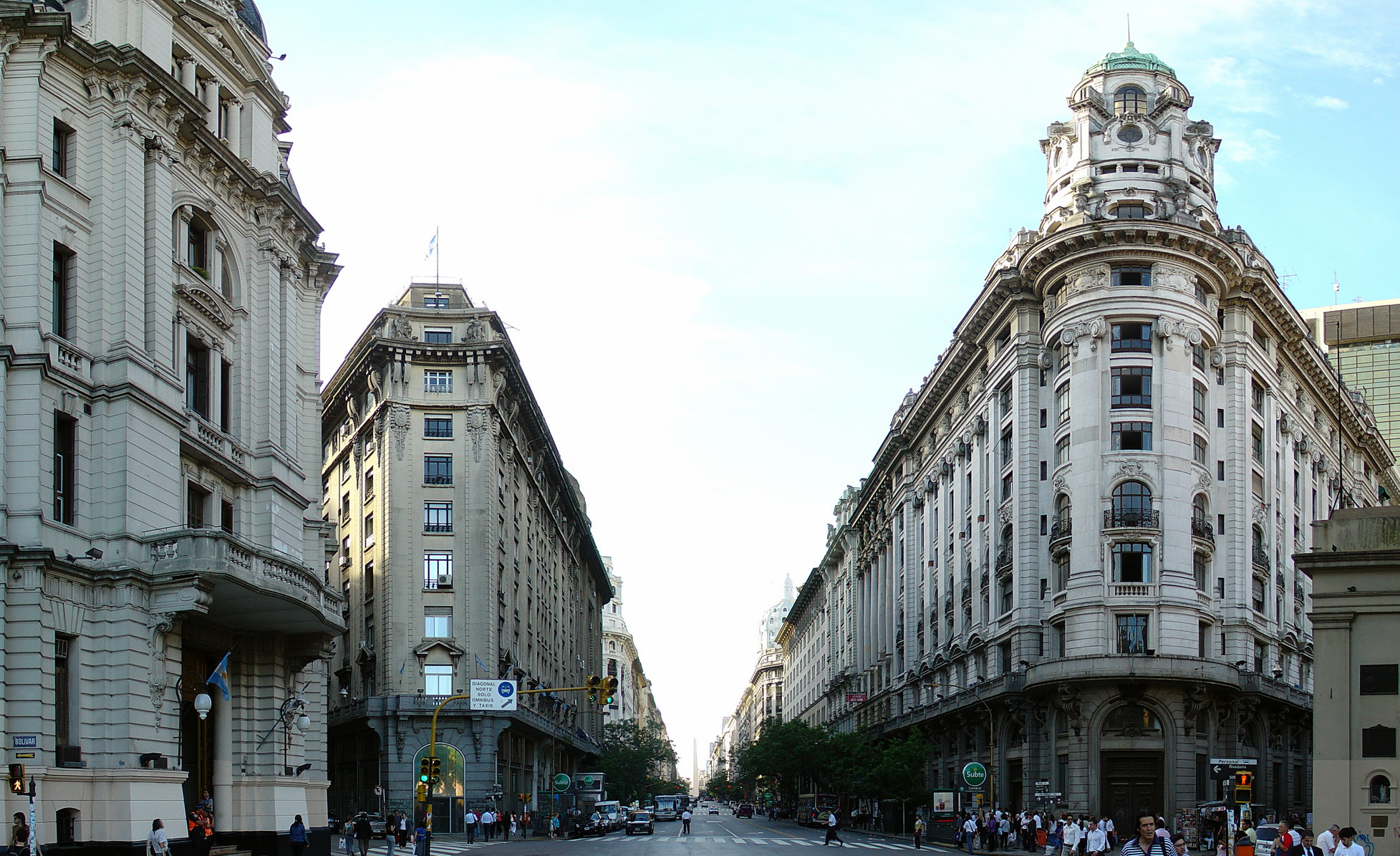
ブエノスアイレスは南米でもっともヨーロッパ的な都市である

アルゼンチンの文化は、まず第一に多くのアルゼンチン人のルーツであるヨーロッパから導入され、ヨーロッパから大きな影響を受けている。ブエノスアイレスはヨーロッパの家系に連なる人々と、ヨーロッパのスタイルを模倣した建造物によって構成された結果として、しばしば南米でもっともヨーロッパ的な都市だといわれてきた。もうひとつの大きな影響はガウチョやインカ帝国の文化に代表される、パンパや北西部のアンデスでの伝統的な田園生活によるものである。最終的にインディヘナの伝統的な文化（マテ茶の回し飲みなど）はこの文化的領域に吸収された。
この2つのアルゼンチンは互いに相克しながらアルゼンチンの文化を形成してきた。どちらが真のアルゼンチンであるかというものではなく、どちらも本質的に異なる2つのアルゼンチンの精神を表しているものである。

### 食文化

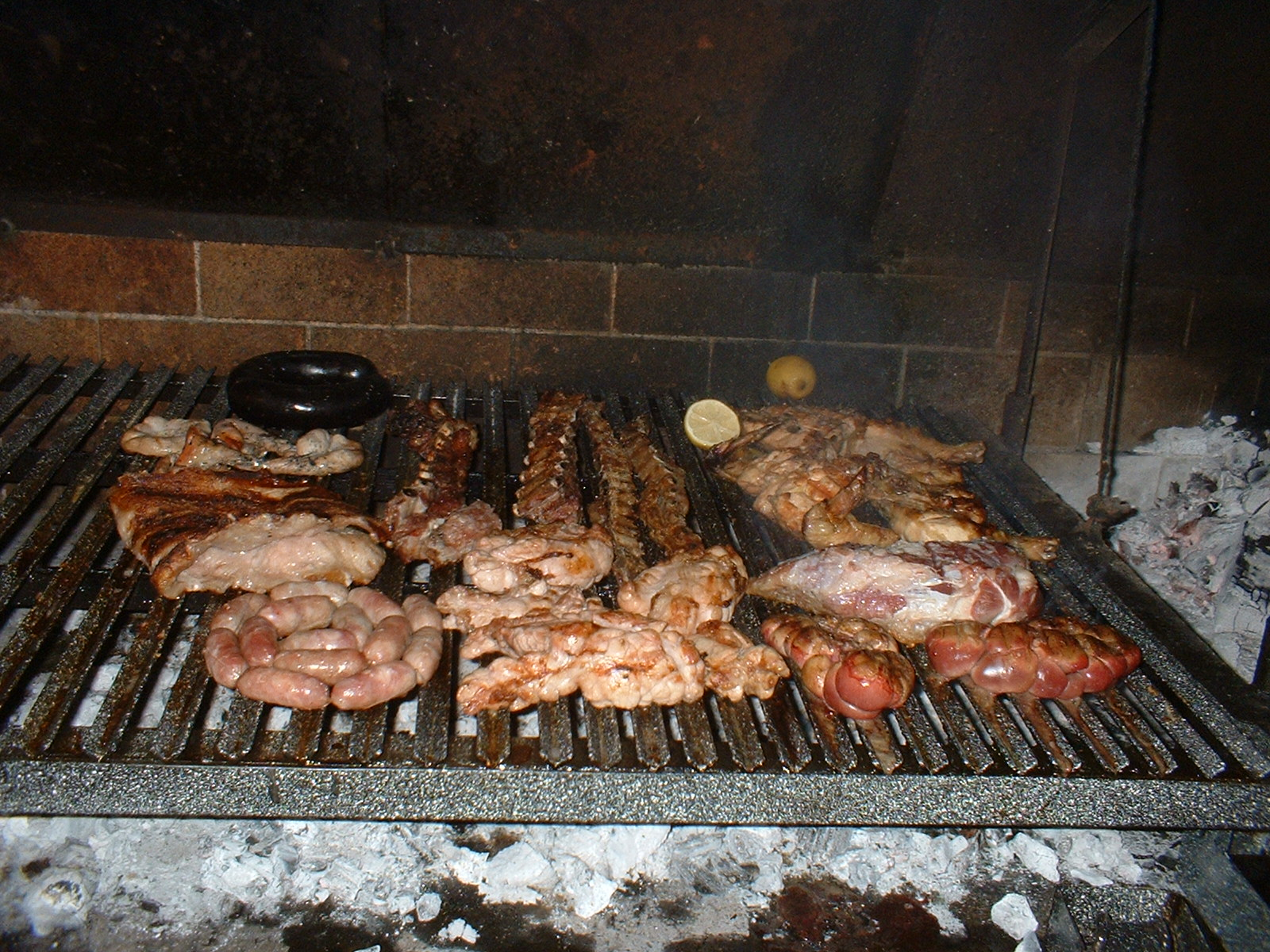
アサード

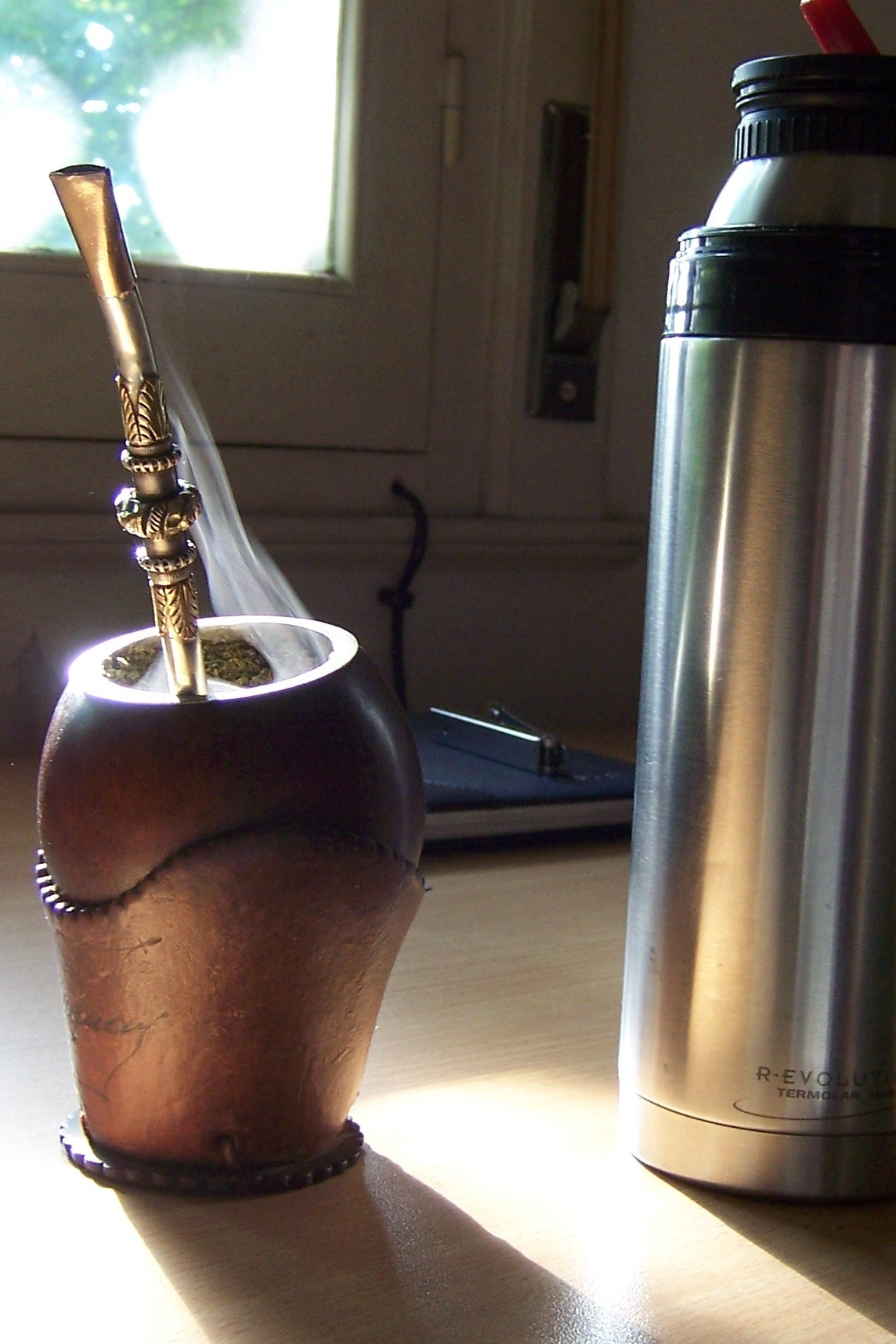
マテ茶

あまり日本では知られていないが、冷凍船の発明・普及とともに世界的な大畜産国として発展の基礎を築いただけあって、肉料理などを中心に充実した食文化の歴史がある。その一例として、多くのイタリア移民が持ち込んだパスタ類や、ドゥルセ・デ・レチェなどの菓子類などもバラエティに富んでいる。ブエノスアイレスと他地域とを問わずエンパナーダも広く食べられている。魚は、大きなスーパーや中国人街以外ではメルルーサ（タラ）かサケくらいしか売っていないが、イグアスの滝に近い北部の亜熱帯地方ではスルビ（ナマズの一種）、クージョのアンデス山脈付近ではトゥルーチャ（マス）など、川魚を食べる地方もある。
アルゼンチンの主菜である肉料理は実に多彩であり、特にアサード、ビフェ・デ・チョリソ（サーロインステーキ）、チョリソや臓物も含んだ焼肉の盛り合わせであるパリージャ（Parrilla）が有名である。
アルゼンチンは世界有数のワイン生産国である一方、ほとんどを国内消費するため海外にはあまり知られていない。アルゼンチンには肉料理が多いことから、それと相性がよいとされる赤ワインが特に多く、品質も優れている。アルゼンチンのワインの6割がメンドーサで生産され、残りのほとんどがカファヤテ（Kafajatė）で生産される。ヨーロッパではほとんどブレンドにしか用いないマルベック（Malbec）という品種は、アルゼンチンでもっとも味がいいとされている。近隣諸国と同様にグアラニー人由来のマテ茶を飲む習慣もある。食後に飲むマテ茶は、モチノキ科の常緑樹ゼルバマテという木をすりつぶして粉にし、専用の容器(マテ)に入れてお湯を加え、ストローで飲む。アルゼンチンでは砂糖を入れて飲むことが多いという。
ファストフードとしては、チョリソをパンに挟んだチョリパンという料理があり、チミチュリや野菜などのトッピングもなされる。アルゼンチンのソウルフードとも評される。

### 文学

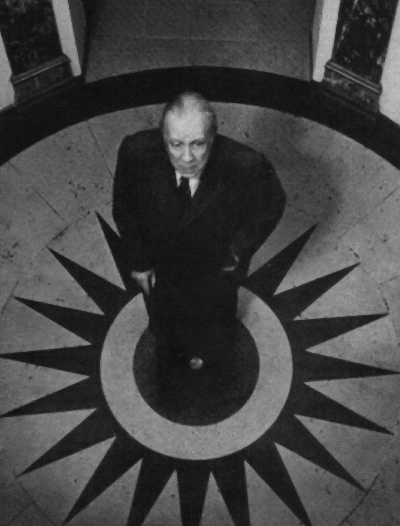
ホルヘ・ルイス・ボルヘス

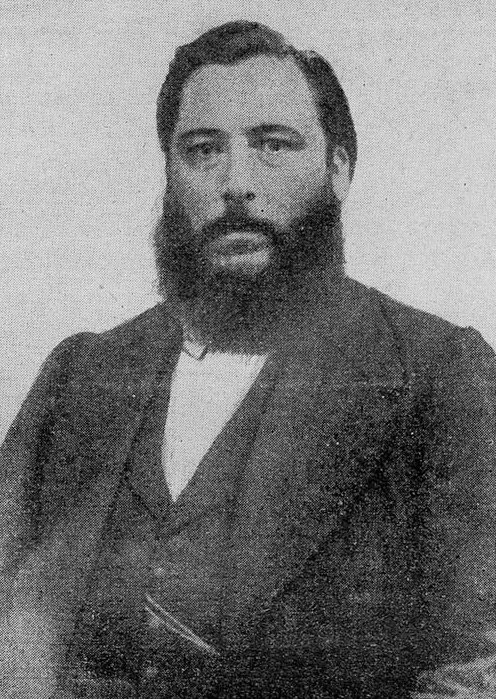
『マルティン・フィエロ』（1874）の作者、ホセ・エルナンデス

アルゼンチン文学は1850年代からラテンアメリカ文学のリーダーであった。国家形成の時代の連邦派と統一派の争いが、当時のアルゼンチン文学のロマン主義文学のトーンを印象付けた。アルゼンチンにロマン主義を導入した自由主義者のエステバン・エチェベリーアの『エル・マタデーロ』（1840）ではロサスの圧政を寓意的に描き、同じく欧化主義者のドミンゴ・ファウスティーノ・サルミエントによって亡命先で著された『ファクンド』（1845）は、統一派の視点でラ・リオハ州の連邦派カウディージョ、フアン・ファクンド・キロガを野蛮の象徴として描き、ガウチョやインディオは近代化のための巨大な障害物と見なされた。それに対してガウチョ文学の傑作となったホセ・エルナンデスの叙事詩『マルティン・フィエロ』（1874）は、連邦派の視点でガウチョをアルゼンチンの精神を体現する象徴として描き、現在後者の『マルティン・フィエロ』はアルゼンチンの聖書と呼ばれ、国民文学の基礎だと位置づけられている。
その他にもフアン・バウティスタ・アルベルディ、ロベルト・アルルト、エンリケ・バンチス、アドルフォ・ビオイ・カサレス、エウヘニオ・カンバセレス、レオポルド・ルゴネス、エドゥアルド・マジェーア、エセキエル・マルティネス・エストラーダ、トマス・エロイ・マルティネス、ビクトリア・オカンポ、エルネスト・サバト、オスバルド・ソリアーノ、アルフォンシナ・ストルニ、マリア・エレーナ・ワルシュ、ホルヘ・ルイス・ボルヘス、フリオ・コルタサル、マヌエル・プイグのように、アルゼンチンは国際的に特筆される作家、詩人、知識人を生み出している。 キノ（ホアキン・サルバドール・ラバード）は世界中で多くの読者を楽しませている。文学においてもブエノスアイレスかそれ以外かという対立は、のちのモデルニスモ文学や20世紀の文学においても続いた。
正統な文学者ではないが、キューバ革命の指導者の1人であり、ラテンアメリカにおける社会主義理論家として知られ、文学でも『モーターサイクル・ダイアリーズ』や、革命中のゲリラ戦の経験をまとめた『ゲリラ戦争』（1961）、『ゲバラ日記』（1968）などを残し、キューバの閣僚を務めたこともあるエルネスト・チェ・ゲバラもアルゼンチン出身の文筆家として名高い。

### 音楽

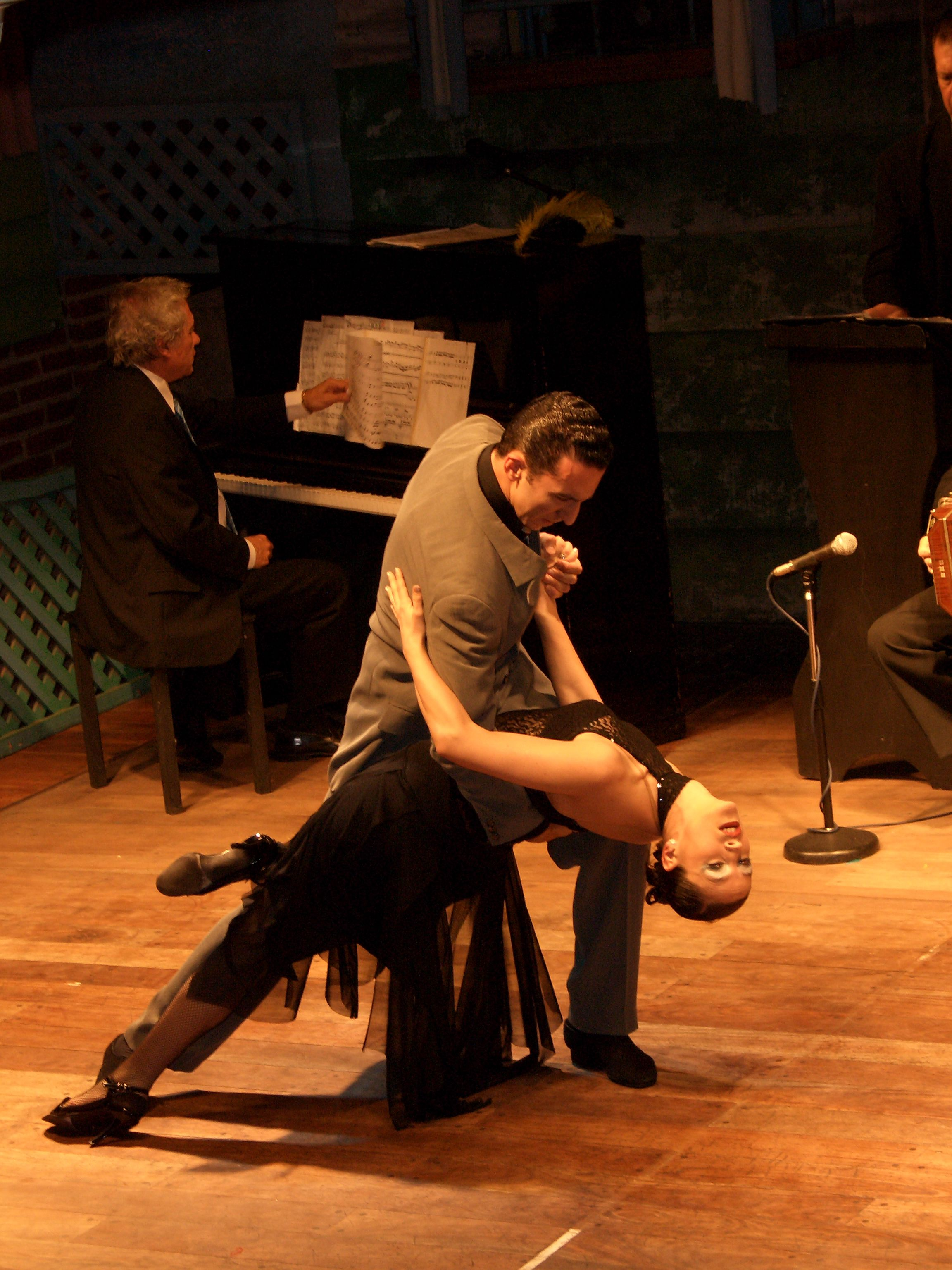
タンゴ

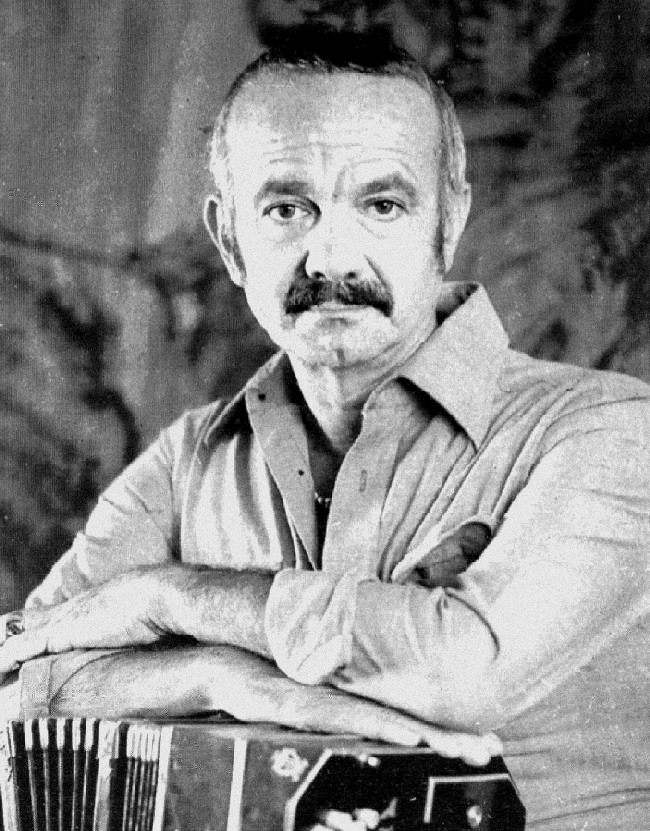
アストル・ピアソラ

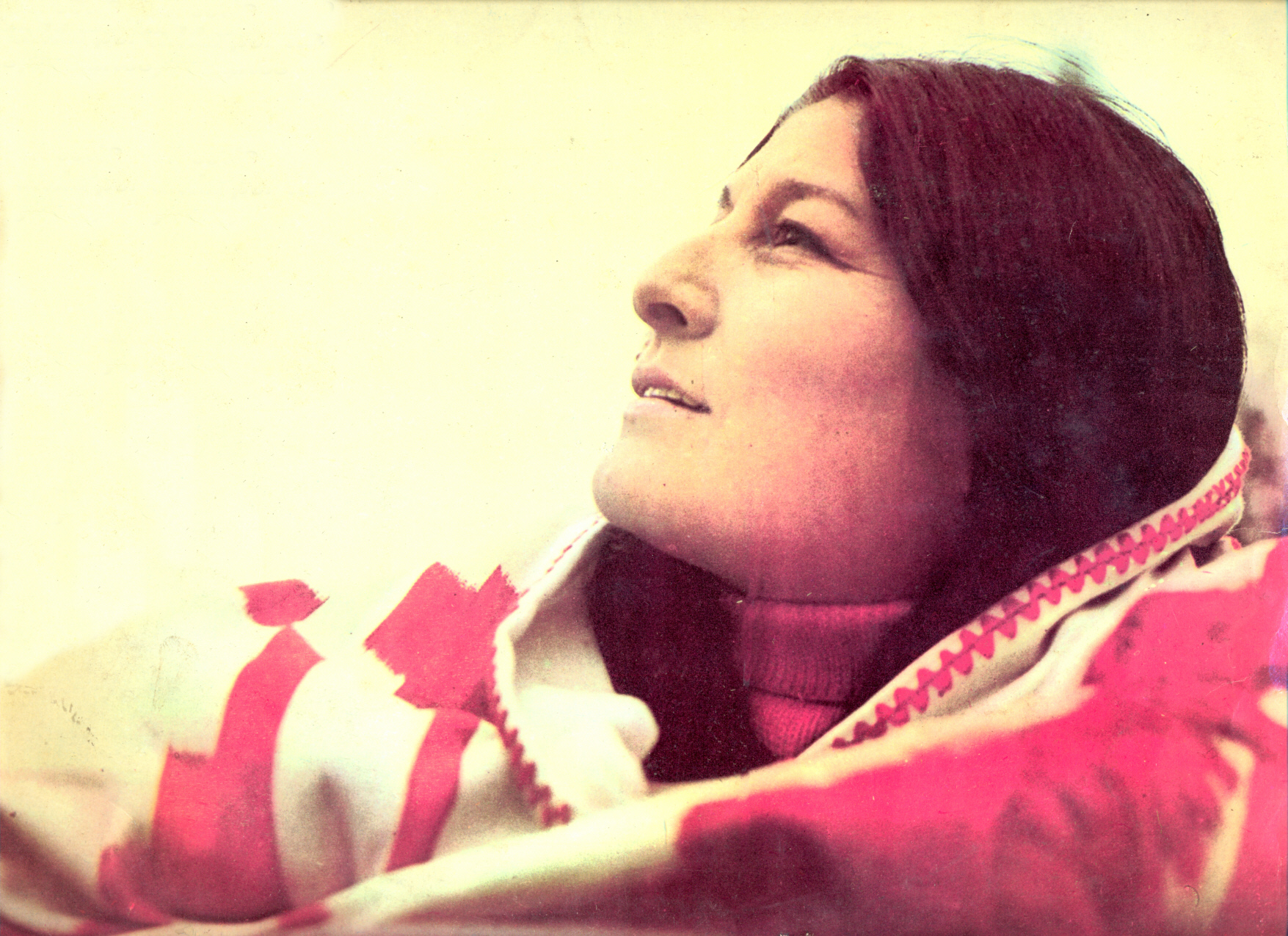
メルセデス・ソーサ

アルゼンチンはブラジル、コロンビアとともに南米の音楽大国の一角を占める。
世界的にウルグアイのモンテビデオとともに、ブエノスアイレス、特にラ・ボカとサン・テルモはタンゴ・リオプラテンセ（ラ・プラタ川風タンゴ。日本に限らず世界ではアルゼンチン・タンゴと呼ばれることが多い）の中心として知られるが、1850年代からカンドンベを下敷きにして、ハバネラ、ミロンガなどの影響を受けてボカで育ったこのリズムは、1920年代以降、カルロス・ガルデルのフランス公演が大成功するとヨーロッパでも大流行し、コンチネンタル・タンゴにもなった。1930年代の最盛期を過ぎるとこの流行は長くは続かずに1950年代ごろには下火になり、その後タンゴはアルゼンチンでも衰退をたどるが、アストル・ピアソラの登場により持ち直した。
このように、アルゼンチンといえばブエノスアイレスのヨーロッパ風のイメージとともに、まず第一にタンゴが連想されるが、しかしタンゴはやはりラ・プラタ川流域の音楽であり、内陸部ではサンバ、パジャドール、チャカレーラ、チャマメ、カルナバリート（実質ワイニョ）などのさまざまなフォルクローレ（民謡）が存在する。こうしたフォルクローレはいくつか隣国のウルグアイとも共通しており、タンゴの元になった黒人音楽カンドンベも、もともとはアルゼンチン・ウルグアイに共通する音楽だったが、アルゼンチンでの黒人人口の減少とともにアルゼンチンでは廃れていき、現在カンドンベはウルグアイの国民音楽になっている。
アンデスのフォルクローレの代表曲である花祭り （ウマウアカの男）はウマウアカのカルナバルを歌ったものだが、特にアンデス地方のフォルクローレではアルゼンチンのものが日本にもっとも早く紹介されたこともあり、世界の人々にとってフォルクローレと言えば本場のボリビアと並んでアルゼンチンのものが連想される要因ともなっている。アルゼンチンでの海外の声の代表を自認したアタウアルパ・ユパンキや、メルセデス・ソーサ、ウニャ・ラモスらは世界的に有名であり、日本ではグラシェラ・スサーナも有名である。チャランゴ奏者のハイメ・トーレスのように伝統的なフォルクローレを展開する表現者以外にも、近年は新世代のミュージシャンが、欧米のシンガー・ソングライターやジャズ、エレクトロニカなどに影響を受けた新しいフォルクローレを続々と生み出している。代表的なアーティストは、リリアナ・エレーロ、アカ・セカ・トリオ、マリアナ・バラフ、カルロス・アギーレなど。日本でも徐々に注目されており、『オーガニック・ブエノスアイレス』というコンピレーション・アルバムも発表された。
そしてそれだけがこの国の音楽のすべてではなく、クラシックやジャズやポップスの分野でも、作曲家のアルベルト・ヒナステラ、ピアニストのマルタ・アルゲリッチ、ラロ・シフリンなど、時折注目すべき人物を輩出することもある。そのほかに特筆されるべき音楽家としては、扇情的なサクソフォーンとフリージャズを構成するガトー・バルビエリが存在する。
ポップスの分野では特にロックが盛んな国であり、国外にもアルゼンチン・ロックの愛好家は多い。1960年代の初頭にはアルゼンチン・ロックはウルグアイ勢の進出により、ブエノスアイレスの音楽シーンはロス・シェイカーズやロス・モッカーズなどのウルグアイのロックバンドの草刈り場となったが（ウルグアヤン・インベイジョン）、ウルグアイ人の攻勢が終わったあとも、ロス・ガトースなどのアルゼンチン人のロックバンドが主導的な役割を果たしながらも、ラ・プラタ川を越えて多くのウルグアイのミュージシャンがブエノスアイレスで活躍する状況は変わっていない。
2000年代に入ってからは、アルゼンチン音響派がまるでかつてのブラジルにおけるトロピカリズモ運動のような新たなムーブメントとなっている。ファナ・モリーナやサンティアゴ・バスケス、フェルナンド・カブサッキ、アレハンドロ・フラノフなどは日本でも人気を博しており、山本精一や勝井祐二など日本人ミュージシャンとの交流がある。クラブシーンにおいてはコロンビア生まれのクンビアがブエノスアイレス近郊で発達を遂げ、デジタル・クンビアが生まれた。
アルゼンチンが発祥となった音楽ではないが、2002年には日本のロックバンド・THE BOOMの「島唄」が俳優のアルフレッド・カセーロに日本語のままカバーされ大ヒットした。彼の歌う島唄はその年に開催された日韓ワールドカップのアルゼンチン代表の応援歌としても採用された。

### 美術

#### 絵画と彫刻

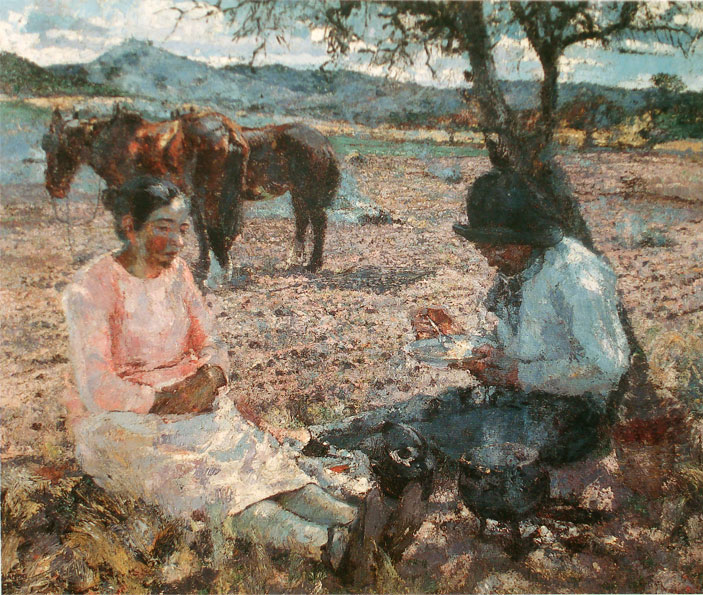
フェルナンド・フェデール画

ブエノスアイレスの都市的な様子とは対照的なもうひとつのアルゼンチンを描いた画家としては、初めて本格的にガウチョを描いたプリリディアーノ・プエイレドンや、アンデス地方の牧場や、ガウチョを題材に描いたフェルナンド・フェデールなどの名が挙げられる。三国同盟戦争などを題材にした歴史絵画ではホセ・イグナシオ・ガルメンディアや、カンディード・ロペス（素朴派）などの名が挙げられる。ロペス、アントニオ・ベルニ（Antonio Berni）、エミリオ・ペットルーティ（キュビスム）、フェデール、ギジェルモ・クイトカの作品は国際的に認知されている。そのほかにも「ボカ共和国」こと、ブエノスアイレスのラ・ボカ（La Boca、河口）地区出身のキンケラ・マルティンはラ・ボカ地区や労働者を描いた画家として名高い。
ルシオ・フォンタナとレオン・フェラーリは彫刻家かつコンセプチュアル・アーティストとして喝采された。シルエロ・カブラルは世界的に有名な幻想芸術家かつ彫刻家であり、エドゥアルド・マクリンティーレの幾何学的なデザインは1970年代以降の世界中の広告家に影響を与えた。

### 映画
世界初のアニメ映画は1917年に漫画家のキリーノ・クリスティアーニによってアルゼンチンで製作された。アルゼンチン映画は1930年代から1950年代にかけて黄金時代を迎え、映画産業はアルゼンチン映画初のスターとなり、タンゴの歌手でもある、リベルタ・ラマルケや、フローレン・デルベーネ、ティト・ルシアルド、ティタ・メレージョ、ロベルト・エスカラーダ、ウーゴ・デル・カリールのような俳優を輩出した。
その後も『ロス・インダドス』（1955）によりブラジルのネルソン・ペレイラ・ドス・サントスやキューバのフリオ・ガルシア・エスピノーサとともに新ラテンアメリカ映画運動の牽引者となったフェルナンド・ビッリや、アレハンドロ・アグリステ、エクトル・オリベラ、『スール/その先は……愛』（1988）のフェルナンド・E・ソラーナス、『ブエノスアイレスの夜』（2001）ではロック歌手であるフィト・パエスが映画監督としても活躍しており、国内ではラ・プラタ市とマル・デル・プラタで例年映画祭が開催されている。

### 建築
アルゼンチンにおける建築文化は、スペインの植民地化に伴う形で始まった。現在もコルドバ、サルタ、メンドーサ、ブエノスアイレスのような発展した都市は、都市自体の成長にも拘らず、歴史的な建築物（植民地時代の建築物）の殆どを保存している。

### 世界遺産
アルゼンチン国内には、ユネスコの世界遺産リストに登録された文化遺産が5件、自然遺産が4件存在する。

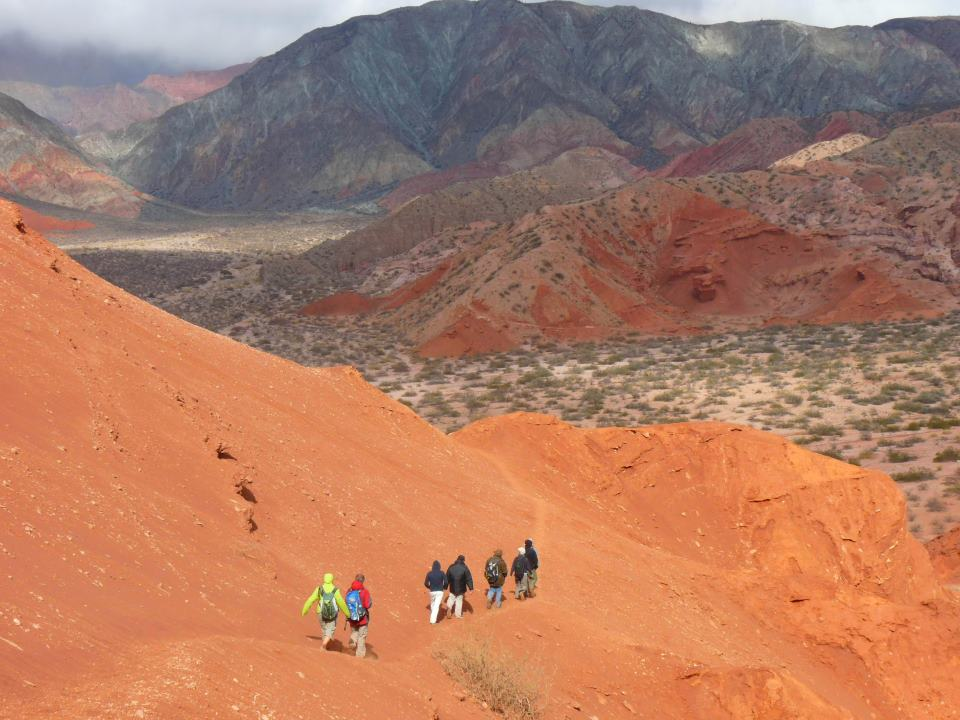
アンデスの道路網カパック・ニャン（2014年、文化遺産）
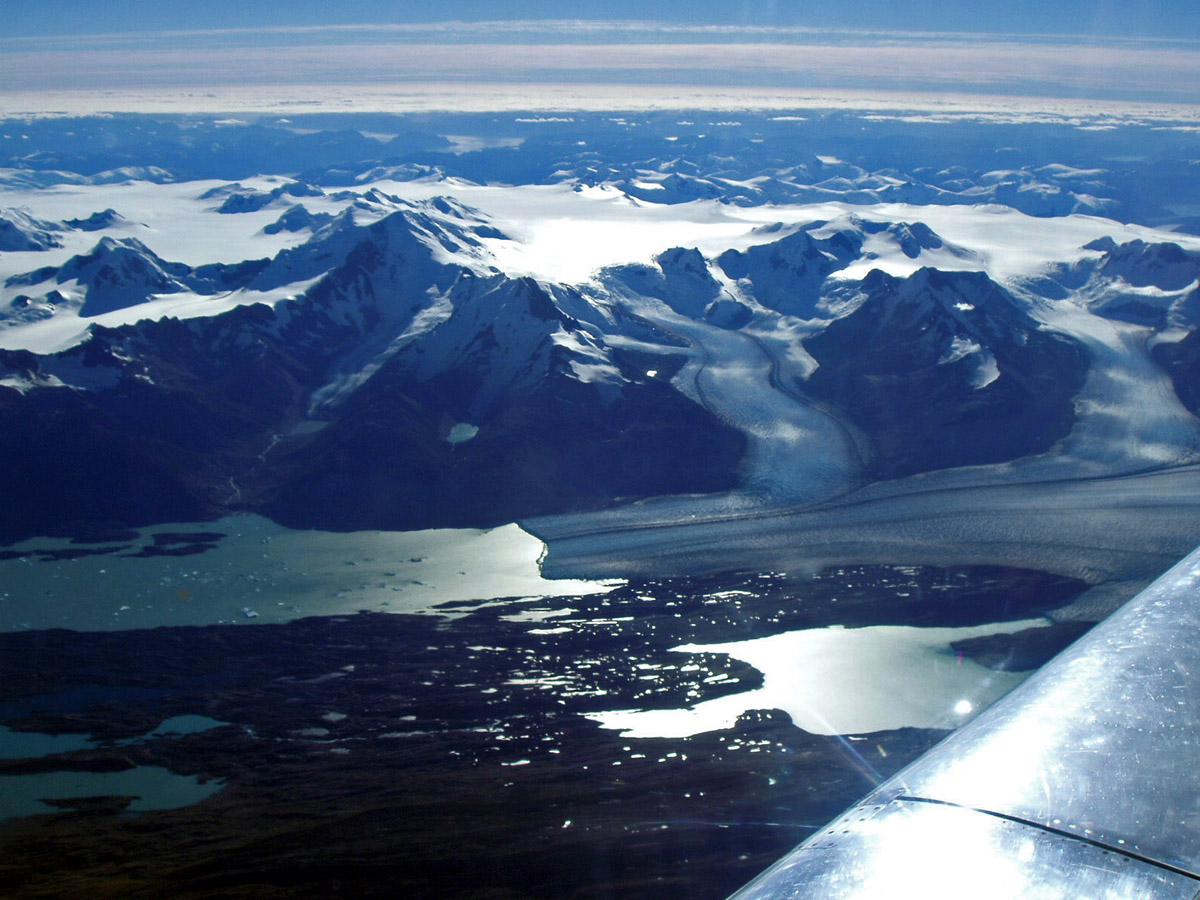
ロス・グラシアレスの国立公園（1981年、自然遺産）
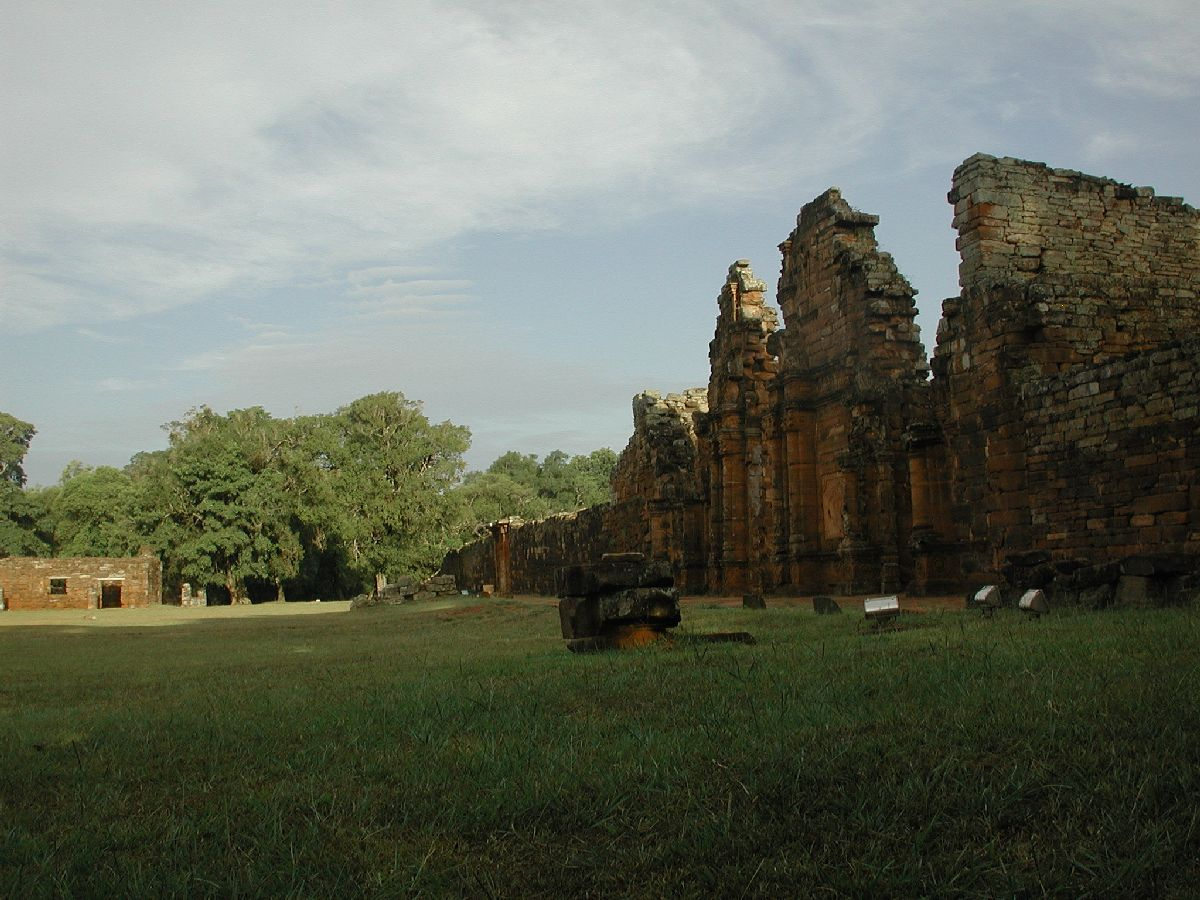
サン・イグナシオ・ミニのイエズス会伝道所（1983年/1984年、文化遺産）
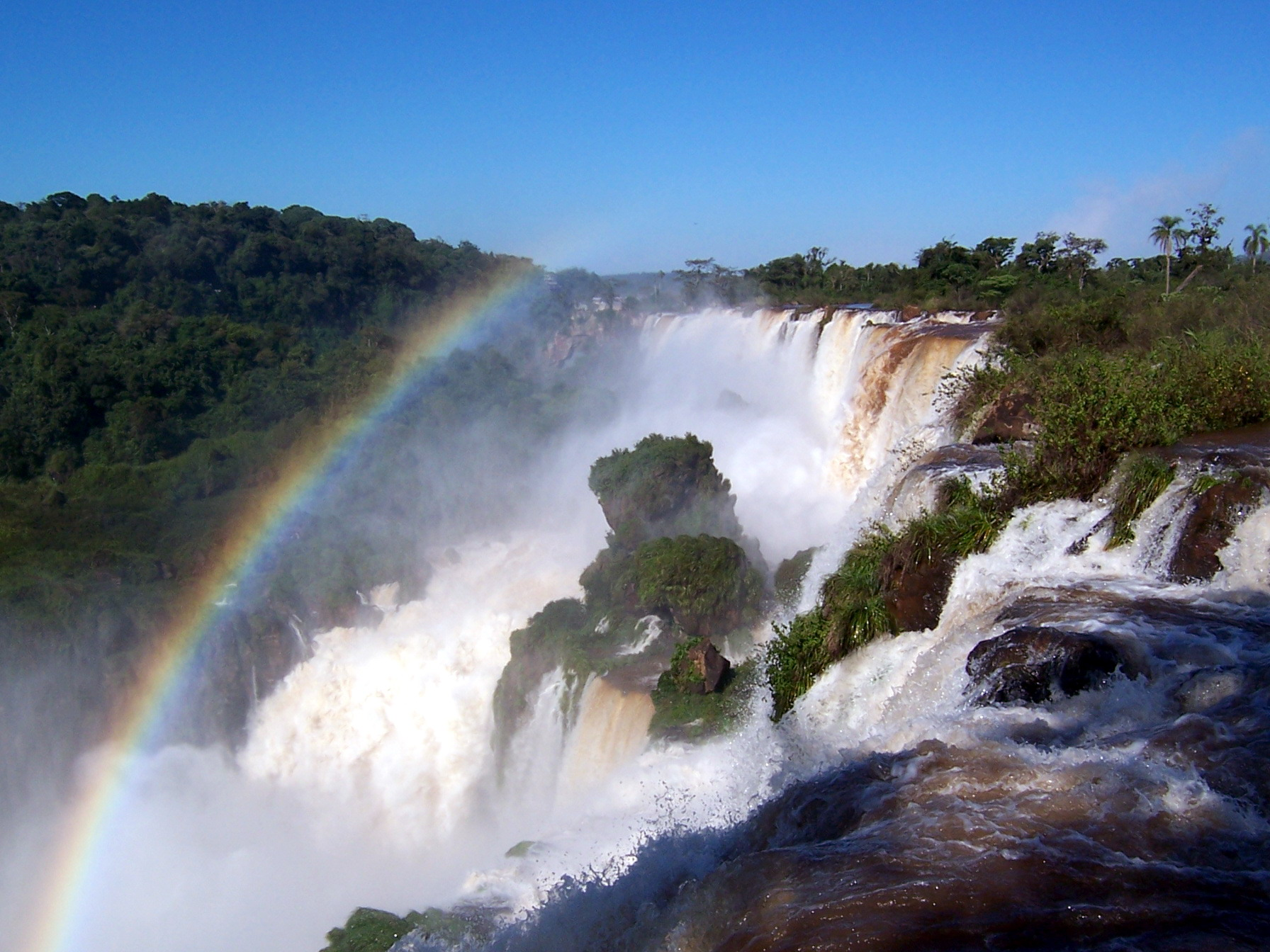
イグアス国立公園（1984年、自然遺産）
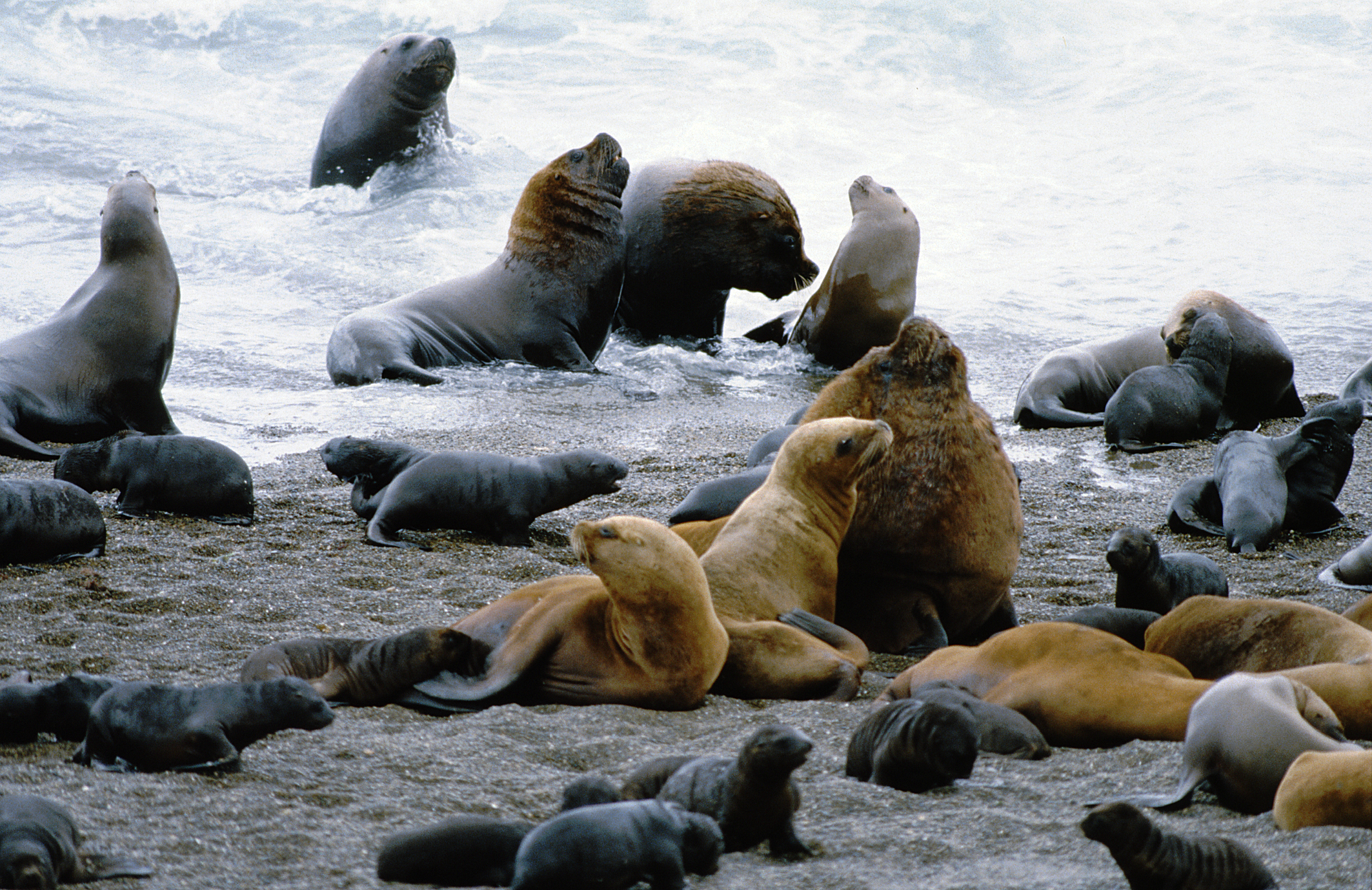
バルデス半島のオタリアたち（1999年、自然遺産）
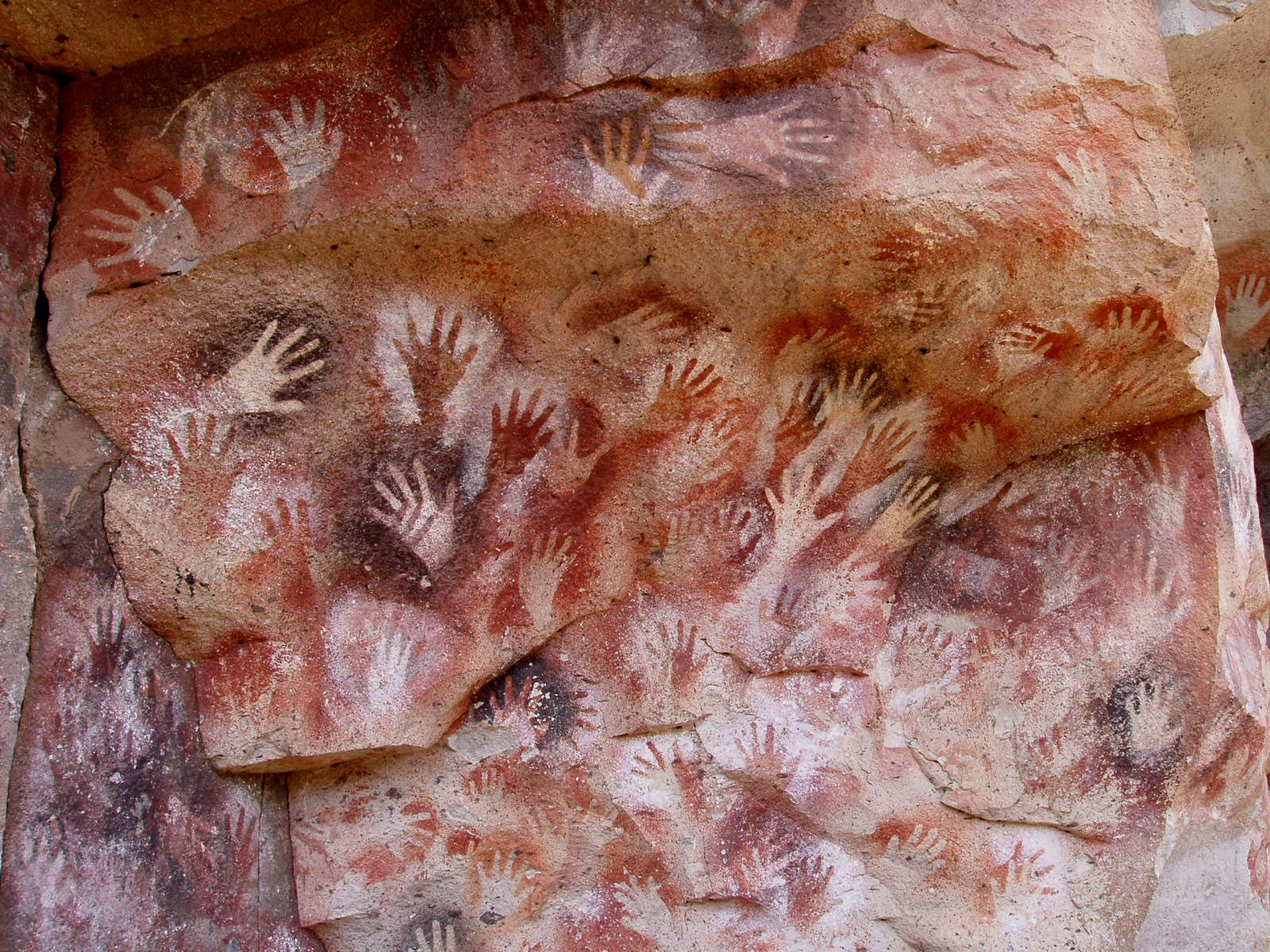
リオ・ピントゥラスのリオ・ピントゥラスのクエバ・デ・ラス・マノス（1999年、文化遺産）
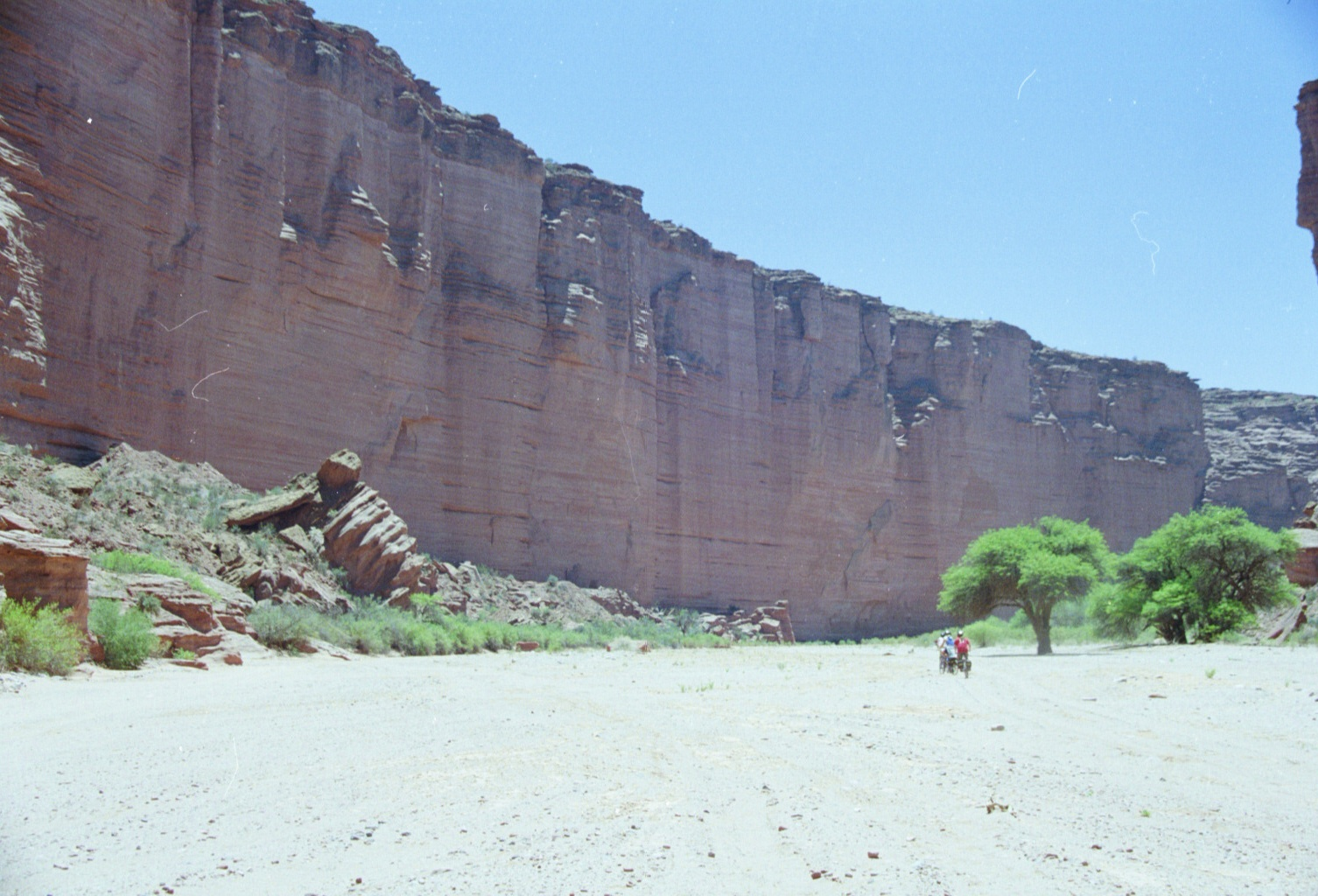
イスキグアラスト/タランパヤ自然公園群（2000年、自然遺産）
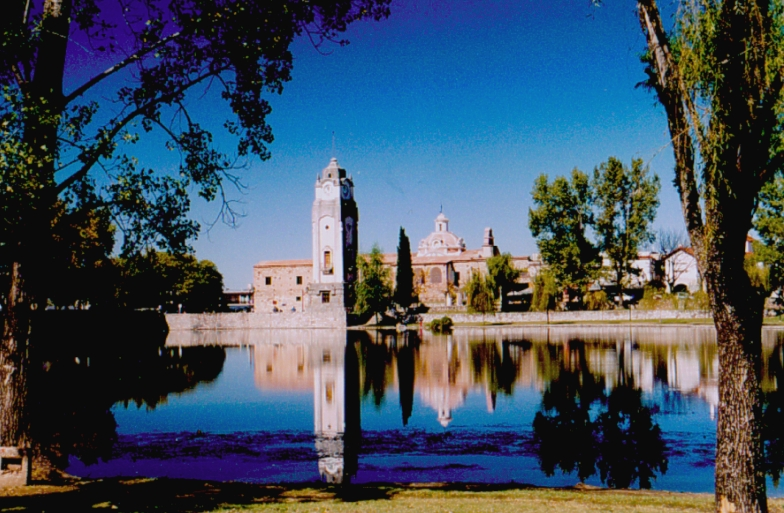
コルドバのイエズス会伝道所とエスタンシア群（2000年、文化遺産）
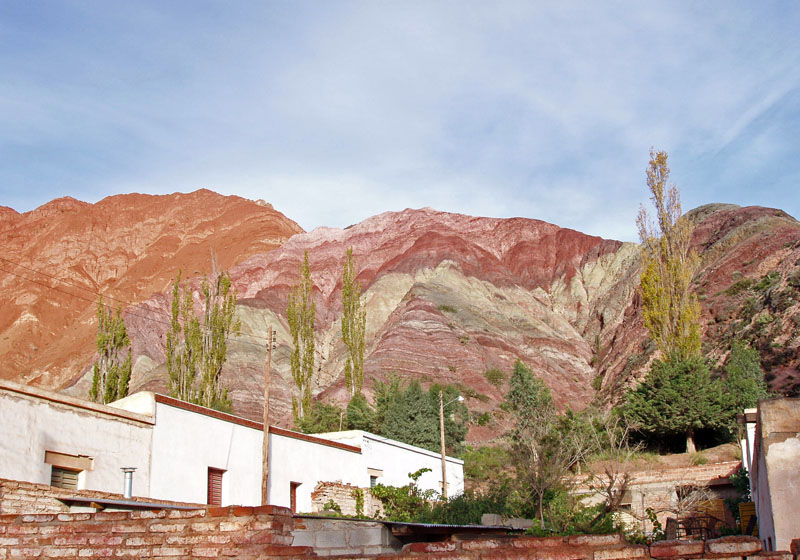
ウマウアカの渓谷（2003年、文化遺産）

### 祝祭日
| 日付                    | 日本語表記                                     | 現地語表記                                                              | 備考                                 |
| ----------------------- | ---------------------------------------------- | ----------------------------------------------------------------------- | ------------------------------------ |
| 1月1日                  | 元日                                           | Año Nuevo                                                               |                                      |
| 移動祝日                | 聖金曜日                                       | Viernes Santo                                                           |                                      |
| 4月2日1                 | 退役軍人の日およびマルビナス戦争戦没者追悼の日 | Día del Veterano de Guerra y de los Caídos en la Guerra de las Malvinas | マルビナス戦争での死者を追悼する日。 |
| 5月1日                  | メーデー                                       | Día del Trabajador                                                      |                                      |
| 5月25日                 | 最初の政府を記念する日（五月革命記念日）       | Primer Gobierno Nacional （Revolución de Mayo）                         |                                      |
| 6月第3月曜日            | 国旗の日                                       | Día de la Bandera                                                       |                                      |
| 7月9日                  | 独立記念日                                     | Día de la Independencia                                                 |                                      |
| 8月第3月曜日（8月17日） | サン＝マルティン将軍の命日                     | Muerte del general José de San Martín                                   |                                      |
| 10月12日1               | 民族の日                                       | Día de la Raza                                                          |                                      |
| 12月8日                 | 無原罪の聖母                                   | Inmaculada Concepción de María                                          |                                      |
| 12月25日                | クリスマス                                     | Navidad                                                                 |                                      |

註1: もし該当の日が火曜日か水曜日ならばその直前の月曜日、木曜日か金曜日ならばその直後の月曜日に移動する。

### スポーツ
2018年にはブエノスアイレスで第3回夏季ユースオリンピックが行われた。
サッカー

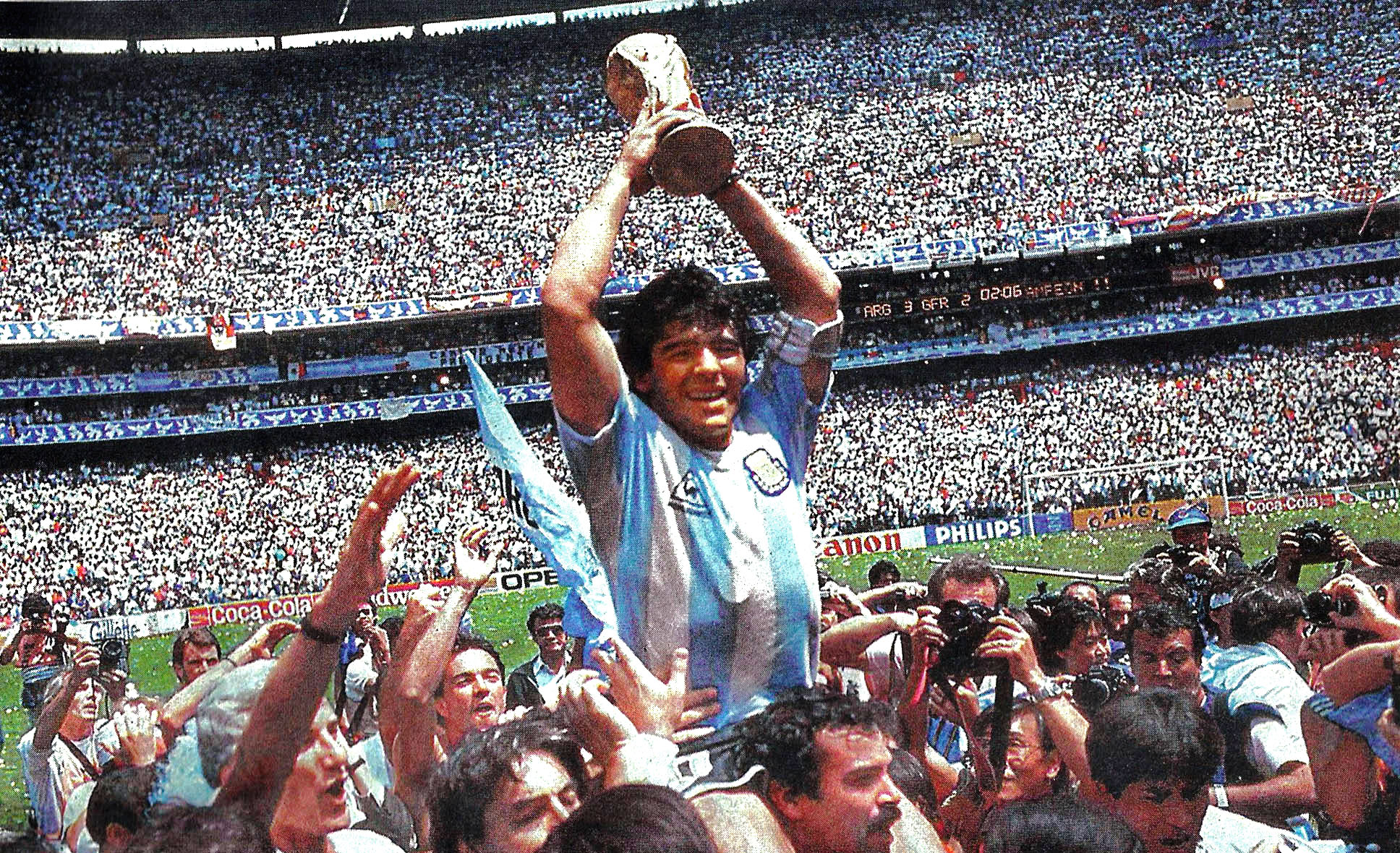
ディエゴ・マラドーナ（1986年メキシコW杯）

アルゼンチン国内ではサッカーが圧倒的に1番人気のスポーツとして君臨しており、世界に名だたるサッカー大国としてディエゴ・マラドーナとリオネル・メッシの両雄を筆頭に、サッカー史上に残る名選手を数多く輩出している。マラドーナやメッシ以外にも著名な選手としてガブリエル・バティストゥータ、ディエゴ・シメオネ、ハビエル・サネッティ、ワルテル・サムエル、フアン・ロマン・リケルメ、セルヒオ・アグエロ、ゴンサロ・イグアイン、アンヘル・ディ・マリア、ラウタロ・マルティネスなど数多くのアルゼンチン人がヨーロッパのビッグクラブで活躍し歴史を彩って来た。

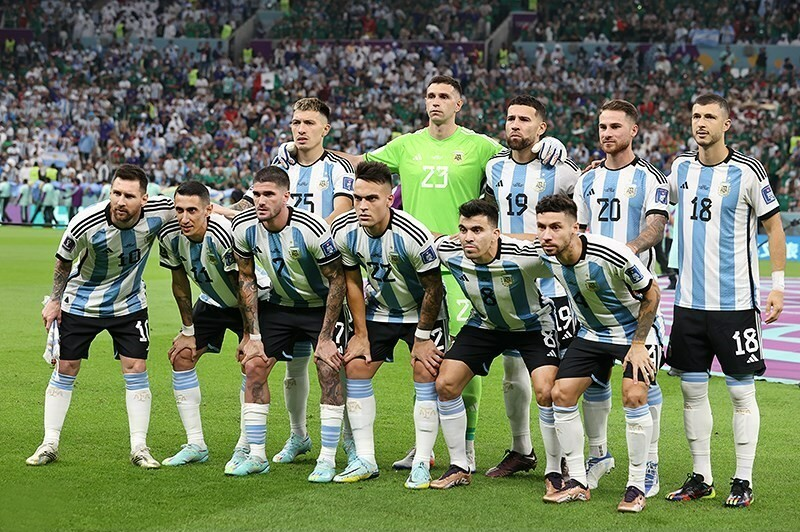
サッカーアルゼンチン代表（2022年カタールW杯）

アルゼンチンサッカー協会（AFA）によって構成されるサッカーアルゼンチン代表は、FIFAワールドカップ出場の常連国であり優勝3回・準優勝3回を誇り、ブラジル代表と並ぶ南米の強豪として世界中に知れ渡っている。アルゼンチンは、初の自国開催となった1978年ワールドカップで大会初優勝を果たしている。コパ・アメリカにおいては、ウルグアイ代表と並んで大会最多15度の優勝に輝いている。さらにU-23アルゼンチン代表はオリンピック出場の常連国であり、2004年アテネ五輪と続く2008年北京五輪で「6戦全勝での連覇」を達成している。
1891年には国内リーグのプリメーラ・ディビシオンが創設され、1986年には下部リーグのプリメーラB・ナシオナルも開始された。主なクラブとしては、リーベル・プレート、ボカ・ジュニアーズ、ラシン・クルブ、エストゥディアンテス、サン・ロレンソなどが挙げられる。さらに南米大陸のクラブ王者を決めるコパ・リベルタドーレスでは、インデペンディエンテが大会最多となる7度の優勝を遂げている。
テニス
サッカーの次にはテニスが盛んであり、テニスを国技と称するスウェーデンと並んで、1970年代から現在に至るまで世界のテニス界をリードする存在である。1970年代後半のギジェルモ・ビラスをはじめ、男女問わず数多の名選手を輩出しており、2004年の全仏オープンにおいて、史上初のアルゼンチン勢同士の決勝戦が行われている。最近もアルゼンチン勢のテニスの躍進は目覚しく、クレーコート以外でも好成績を残す選手が続出している。
ラグビー
ラグビーはロス・プーマス（Los Pumas）の愛称で親しまれているアルゼンチン代表が、強豪国を破る実力をつけてきている。伝統的に屈強なフォワードと、意外性のあるバックスの選手を輩出している。1999年のワールドカップではベスト8に進出している。大会ではスタンドオフのゴンサロ・ケサダが、安定したキックで得点王にも輝いた。2007年のワールドカップでは開催国のフランス代表を2度下し、3位に輝いている。
ボクシング
ボクシングにおいても、アルゼンチン初の世界王者でフライ級のパスカル・ペレス、1960年代のWBA・WBC世界フライ級王者オラシオ・アカバリョ、ジュニア・ウェルター級の世界王者ニコリノ・ローチェ、1970年代のWBA・WBC世界ミドル級統一王者のカルロス・モンソンらを輩出している。さらに、2000年代にもフライ級でオマール・ナルバエスが長期政権を築いている。女子ボクシングも盛んであり、ジェシカ・ボップのような女子王者も輩出している。
バスケットボール
アルゼンチンではバスケットボールも、第1回世界選手権の開催国ということもあって人気が高く、マヌ・ジノビリ、ファブリシオ・オベルト、アンドレス・ノシオーニなどのNBAプレイヤーも輩出している。さらに2004年のアテネオリンピックでは、アルゼンチン代表は悲願の金メダルを獲得している。FIBAアメリカップでは、これまでに2001年大会・2011年大会・2022年大会と、3度の優勝を達成している。

## 国の象徴

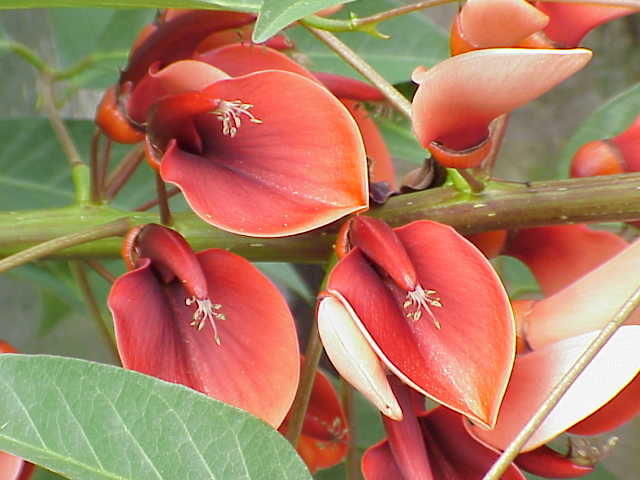
アメリカデイゴの花

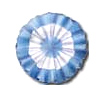
アルゼンチンの帽章

アルゼンチン共和国の象徴となっているものを列挙する。
- アルゼンチンの国旗
- アルゼンチンの国章
- アルゼンチンの帽章
- アルゼンチンの国歌
- 国花: アメリカデイゴ